# Liste der Biografien/Willia
Liste der Biografien |
Portal Biografien |
Personensuche
# |
A |
B |
C |
D |
E |
F |
G |
H |
I |
J |
K |
L |
M |
N |
O |
P |
Q |
R |
S |
T |
U |
V |
W |
X |
Y |
Z |
?
 
Wa |
Wc |
Wd |
We |
Wh |
Wi |
Wj |
Wl |
Wn |
Wo |
Wr |
Ws |
Wt |
Wu |
Ww |
Wy |
Wz
 
Wia |
Wib |
Wic |
Wid |
Wie |
Wif |
Wig |
Wih |
Wii |
Wij |
Wik |
Wil |
Wim |
Win |
Wio |
Wip |
Wir |
Wis |
Wit |
Wiv |
Wiw |
Wix |
Wiz
 
Wila |
Wilb |
Wilc |
Wild |
Wile |
Wilf |
Wilg |
Wilh |
Wili |
Wilj |
Wilk |
Will |
Wilm |
Wiln |
Wilo |
Wilp |
Wilr |
Wils |
Wilt |
Wilu |
Wilw |
Wily |
Wilz
 
Willa |
Willb |
Willc |
Willd |
Wille |
Willf |
Willg |
Willh |
Willi |
Willj |
Willk |
Willm |
Willn |
Willo |
Willr |
Wills |
Willu |
Willv |
Willw |
Willy
 
Willia |
Willib |
Willic |
Willie |
Willig |
Willik |
Willim |
Willin |
Williq |
Willir |
Willis |
Willit |
Williu
Die Liste der Biografien führt alle Personen auf, die in der deutschsprachigen Wikipedia einen Artikel haben. Dieses ist eine Teilliste mit 1133 Einträgen von Personen, deren Namen mit den Buchstaben „Willia“ beginnt.

## Willia

### William
- William († 1241), Bischof von Argyll
- William († 1296), schottischer Ordensgeistlicher
- William, schottischer Geistlicher
- William (* 1995), brasilianischer Fußballspieler
- William Ætheling († 1120), anglonormannischer Prinz
- William ap Thomas († 1445), walisischer Adeliger, Erbauer von Raglan Castle
- William Augustus, Duke of Cumberland (1721–1765), britischer HeerführerWilliam Augustus, Duke of Cumberland (1721–1765)

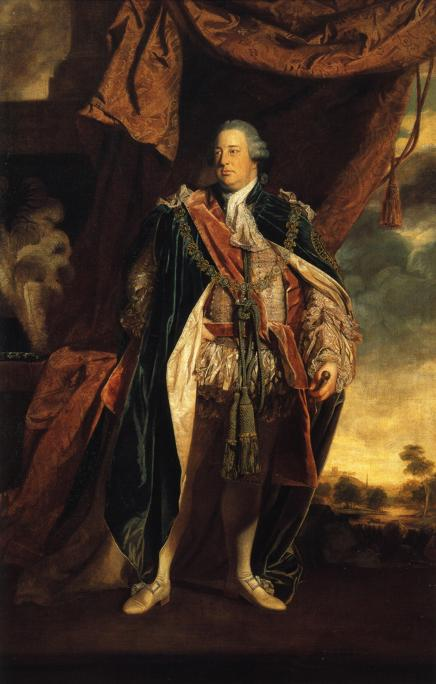
William Augustus, Duke of Cumberland (1721–1765)

- William Cumin, Lordkanzler von Schottland, Fürstbischof von Durham
- William d’Aubigné († 1236), englischer Adliger und Rebell
- William d’Aubigny, 1. Earl of Arundel († 1176), englischer Adliger
- William d’Aubigny, 2. Earl of Arundel († 1193), englischer Adliger
- William d’Aubigny, 3. Earl of Arundel, englischer Magnat
- William d’Aubigny, 4. Earl of Arundel, englischer Magnat
- William de Blois († 1206), anglonormannischer Geistlicher, Bischof von Lincoln
- William de Brailes († 1260), englischer Buchmaler
- William de Braose († 1287), anglo-walisischer Geistlicher
- William de Braose, 1. Lord of Bramber (* 1049), normannischer Adliger
- William de Forz, Count of Aumale († 1241), englischer Adliger
- William de Forz, Count of Aumale († 1260), englischer Adliger
- William de Huntingfield, englischer Adliger und Rebell
- William de Lanvallei, englischer Adliger
- William de Marisco († 1242), anglo-normannischer Ritter, Pirat und Verschwörer
- William de Munchensi († 1287), englischer Adliger und Rebell
- William de Percy († 1175), englischer Adliger
- William de Ros, englischer Adliger
- William de Ros, 2. Baron de Ros († 1343), englischer Adliger
- William de Roumare, Earl of Lincoln, Earl of Lincoln, Baron of Kendall, Lord of Bolingbroke in Lincolnshire, sowie Herr von Roumare in der Normandie
- William de Ste Barbe († 1152), Bischof von Durham
- William de Ste Mère-Église, englischer Prälat und Beamter des Königs
- William de Stuteville († 1203), anglonormannischer Baron
- William de Tracy († 1189), englischer RitterWilliam de Tracy († 1189)

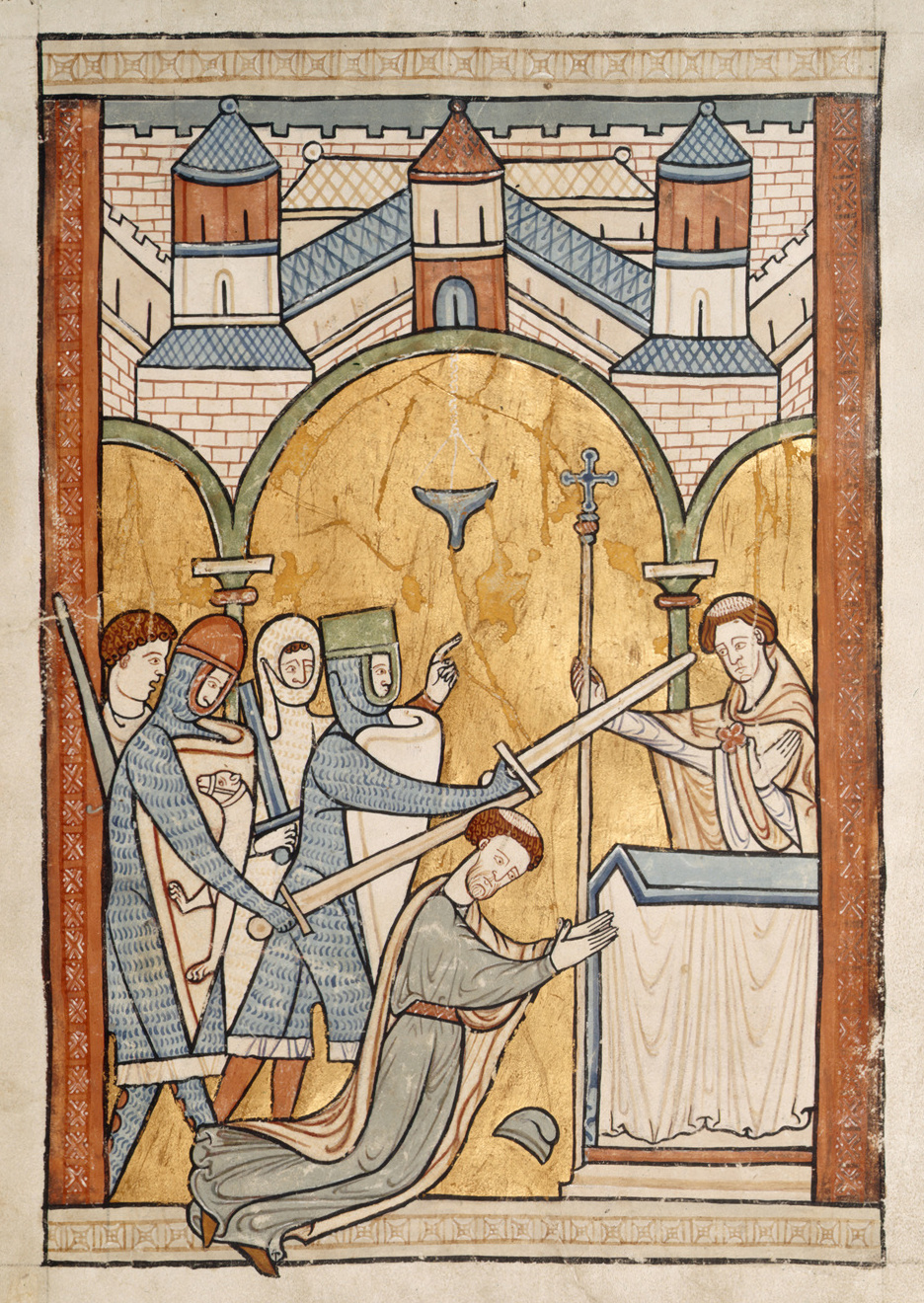
William de Tracy († 1189)

- William de Valence, 1. Earl of Pembroke († 1296), anglo-französischer Adliger
- William de Vesci († 1184), anglonormannischer Adliger
- William de Vesci († 1253), englischer Adliger
- William Fitz Osbert († 1196), englischer Rechtsgelehrter und Revolutionär
- William FitzDuncan, Earl of Moray, Lord of Skipton
- William FitzEmpress (1136–1164), Vizegraf von Dieppe
- William FitzGilbert, Lordkanzler und Siegelbewahrer von England
- William FitzMartin, anglonormannischer Adliger
- William Frederick, 2. Duke of Gloucester and Edinburgh (1776–1834), Mitglied der britischen Königsfamilie
- William Giffard († 1129), Lordkanzler und Siegelbewahrer von England (1093–1101)
- William Henrique (* 1992), brasilianischer Fußballspieler
- William Henry, 1. Duke of Gloucester and Edinburgh (1743–1805), Mitglied der britischen Königsfamilie
- William Longespée, englischer Adliger
- William Longespée of Salisbury († 1250), englischer Magnat und Kreuzfahrer
- William Longespée, 3. Earl of Salisbury († 1226), englischer Adliger
- William Mauduit, 8. Earl of Warwick († 1268), englischer Magnat
- William of Bondington († 1258), schottischer Geistlicher und Minister
- William of Cornhill († 1223), englischer Geistlicher, Beamter und Höfling, Bischof von Coventry
- William of Gloucester (1941–1972), britischer Adeliger, Mitglied des britischen Königshauses und Enkel von König Georg V.William of Gloucester (1941–1972)

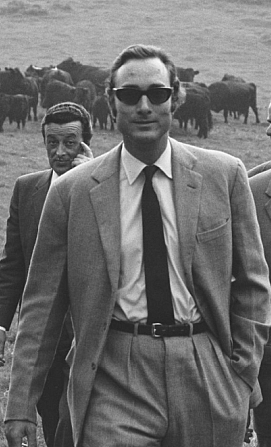
William of Gloucester (1941–1972)

- William of Kilkenny († 1256), Lord Keeper of the Great Seal und Bischof von Ely
- William of Kyme, englischer Adliger
- William of London († 1231), englischer Geistlicher und Richter
- William of Louth († 1298), englischer Beamter und Geistlicher, Bischof von Ely
- William of Newburgh, englischer Geistlicher und Autor
- William of Northolt († 1190), englischer Geistlicher, Bischof von Worcester
- William of Raleigh († 1250), englischer Geistlicher und Richter
- William of Salisbury, 2. Earl of Salisbury († 1196), Earl of Salisbury, Earl of Wiltshire, High Sheriff of Somerset and Dorset
- William of Sherwood, englischer Logiker des Mittelalters
- William of St Calais († 1096), Bischof von Durham, Lordkanzler und Siegelbewahrer von England
- William of St Edmunds, englischer Richter
- William of Wrotham, englischer Kleriker und Beamter
- William Scot, englischer Geistlicher, gewählter Bischof von Durham
- William Turbe († 1174), anglonormannischer Bischof von Norwich
- William von Norwich (1132–1144), angebliches Ritualmordopfer und Heiliger
- William von Perth, Lokalheiliger in Rochester, weitgehend legendarischer Märtyrer
- William von Wykeham (1324–1404), englischer Politiker und Bischof von Winchester
- William Walcher († 1080), Bischof von Durham, Earl of Northumbria
- William, George (* 1982), US-amerikanischer Kameramann, Regisseur, Schauspieler, Sänger und Songwriter
- William’, Linda (1964–2010), französische Popsängerin
- William, Niels (* 1974), belgischer Sänger
- William, Nihal (* 2000), indischer Sprinter
- William, Peter (1930–2018), deutscher Wrestler und Wrestlingkommentator
- William, Prince of Wales (* 1982), Kronprinz des Vereinigten Königreichs Großbritannien und NordirlandWilliam, Prince of Wales (* 1982)

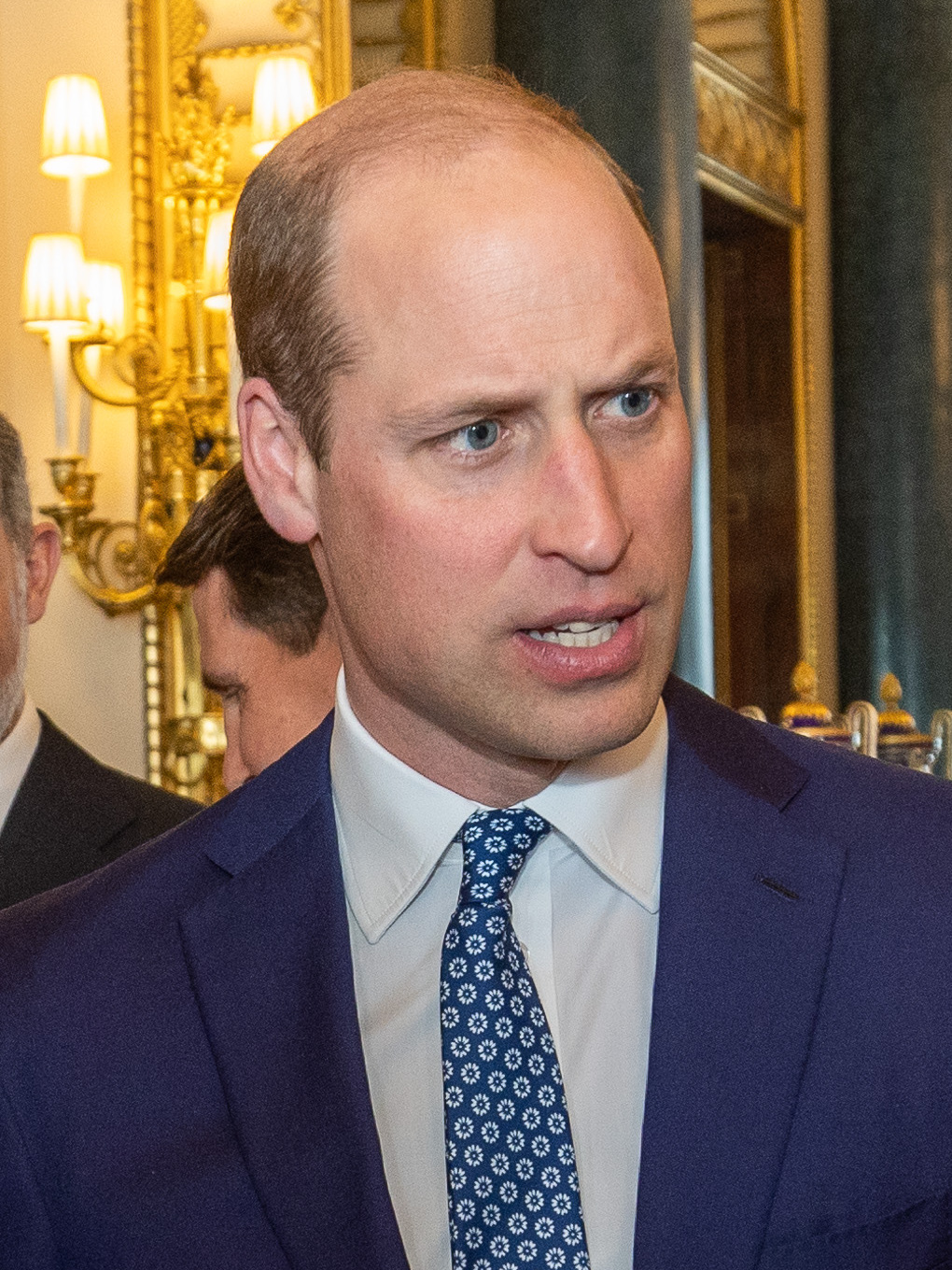
William, Prince of Wales (* 1982)

- William, Tiffany (* 1994), britische Tennisspielerin
- William, Warren (1895–1948), US-amerikanischer Schauspieler
- William, Willy (* 1981), französischer MusikerWilly William (* 1981)

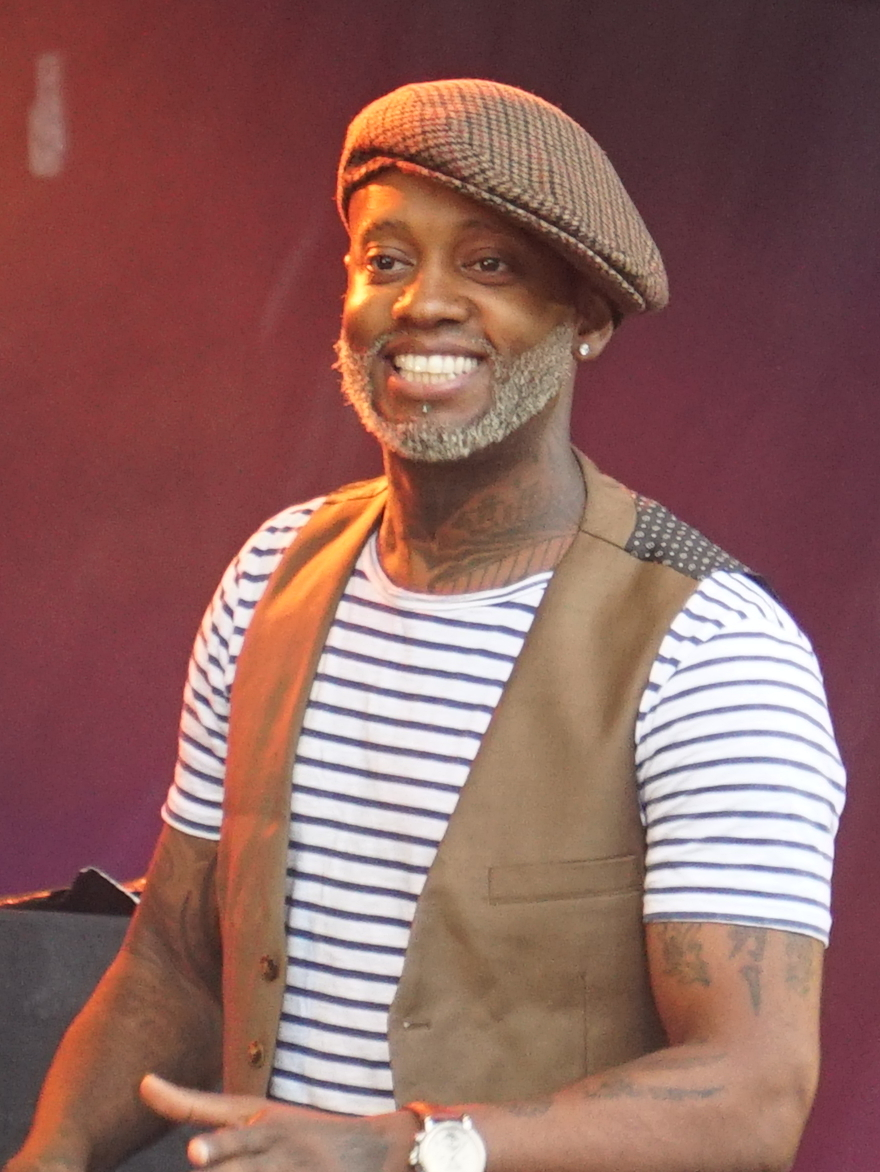
Willy William (* 1981)

- William-Olsson, Tage (1888–1960), schwedischer Architekt

#### Williams

##### Williams P
- Williams Pantycelyn, William (1717–1791), walisischer Musiker und Prediger

##### Williams R
- Williams Rebolledo, Juan (1825–1910), chilenischer Vize-Admiral

##### Williams W
- Williams Wilson, John (1798–1857), britischer Fregattenkapitän der chilenischen Marine

##### Williams, A – Williams, Z

###### Williams, A
- Williams, Abigail (* 1680), amerikanische Frau, spielte eine Rolle bei den Hexenprozessen von Salem, Massachusetts
- Williams, Abraham J. (1781–1839), US-amerikanischer Politiker
- Williams, Abram P. (1832–1911), US-amerikanischer Politiker
- Williams, Aeneas (* 1968), US-amerikanischer American-Football-Spieler
- Williams, Al (1919–1998), US-amerikanischer Pianist
- Williams, Alan (1930–2014), britischer Politiker (Labour), Mitglied des House of Commons
- Williams, Alan (* 1951), englischer Ordensgeistlicher, römisch-katholischer Bischof von Brentwood
- Williams, Alan (* 1954), britischer Schauspieler und Dramatiker
- Williams, Alan Meredith (1909–1972), britischer Diplomat
- Williams, Alberto (1862–1952), argentinischer Komponist und Dirigent
- Williams, Alexander (* 1996), deutscher Handballspieler
- Williams, Alfie (* 2011), britischer Schauspieler
- Williams, Ali (* 1981), neuseeländischer Rugby-Union-Spieler
- Williams, Alice (* 1998), australische Wasserballspielerin
- Williams, Allan (1930–2016), britischer Promoter und der erste Manager der Beatles
- Williams, Allen, US-amerikanischer Schauspieler
- Williams, Allison (* 1988), US-amerikanische Schauspielerin, Comedienne und MusikerinAllison Williams (* 1988)

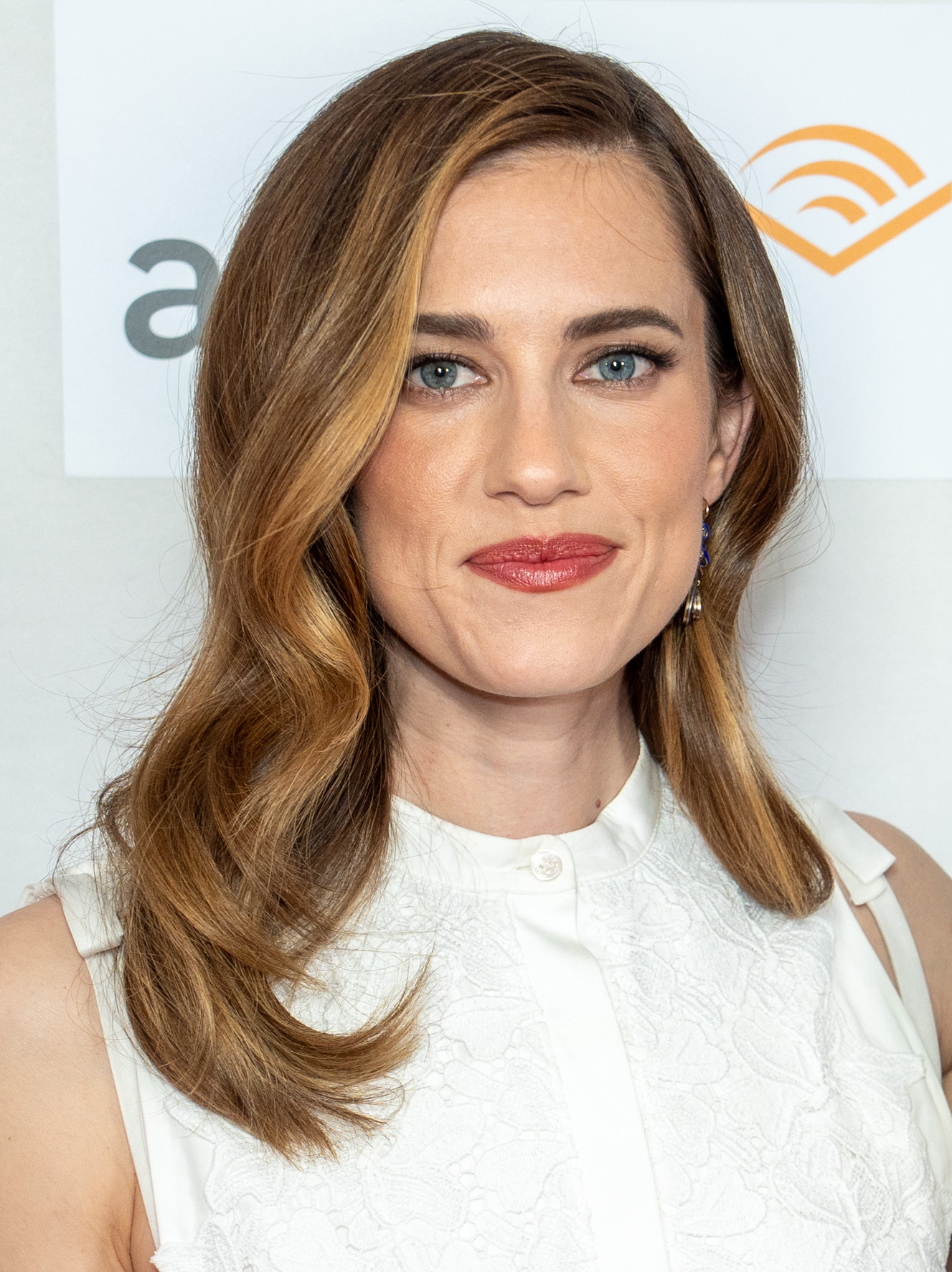
Allison Williams (* 1988)

- Williams, Alpheus S. (1810–1878), amerikanischer Offizier und Politiker
- Williams, Alphonso (1962–2019), US-amerikanischer Soulsänger, DSDS-Gewinner
- Williams, Alwyn (1921–2004), britischer Geologe und Paläontologe
- Williams, Alys (* 1994), US-amerikanische Wasserballspielerin
- Williams, Alyson (* 1962), US-amerikanische R&B-Sängerin
- Williams, Amy (* 1982), britische Skeletonpilotin
- Williams, Andrae (* 1983), bahamaischer Leichtathlet
- Williams, Andrew (1828–1907), US-amerikanischer Politiker
- Williams, Andy (1927–2012), US-amerikanischer Popsänger und FernsehentertainerAndy Williams (1927–2012)

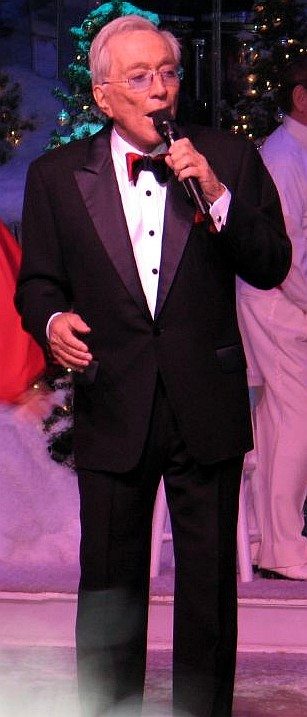
Andy Williams (1927–2012)

- Williams, Andy (* 1977), walisischer Fußballspieler
- Williams, Andy, Spezialeffektkünstler
- Williams, Angela (* 1980), US-amerikanische Sprinterin
- Williams, Anna Wessels (1863–1954), US-amerikanische Medizinerin und Hochschullehrerin
- Williams, Anna-Lynne (* 1978), US-amerikanische Singer-Songwriterin
- Williams, Annie († 1943), britische Suffragette
- Williams, Anson (* 1949), US-amerikanischer Regisseur und Schauspieler
- Williams, Anthony (1931–2021), trinidadischer Erfinder, Wegbereiter und Musiker der Steel Pan
- Williams, Anthony A. (* 1951), US-amerikanischer Politiker
- Williams, Antony John (* 1964), britischer Chemiker
- Williams, Antwine (* 1975), US-amerikanischer Basketballspieler
- Williams, Archibald Hunter Arrington (1842–1895), US-amerikanischer Politiker
- Williams, Archie (1915–1993), US-amerikanischer Sprinter und Olympiasieger
- Williams, Arnold (1898–1970), US-amerikanischer Politiker
- Williams, Arthur, US-amerikanischer Jazzmusiker
- Williams, Arthur (1964–2023), US-amerikanischer Boxer
- Williams, Arthur B. (1872–1925), US-amerikanischer Politiker
- Williams, Arthur E. (* 1938), US-amerikanischer Offizier, Generalleutnant der US-Army
- Williams, Ashley (* 1978), US-amerikanische Schauspielerin, Regisseurin und DrehbuchautorinAshley Williams (* 1978)

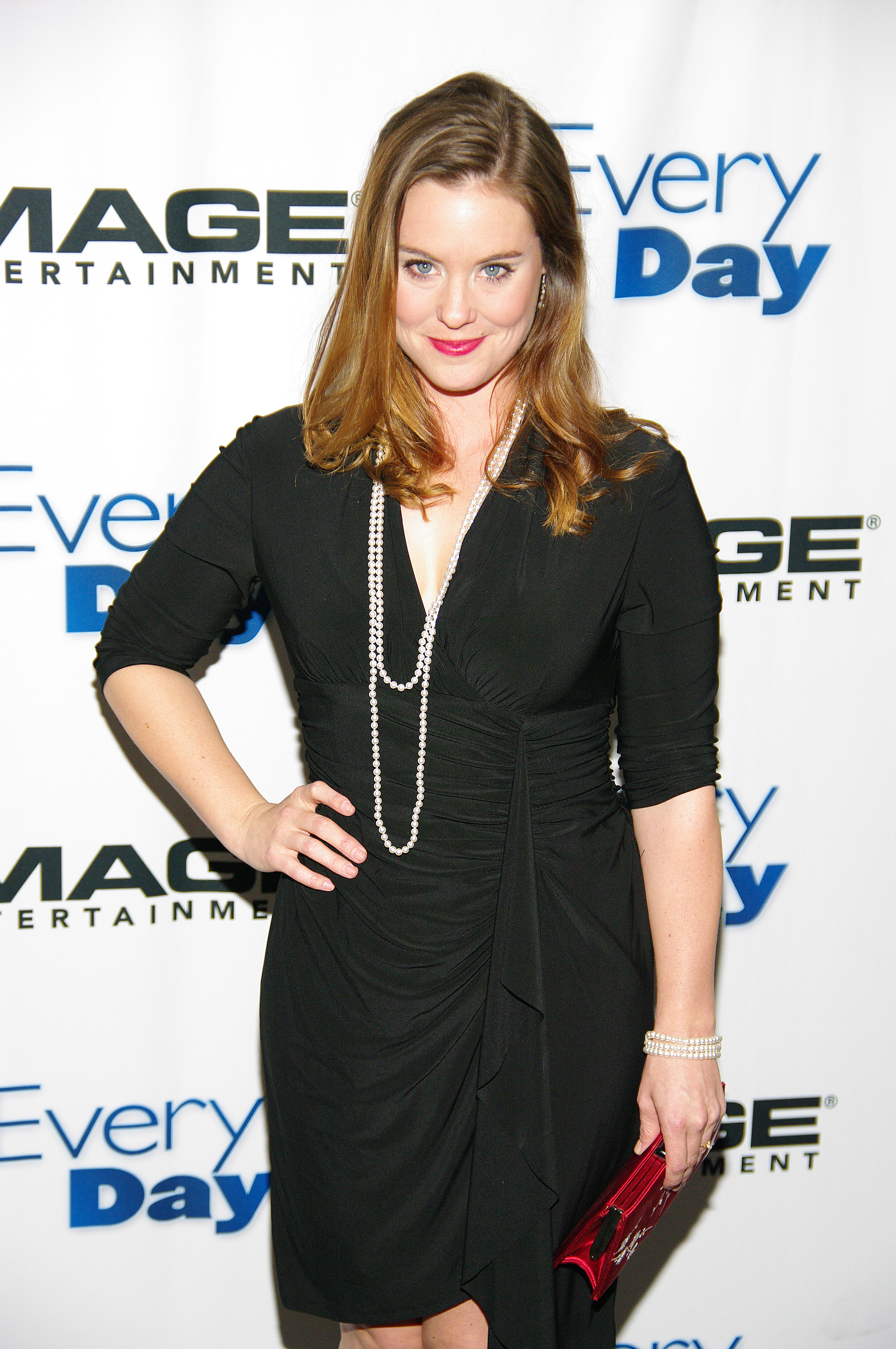
Ashley Williams (* 1978)

- Williams, Ashley (* 1984), walisischer Fußballspieler
- Williams, Ashley (* 1996), jamaikanische Sprinterin
- Williams, Ashley (* 2000), liberianischer Fußballspieler
- Williams, Ashley C. (* 1984), US-amerikanische Schauspielerin
- Williams, Ashton Hilliard (1891–1962), US-amerikanischer Jurist und Politiker
- Williams, Averil (1935–2019), britische Speerwerferin
- Williams, Avondale (* 1977), Fußballspieler und Trainer auf den Britischen Jungferninseln

###### Williams, B
- Williams, Barbara (* 1953), kanadische Schauspielerin
- Williams, Barney (1824–1876), irisch-amerikanischer Schauspieler und Komiker
- Williams, Barney (* 1977), kanadischer Ruderer
- Williams, Barry (* 1947), britischer Hammerwerfer
- Williams, Barry (* 1954), US-amerikanischer Schauspieler und SängerBarry Williams (* 1954)

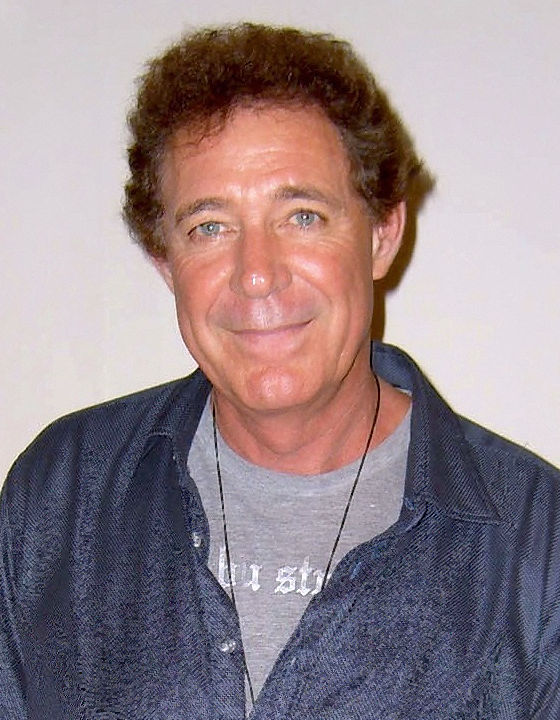
Barry Williams (* 1954)

- Williams, Basil (1891–1951), britischer Eiskunstläufer
- Williams, Ben (* 1971), englischer Snookerschiedsrichter
- Williams, Ben (* 1977), australischer Fußballschiedsrichter
- Williams, Ben, US-amerikanischer Jazzmusiker (Kontrabass, E-Bass, auch Piano)
- Williams, Ben (* 1992), britischer Dreispringer
- Williams, Benjamin (1751–1814), US-amerikanischer Politiker
- Williams, Benjamin (1876–1957), US-amerikanischer Anwalt und Politiker
- Williams, Benjamin Samuel (1824–1890), englischer Handelsgärtner
- Williams, Bernard (1908–2004), irisch-französischer Fußballspieler
- Williams, Bernard (1929–2003), britischer Philosoph
- Williams, Bernard (* 1978), US-amerikanischer Leichtathlet
- Williams, Bernie (* 1968), puerto-ricanischer Baseballspieler
- Williams, Bert (1874–1922), US-amerikanischer Schauspieler, Sänger, Entertainer und Songwriter
- Williams, Bert (1920–2014), englischer Fußballtorhüter
- Williams, Bertram (1876–1934), kanadischer Sportschütze
- Williams, Betty (1943–2020), nordirische Friedensaktivistin und Friedensnobelpreisträgerin
- Williams, Bianca (* 1993), britische Sprinterin
- Williams, Big Joe (1903–1982), US-amerikanischer Blues-Gitarrist, Sänger und Songschreiber
- Williams, Bill (1915–1992), US-amerikanischer Schauspieler
- Williams, Bill Martin (* 1954), US-amerikanischer Schauspieler
- Williams, Billy (1910–1972), US-amerikanischer Sänger
- Williams, Billy (1929–2025), britischer Kameramann
- Williams, Billy (* 1938), US-amerikanischer Baseballspieler
- Williams, Billy, US-amerikanischer Jazzmusiker (Schlagzeug)
- Williams, Billy Dee (* 1937), US-amerikanischer FilmschauspielerBilly Dee Williams (* 1937)

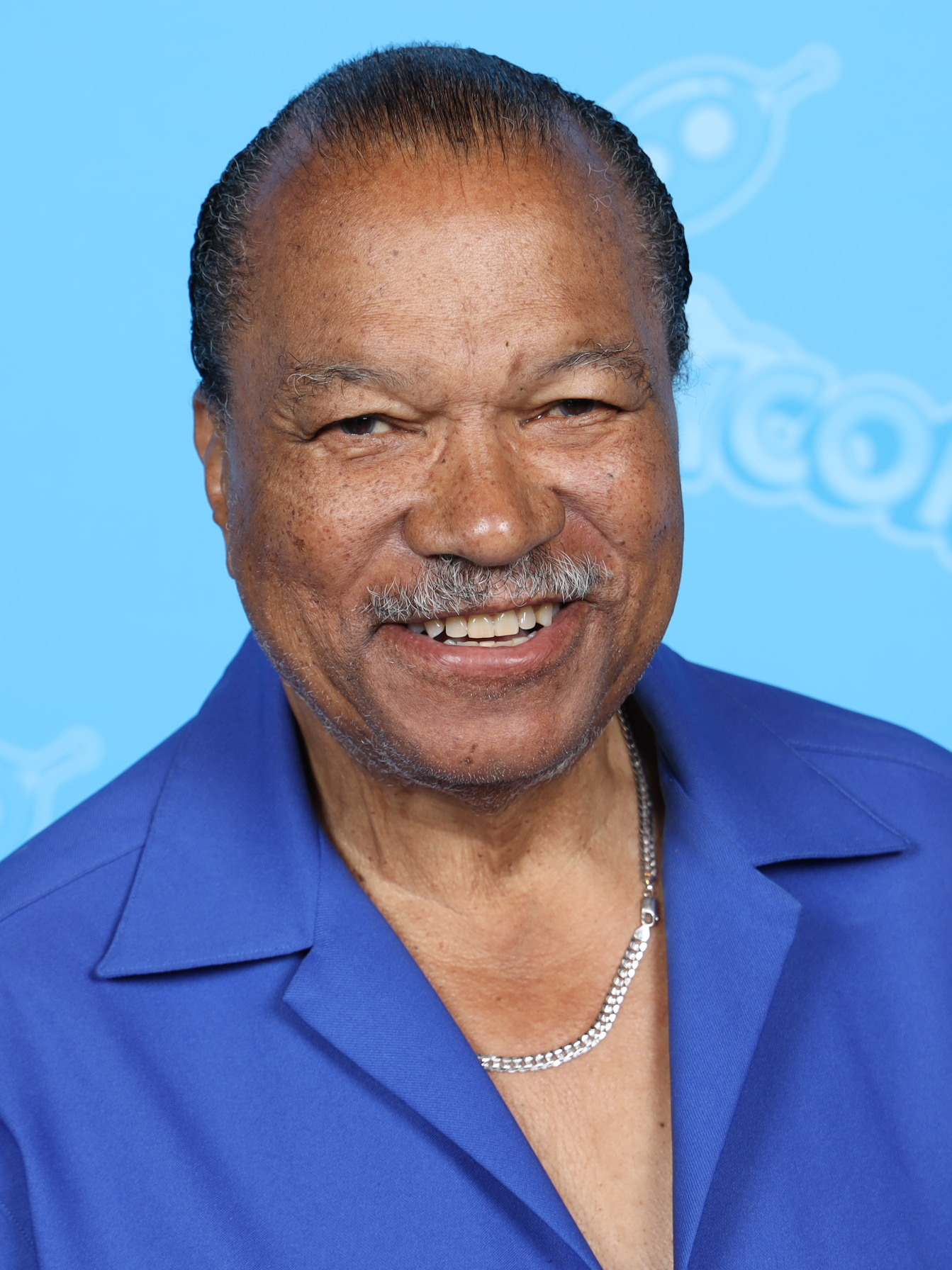
Billy Dee Williams (* 1937)

- Williams, Bisa (* 1954), US-amerikanische Diplomatin
- Williams, Bleddyn (1923–2009), walisischer Rugbyspieler
- Williams, Blind Connie (* 1915), US-amerikanischer Bluesmusiker
- Williams, Bob (* 1902), walisischer Fußballspieler
- Williams, Bob (* 1923), US-amerikanischer Badmintonspieler
- Williams, Bobby (* 1914), amerikanischer Jazzmusiker (Saxophon)
- Williams, Boswell (1926–2014), lucianischer Politiker, Generalgouverneur von St. Lucia
- Williams, Brandon (* 1967), US-amerikanischer Politiker, Abgeordneter im Repräsentantenhaus
- Williams, Brandon (* 2000), englischer Fußballspieler
- Williams, Brent (* 1964), US-amerikanischer American-Football-Spieler
- Williams, Brett (* 1975), südafrikanischer Schauspieler und Filmschaffender
- Williams, Brian (* 1959), US-amerikanischer Fernsehjournalist
- Williams, Brian (* 1964), walisischer Industrial- und Dark-Ambient-MusikerBrian Williams (* 1964)

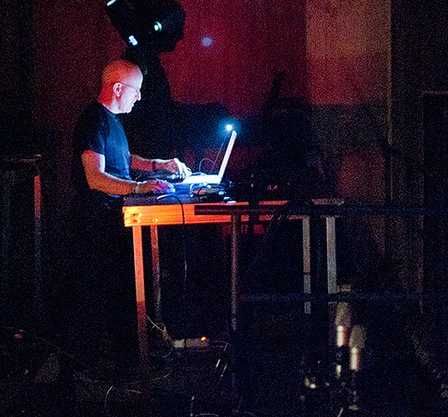
Brian Williams (* 1964)

- Williams, Brian (* 1994), US-amerikanischer Diskuswerfer
- Williams, Briana (* 2002), jamaikanische Sprinterin
- Williams, Bridget (* 1996), US-amerikanische Stabhochspringerin
- Williams, Brooke (* 1984), neuseeländische Schauspielerin
- Williams, Bryan (* 1950), neuseeländischer Rugby-Union-Spieler
- Williams, Brynle (1949–2011), walisischer Politiker der Conservative Party
- Williams, Buck (* 1960), US-amerikanischer Basketballspieler
- Williams, Buddy (* 1952), amerikanischer Jazzmusiker (Schlagzeug)
- Williams, Buffy-Lynne (* 1977), kanadische Ruderin
- Williams, Buster (* 1942), US-amerikanischer Jazzbassist
- Williams, Byllye (1922–1958), US-amerikanische Jazzsängerin und Pianistin

###### Williams, C
- Williams, C. K. (1936–2015), US-amerikanischer Dichter und Literaturprofessur
- Williams, Calan (* 2000), australischer Automobilrennfahrer
- Williams, Caleb (* 2001), US-amerikanischer American-Football-SpielerCaleb Williams (* 2001)

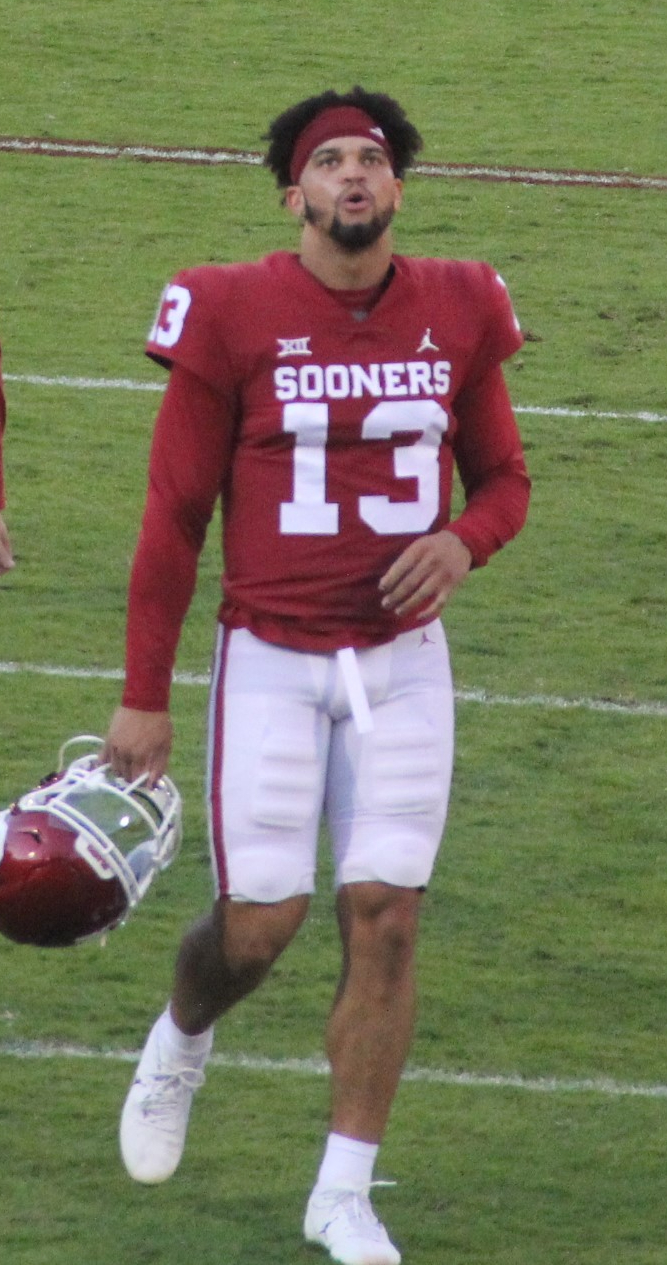
Caleb Williams (* 2001)

- Williams, Camilla (1919–2012), US-amerikanische Opernsängerin (Sopran)
- Williams, Cara (1925–2021), US-amerikanische Schauspielerin
- Williams, Carl (1959–2013), US-amerikanischer Boxer
- Williams, Carleigh (* 1992), US-amerikanische Fußballspielerin
- Williams, Carola (1903–1987), deutsche Zirkusdirektorin
- Williams, Caroline (* 1957), US-amerikanische Schauspielerin
- Williams, Caroline Ransom (1872–1952), US-amerikanische Ägyptologin und Klassische Archäologin
- Williams, Cary (* 1984), US-amerikanischer Footballspieler
- Williams, Cathay (* 1844), US-amerikanische Soldatin
- Williams, Cecil (1909–1979), britisch-südafrikanischer Journalist, Lehrer, Theaterdirektor, Anti-Apartheids-AktivistCecil Williams (1909–1979)

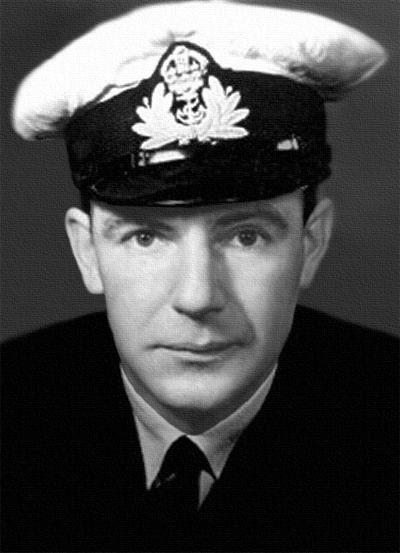
Cecil Williams (1909–1979)

- Williams, Ceri, walisische Fußballschiedsrichterassistentin
- Williams, Chancellor (1898–1992), US-amerikanischer Schriftsteller, Historiker und Soziologe
- Williams, Charles (1886–1945), britischer Schriftsteller und Mystiker
- Williams, Charles (1893–1978), englischer Komponist
- Williams, Charles (1898–1958), US-amerikanischer Drehbuchautor und Schauspieler
- Williams, Charles (1909–1975), US-amerikanischer Schriftsteller und Drehbuchautor
- Williams, Charles (* 1962), US-amerikanischer Boxer
- Williams, Charles Francis Abdy (1855–1923), britischer Organist, Violinist, Musikwissenschaftler und Musikschriftsteller
- Williams, Charles G. (1829–1892), US-amerikanischer Politiker
- Williams, Charles G. S. (1939–2005), US-amerikanischer Romanist und Literaturwissenschaftler
- Williams, Charles Hanbury (1708–1759), britischer Diplomat
- Williams, Charles Hanson Greville (1829–1910), britischer Chemiker
- Williams, Charles K. (1782–1853), US-amerikanischer Jurist und Politiker
- Williams, Charles, Baron Williams of Elvel (1933–2019), britischer Manager, Peer und Autor
- Williams, Charlie (1927–2006), britischer Komiker und Fußballspieler
- Williams, Charlie (* 1950), englischer Motorradrennfahrer, Weltmeister der Formula TT
- Williams, Charlie (* 1977), amerikanischer Poolbillardspieler
- Williams, ChaRonda (* 1987), US-amerikanische Sprinterin
- Williams, Chester Mornay (1970–2019), südafrikanischer Rugby-Union-Spieler und -Trainer
- Williams, Chima, Umweltaktivist und Umweltrechtler
- Williams, Chocolate (1916–1984), amerikanischer Jazzmusiker (Kontrabass, Gesang)
- Williams, Chris (* 1968), US-amerikanischer Drehbuchautor, Filmproduzent, Filmregisseur, Animator und Synchronsprecher
- Williams, Chris (* 1981), kanadischer Fußballspieler
- Williams, Chris A. (1980–2017), US-amerikanischer Basketballspieler
- Williams, Chrishuna (* 1993), US-amerikanische Leichtathletin
- Williams, Christa (1926–2012), deutsche Sängerin
- Williams, Christa Lee (* 1978), US-amerikanische Softballspielerin
- Williams, Christania (* 1994), jamaikanische Sprinterin
- Williams, Christine L. (* 1959), US-amerikanische Soziologin und Hochschullehrerin
- Williams, Christopher (* 1956), US-amerikanischer Künstler
- Williams, Christopher (* 1972), jamaikanischer Sprinter
- Williams, Christopher Harris (1798–1857), US-amerikanischer Politiker
- Williams, Christopher John Fardo (1930–1997), britischer Philosoph und Philosophiehistoriker
- Williams, Christy, US-amerikanische Schauspielerin
- Williams, Cindy (1947–2023), US-amerikanische Filmschauspielerin
- Williams, Claire (* 1976), britische MotorsportmanagerinClaire Williams (* 1976)

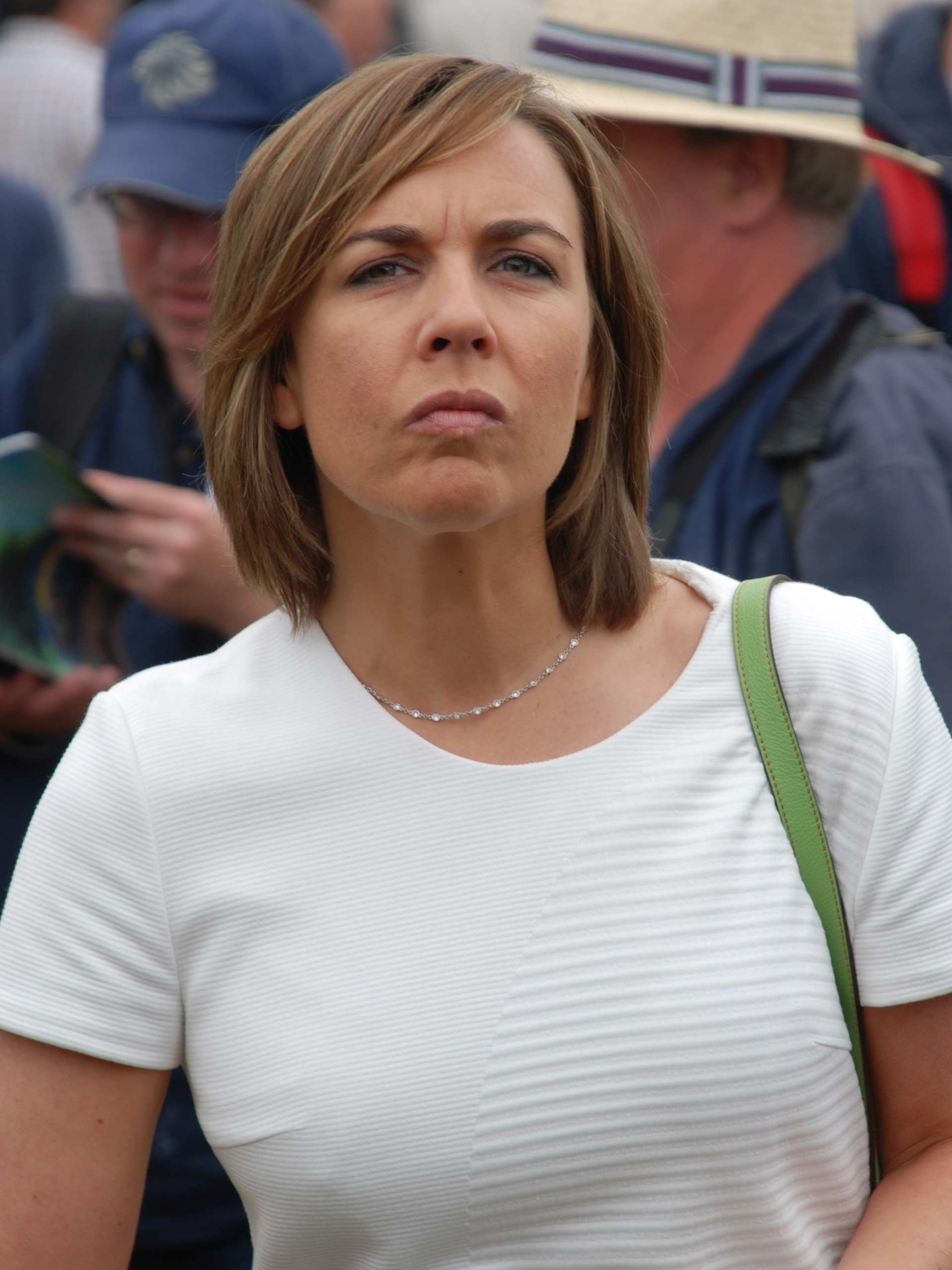
Claire Williams (* 1976)

- Williams, Clarence (1893–1965), US-amerikanischer Jazzpianist, Sänger, Komponist sowie Plattenproduzent, Musikverleger und -agent
- Williams, Clarence III (1939–2021), US-amerikanischer Schauspieler
- Williams, Clark (1870–1946), US-amerikanischer Bankier und Politiker
- Williams, Claude (1908–2004), US-amerikanischer Jazz-Geiger und Gitarrist
- Williams, Claudia (* 1996), neuseeländische Tennisspielerin
- Williams, Cleveland (1933–1999), US-amerikanischer Schwergewichtsboxer
- Williams, Cliff (* 1949), britischer Bass-Gitarrist der australischen Band AC/DCCliff Williams (* 1949)

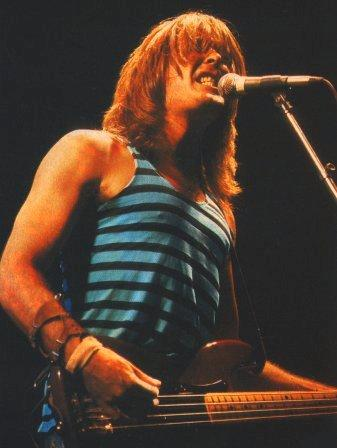
Cliff Williams (* 1949)

- Williams, Clifton (1923–1976), US-amerikanischer Hornist, Komponist und Musikpädagoge
- Williams, Clifton (1932–1967), US-amerikanischer Testpilot und Astronaut
- Williams, Clyde (1873–1954), US-amerikanischer Politiker
- Williams, Cody (* 2004), US-amerikanischer Basketballspieler
- Williams, Colin (* 1952), britischer anglikanischer Theologe, Erzdiakon und Generalsekretär der Konferenz Europäischer Kirchen
- Williams, Colleen (* 1991), US-amerikanische Fußballspielerin
- Williams, Connor (* 1997), US-amerikanischer American-Football-Spieler
- Williams, Conrad (* 1982), britischer Sprinter
- Williams, Cooper (* 2005), US-amerikanischer Tennisspieler
- Williams, Cootie (1911–1985), US-amerikanischer Jazztrompeter
- Williams, Cory (* 1981), US-amerikanischer Schauspieler
- Williams, Courtney (* 1991), vincentischer Leichtathlet
- Williams, Cowboy Pink (1892–1976), US-amerikanischer Politiker
- Williams, Cress (* 1970), US-amerikanischer SchauspielerCress Williams (* 1970)

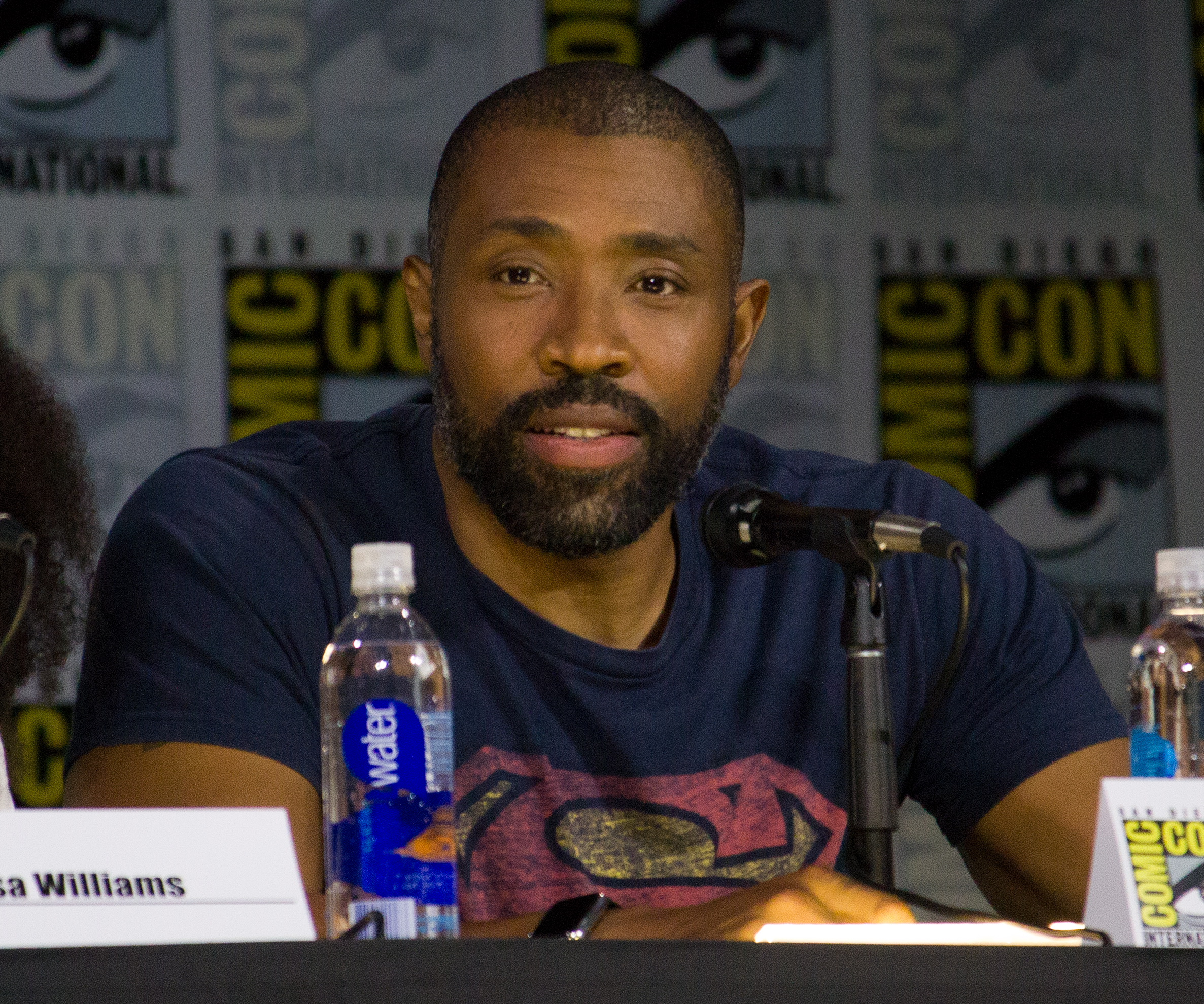
Cress Williams (* 1970)

- Williams, Cunnie (1963–2024), US-amerikanischer R&B-Sänger
- Williams, Curtis M. (1896–1969), US-amerikanischer Politiker
- Williams, Cynda (* 1966), US-amerikanische Schauspielerin

###### Williams, D
- Williams, Dafydd Rhys (* 1954), kanadischer Astronaut
- Williams, Dale (1940–2022), US-amerikanischer Schiedsrichter im American Football
- Williams, Dale, amerikanischer Blues- und Jazzmusiker
- Williams, Damian (* 1980), amerikanischer Jurist
- Williams, Damien (* 1992), US-amerikanischer American-Football-Spieler
- Williams, Dan (* 1969), US-amerikanischer American-Football-Spieler
- Williams, Daniel (1795–1870), US-amerikanischer Politiker
- Williams, Daniel (1935–2024), grenadischer Politiker und Staatsmann
- Williams, Daniel (* 1989), deutsch-amerikanischer Fußballspieler
- Williams, Daniel Lewis (1943–2023), amerikanisch-deutscher Opernsänger (Bass)
- Williams, Danielle (* 1992), jamaikanische Hürdenläuferin
- Williams, Danny (1942–2005), südafrikanischer Musiker
- Williams, Danny (* 1950), kanadischer Politiker
- Williams, Danny (* 1973), britischer Boxer
- Williams, Dar (* 1967), US-amerikanische Singer-Songwriterin und Gitarristin
- Williams, Darious (* 1993), US-amerikanischer Footballspieler
- Williams, Darrent (1982–2007), US-amerikanischer American-Football-Spieler
- Williams, Darryl A. (* 1961), US-amerikanischer Offizier, General der US-ArmeeDarryl A. Williams (* 1961)

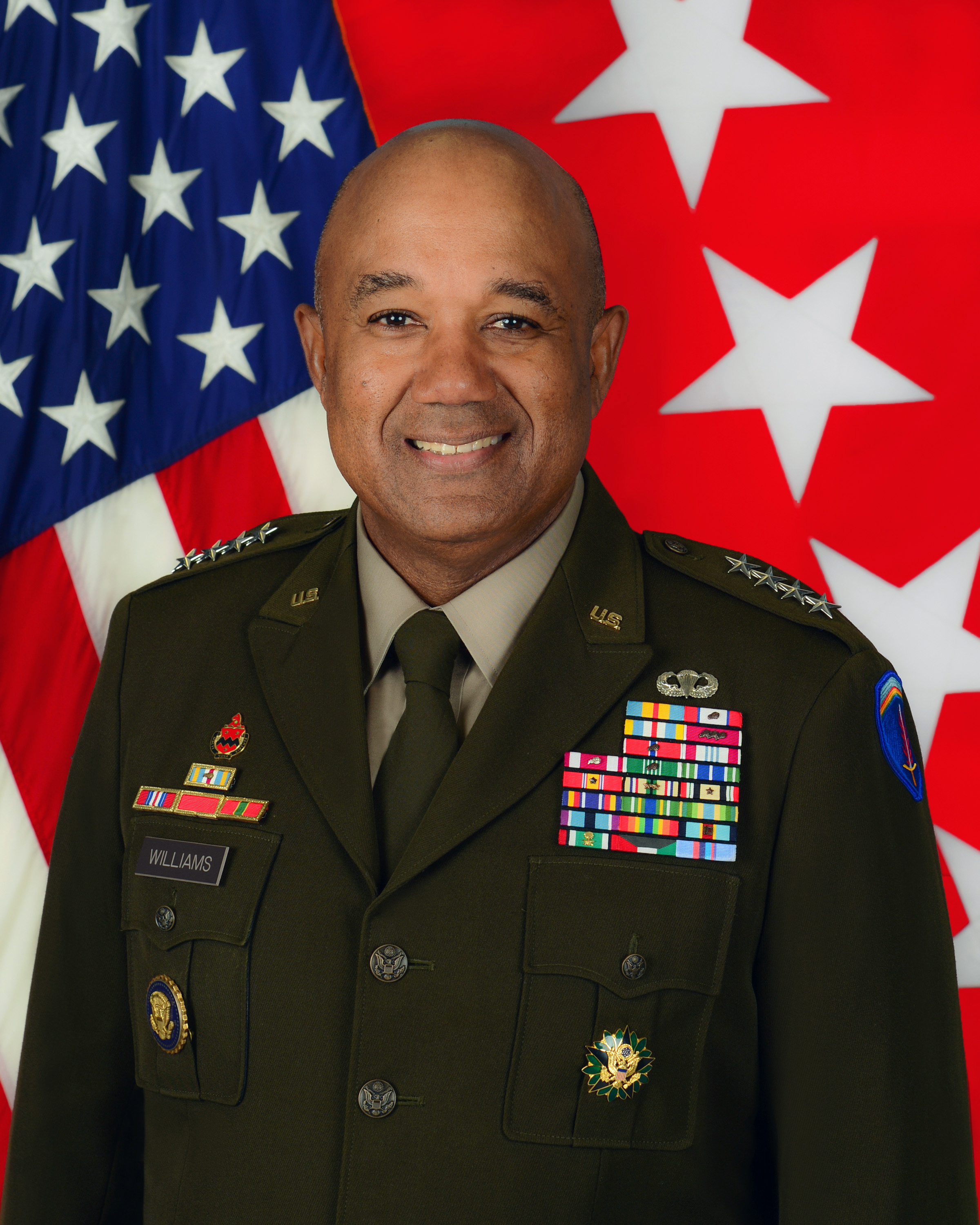
Darryl A. Williams (* 1961)

- Williams, Dave (1972–2002), US-amerikanischer Rocksänger
- Williams, Davey (1952–2019), US-amerikanischer Jazz-, Rock- und Improvisationsmusiker sowie Autor
- Williams, David (* 1938), britischer Mathematiker
- Williams, David (* 1946), US-amerikanischer Jazzmusiker
- Williams, David (* 1967), US-amerikanischer Eishockeyspieler
- Williams, David (* 1980), US-amerikanischer Poker- und Magicspieler
- Williams, David (* 1988), australischer Fußballspieler
- Williams, David C. (* 1958), US-amerikanischer Komponist
- Williams, David Ricardo (1923–1999), kanadischer Jurist, Schriftsteller und Historiker
- Williams, David Rogerson (1776–1830), US-amerikanischer Politiker
- Williams, Dawne, Bankerin aus St. Kitts und Nevis
- Williams, Dean (* 1956), australischer Squashspieler
- Williams, Del-Angelo (* 1993), deutscher Fußballspieler
- Williams, Delaney (* 1962), US-amerikanischer Schauspieler
- Williams, Delano (* 1993), britischer Sprinter
- Williams, Demorrio (* 1980), US-amerikanischer American-Football-Spieler
- Williams, Deniece (* 1951), US-amerikanische R&B- und Gospel-Sängerin
- Williams, Denis (1923–1998), guyanischer Künstler, Autor und Archäologe
- Williams, Derek (1929–2021), britischer Filmregisseur, Drehbuchautor, Kameramann und Filmschaffender
- Williams, Derek (* 1965), britischer Schwergewichtsboxer
- Williams, Deron (* 1984), US-amerikanischer BasketballspielerDeron Williams (* 1984)

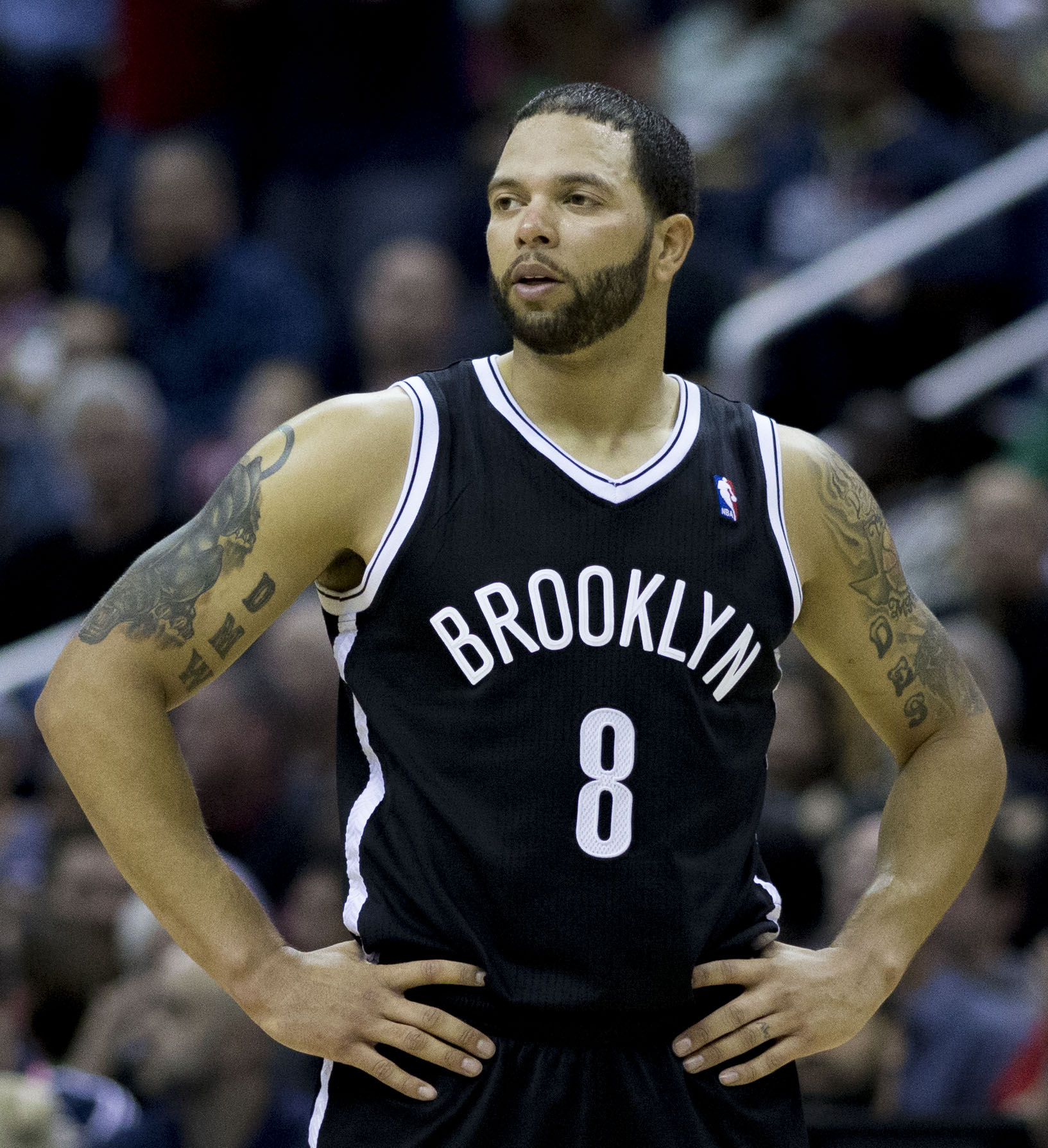
Deron Williams (* 1984)

- Williams, Derrick (* 1991), US-amerikanischer Basketballspieler
- Williams, Desai (1959–2022), kanadischer Leichtathlet
- Williams, Desmond A. (1930–2006), irischer Geistlicher, römisch-katholischer Weihbischof von Dublin
- Williams, Dessima, grenadische Diplomatin, Botschafterin und Hochschullehrerin
- Williams, Devonia (1924–1967), US-amerikanische Rhythm-&-Blues-Musikerin (Piano, Gesang)
- Williams, Dewi Rhys, walisischer Schauspieler
- Williams, Diane (* 1946), US-amerikanische Schriftstellerin und Herausgeberin der Literaturzeitschrift NOON
- Williams, Diane (* 1960), US-amerikanische Leichtathletin
- Williams, Dick Anthony (1934–2012), US-amerikanischer Schauspieler
- Williams, Dicoy (* 1986), jamaikanischer Fußballspieler
- Williams, Dioh (* 1984), liberianischer Fußballspieler
- Williams, Dominic (1947–1984), australischer Biogeograph, Biomorphologe und Paläontologe
- Williams, Domon (* 1996), guyanischer Leichtathlet
- Williams, Domonique (* 1994), Sprinterin aus Trinidad und Tobago
- Williams, Don (1939–2017), US-amerikanischer Country-SängerDon Williams (1939–2017)

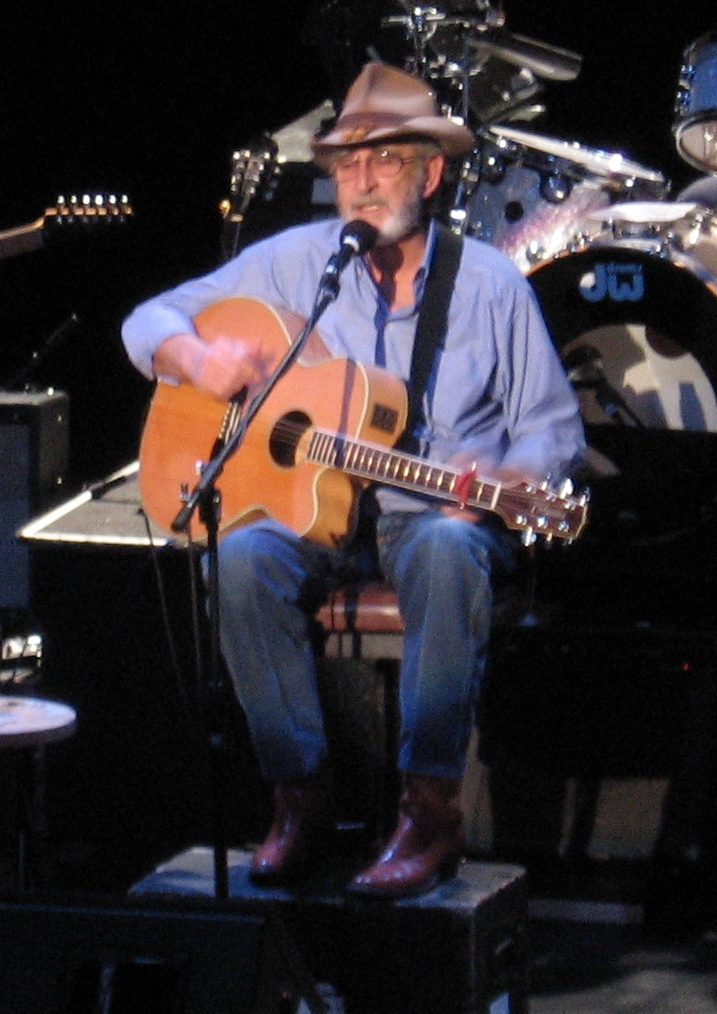
Don Williams (1939–2017)

- Williams, Don (1942–2013), US-amerikanischer Pokerspieler
- Williams, Donald (* 1973), US-amerikanischer Basketballspieler
- Williams, Donald Cary (1899–1983), US-amerikanischer Philosoph
- Williams, Donald E. (1942–2016), US-amerikanischer Astronaut
- Williams, Donna (1963–2017), australische Schriftstellerin und Künstlerin
- Williams, Doug (* 1955), US-amerikanischer American-Football-Spieler
- Williams, Douglas O. (1917–1993), US-amerikanischer Tontechniker
- Williams, Dyfri (* 1952), britischer Klassischer Archäologe

###### Williams, E
- Williams, Earl (1938–2013), US-amerikanischer Jazzmusiker (Schlagzeug)
- Williams, Earl (* 1951), US-amerikanisch-israelischer Basketballspieler
- Williams, Ed (* 1926), US-amerikanischer Schauspieler
- Williams, Eddie, US-amerikanischer Jazz-Tenorsaxophonist
- Williams, Edson (* 1966), US-amerikanischer Visual Effects Artist
- Williams, Edward (1747–1826), walisischer Wissenschaftler, Autor und Geschäftsmann
- Williams, Edward (1888–1915), britischer Ruderer
- Williams, Edward Ellerker (1793–1822), britischer Kolonialoffizier, Tagebuchautor und Freund von Percy Bysshe Shelley
- Williams, Edward, Baron Francis-Williams (1903–1970), britischer Journalist
- Williams, Edwin Bucher (1891–1975), US-amerikanischer Romanist, Hispanist, Lusitanist und Lexikograf
- Williams, Eirian (* 1955), walisischer Snookerschiedsrichter
- Williams, Eleanor (* 2000), Frau
- Williams, Elihu S. (1835–1903), US-amerikanischer Politiker
- Williams, Elijah (1809–1854), englischer Schachspieler
- Williams, Eliud (* 1948), dominicanischer Politiker
- Williams, Elizabeth (1895–1986), britische Mathematikerin, Pädagogin und Hochschullehrerin
- Williams, Elizabeth (* 1993), US-amerikanische Basketballspielerin
- Williams, Ellen Dinalo (* 1972), US-amerikanische Schauspielerin
- Williams, Elmer (1905–1962), US-amerikanischer Jazzmusiker (Tenorsaxophon)
- Williams, Elmo (1913–2015), US-amerikanischer Filmeditor, Filmproduzent und Filmregisseur
- Williams, Emily (1869–1942), US-amerikanische Architektin
- Williams, Emlyn (1905–1987), britischer Schauspieler, Rezitator und DramatikerEmlyn Williams (1905–1987)

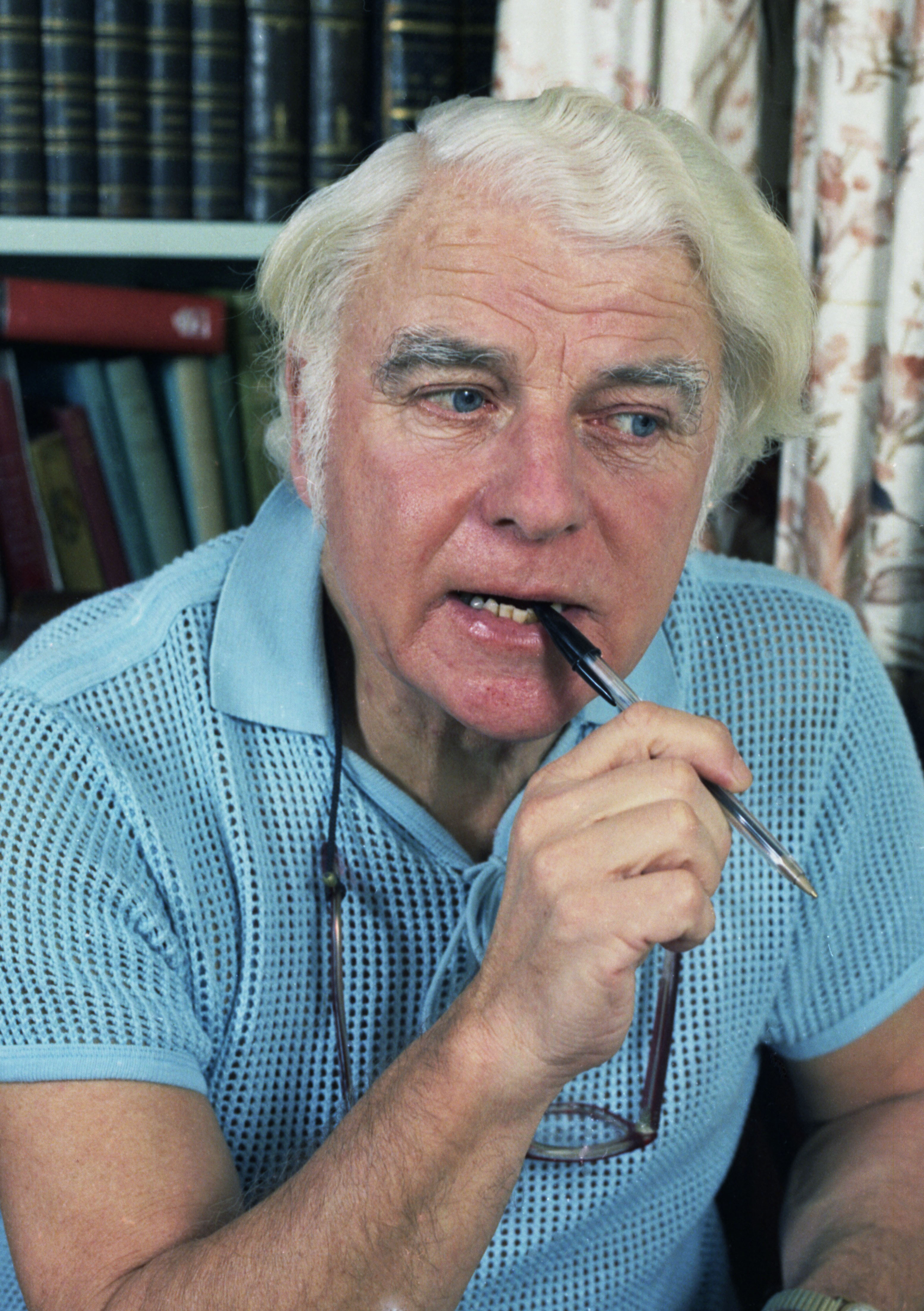
Emlyn Williams (1905–1987)

- Williams, Emmett (1925–2007), US-amerikanischer Dichter, Performance-Künstler
- Williams, Eric Eustace (1911–1981), trinidadischer Historiker und Politiker
- Williams, Erik (* 1968), US-amerikanischer American-Football-Spieler
- Williams, Ernest Edward (1914–1998), US-amerikanischer Herpetologe
- Williams, Errol (* 1939), US-amerikanischer Hochspringer
- Williams, Esther (1921–2013), US-amerikanische Schwimmerin und Schauspielerin
- Williams, Ethel (1863–1948), britische Medizinerin und Frauenrechtlerin
- Williams, Evan (1943–2025), schottischer Fußballtorwart
- Williams, Evan (* 1972), US-amerikanischer Internet-Unternehmer
- Williams, Evan (* 1989), neuseeländischer Squashspieler
- Williams, Evan James (1903–1945), walisischer Physiker

###### Williams, F
- Williams, Fannie Barrier (1855–1944), US-amerikanische Pädagogin, Bürgerrechtsaktivistin und Frauenrechtlerin
- Williams, Fara (* 1984), englische FußballspielerinFara Williams (* 1984)

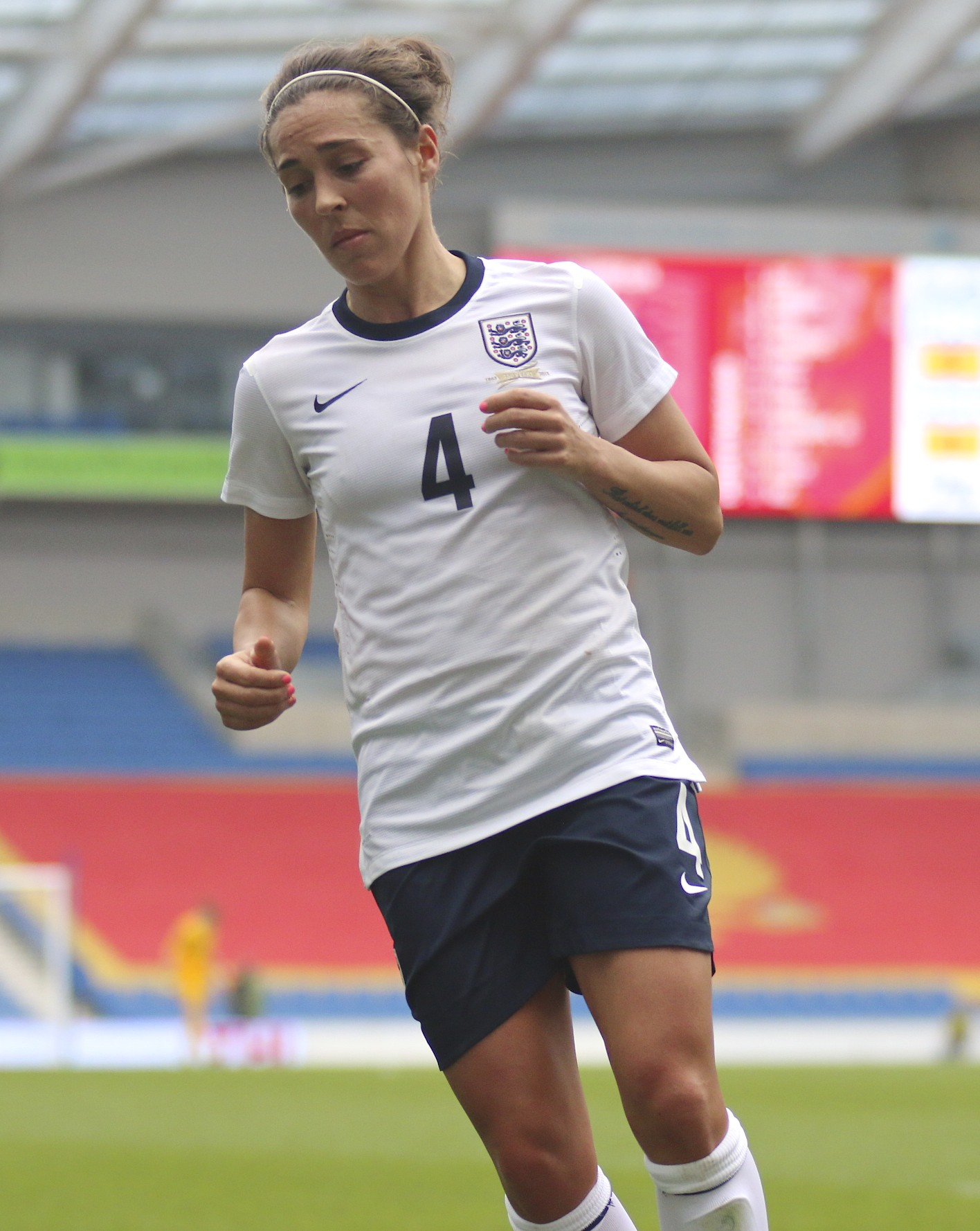
Fara Williams (* 1984)

- Williams, Fat Man (1920–1982), US-amerikanischer Rhythm-&-Blues- und Jazzmusiker (Piano, Gesang)
- Williams, Fess (1894–1975), US-amerikanischer Jazzmusiker und Bandleader
- Williams, Finty (* 1972), britische Schauspielerin
- Williams, Francis (1910–1983), US-amerikanischer Jazztrompeter
- Williams, Francis Edgar (1893–1943), australischer Anthropologe
- Williams, Frank (1936–2010), US-amerikanischer Architekt
- Williams, Frank (1942–2021), britischer Unternehmer, ehemaliger Teamchef und Mitinhaber des Williams F1-RennteamsFrank Williams (1942–2021)

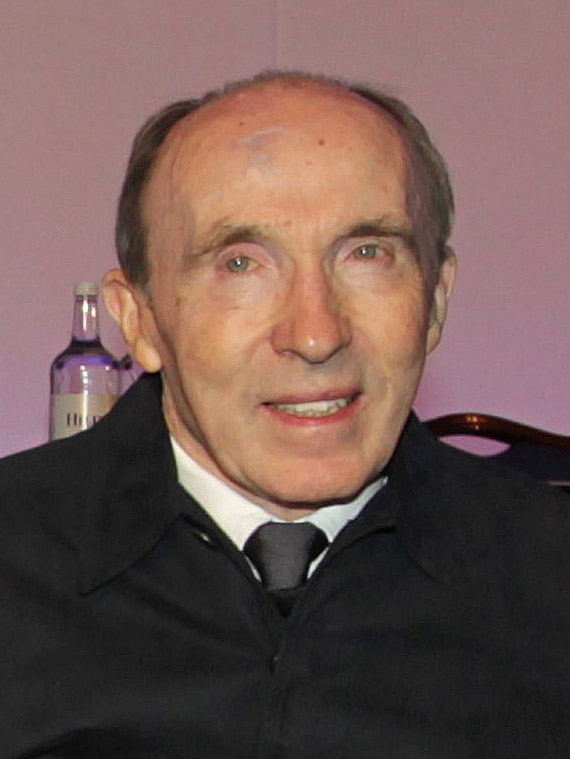
Frank Williams (1942–2021)

- Williams, Fred, US-amerikanischer Blues- und Jazzmusiker
- Williams, Fred (1927–1982), australischer Maler und Grafiker
- Williams, Fred (* 1938), deutscher Schauspieler
- Williams, Fred, US-amerikanischer Jazzmusiker
- Williams, Fred (* 1973), US-amerikanischer Basketballspieler
- Williams, Frederic Calland (1911–1977), englischer Ingenieur
- Williams, Frederick, englischer Fußballspieler
- Williams, Frederick Ballard (1871–1956), US-amerikanischer Landschafts- und Figurenmaler
- Williams, Frederick Newton (1862–1923), britischer Botaniker
- Williams, Frederick Theophilus (1906–1977), Gewerkschaftsfunktionär und Minister von St. Kitts und Nevis
- Williams, Freedom (* 1966), US-amerikanischer Rapper

###### Williams, G
- Williams, G. Mennen (1911–1988), US-amerikanischer Jurist und Politiker
- Williams, Gabby (* 1996), US-amerikanisch-französische Basketballspielerin
- Williams, Galmo (* 1966), Politiker der Turks- und Caicosinseln (PNP)
- Williams, Gardner (1877–1933), US-amerikanischer Schwimmer, Olympiateilnehmer
- Williams, Gareth (* 1968), britischer Jazzmusiker
- Williams, Gareth (* 1979), walisischer Rugby-Union-Spieler
- Williams, Gareth (* 1981), schottischer Fußballspieler
- Williams, Gareth D., US-amerikanischer Klassischer Philologe
- Williams, Gareth Vaughan (* 1965), britisch-US-amerikanischer Astronom
- Williams, Gareth Wyn (1941–2003), britischer Politiker
- Williams, Gary (* 1953), US-amerikanischer Basketballtrainer
- Williams, Gary (1957–2015), kanadischer Skeletonfahrer
- Williams, Gary (* 1960), englischer Fußballspieler
- Williams, Gary Anthony (* 1966), US-amerikanischer Schauspieler, Drehbuchautor, Produzent und RegisseurGary Anthony Williams (* 1966)

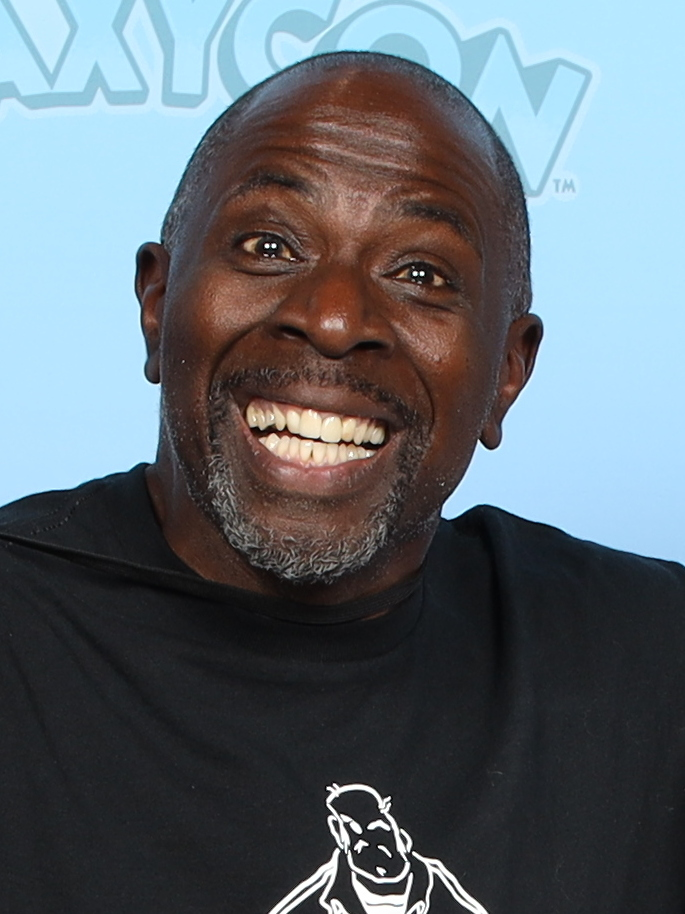
Gary Anthony Williams (* 1966)

- Williams, Gavin (* 1979), neuseeländisch-samoanischer Rugby-Union-Spieler
- Williams, Gavin (* 1980), walisischer Fußballspieler
- Williams, Gene (1926–1997), US-amerikanischer Jazz-Sänger und Bigband-Leader
- Williams, Genelle (* 1984), kanadische Schauspielerin
- Williams, Geoff (* 1957), englischer Squashspieler
- Williams, Geoffrey (* 1965), britischer Sänger und Songwriter
- Williams, George (1821–1905), englischer Gründer des Christlicher Verein Junger Menschen
- Williams, George (* 1995), walisischer Fußballspieler
- Williams, George A. (1864–1946), US-amerikanischer Politiker
- Williams, George C. (1926–2010), US-amerikanischer Evolutionsbiologe
- Williams, George Dale (1917–1988), US-amerikanischer Pianist, Komponist und Arrangeur
- Williams, George F. (1852–1932), US-amerikanischer Politiker
- Williams, George F., US-amerikanischer Offizier, Generalmajor der US Air Force
- Williams, George H. (1823–1910), US-amerikanischer Jurist und Politiker
- Williams, George Howard (1871–1963), US-amerikanischer Politiker
- Williams, George Huntston (1914–2000), unitarischer Theologe
- Williams, George S. (1877–1961), US-amerikanischer Politiker
- Williams, George Washington (1849–1891), amerikanischer Bürgerkriegssoldat, Baptistenpriester, Politiker, Anwalt, Journalist und Schriftsteller für afroamerikanische Geschichte
- Williams, Georgia (* 1993), neuseeländische Radsportlerin
- Williams, Gerard (* 1988), Fußballspieler von St. Kitts und Nevis
- Williams, Gigi (* 1950), US-amerikanische Maskenbildnerin
- Williams, Glanville Llewelyn (1911–1997), britischer Rechtsgelehrter
- Williams, Glen Garfield (1923–1994), britischer baptistischer Geistlicher und Ökumeniker
- Williams, Glenn, US-amerikanischer Tonmeister
- Williams, Glyndwr (1932–2022), britischer Historiker
- Williams, Gordon E. (1935–2018), US-amerikanischer Offizier, Generalmajor der US Air Force
- Williams, Gordon Willis (1926–2010), US-amerikanischer Klassischer Philologe
- Williams, Grant (1931–1985), US-amerikanischer Schauspieler und Sänger
- Williams, Grant (* 1998), US-amerikanischer Basketballspieler
- Williams, Greedy (* 1997), US-amerikanischer American-Football-Spieler
- Williams, Gregory Alan (* 1956), US-amerikanischer Schauspieler und Autor
- Williams, Griff (1911–1959), US-amerikanischer Pianist und Bigband-Leader
- Williams, Griffith John (1892–1963), walisischer Akademiker
- Williams, Guinn (1871–1948), US-amerikanischer Politiker
- Williams, Guinn (1899–1962), US-amerikanischer Schauspieler
- Williams, Gus (1953–2025), US-amerikanischer Basketballspieler
- Williams, Guy (* 1924), US-amerikanischer SchauspielerGuy Williams (* 1924)

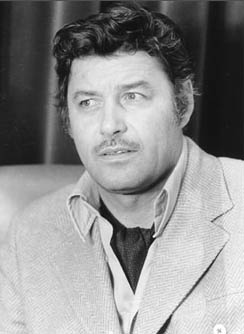
Guy Williams (* 1924)

- Williams, Guy, US-amerikanischer Visual Effects Artist
- Williams, Guy (* 1971), britischer Springreiter
- Williams, Gwilym Owen (1913–1990), anglikanischer britischer Bischof der Church in Wales

###### Williams, H
- Williams, Hank (1923–1953), US-amerikanischer Countrymusiker
- Williams, Hank III (* 1972), US-amerikanischer Musiker
- Williams, Hank, Jr. (* 1949), US-amerikanischer Countrymusiker
- Williams, Hannah, britische Funk und Soul-Sängerin
- Williams, Hannah (* 1998), britische Leichtathletin
- Williams, Harcourt (1880–1957), britischer Schauspieler sowie Theaterregisseur
- Williams, Hari, US-amerikanischer Schauspieler, Synchronsprecher, Drehbuchautor, Filmproduzent, Filmregisseur
- Williams, Harland (* 1962), kanadischer Schauspieler
- Williams, Harold (1934–2010), kanadischer Geologe
- Williams, Harold Claude Noel (1914–1990), anglikanischer Geistlicher und Provost (Dompropst) der Kathedrale von Coventry (1958–1981)
- Williams, Harold Ivory (1949–2010), US-amerikanischer Gospel-, R&B- und Fusion-Musiker (Keyboard, Piano, Synthesizer)
- Williams, Harrison (* 1996), US-amerikanischer Zehnkämpfer
- Williams, Harrison A. (1919–2001), US-amerikanischer Politiker (Demokratische Partei)
- Williams, Harvey D. (1864–1931), US-amerikanischer Erfinder
- Williams, Hayley (* 1988), US-amerikanische SängerinHayley Williams (* 1988)

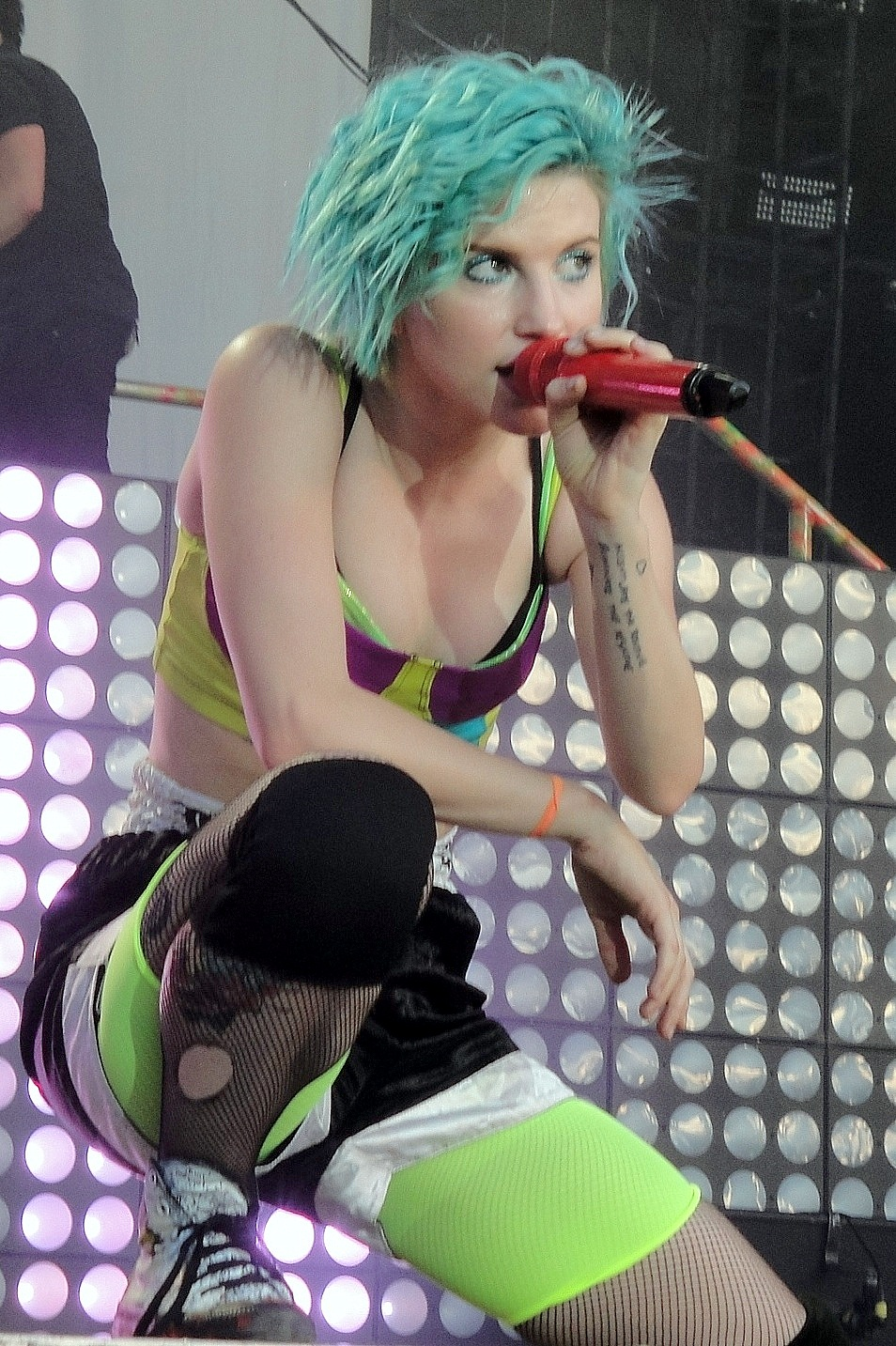
Hayley Williams (* 1988)

- Williams, Hayley J., britische Schauspielerin und Fotografin
- Williams, Heathcote (1941–2017), britischer Dichter, Schauspieler und Theaterautor
- Williams, Helen Maria (1759–1827), britische Schriftstellerin
- Williams, Helene, US-amerikanische Sängerin
- Williams, Henria Leech (1867–1911), englisch-britische Suffragette
- Williams, Henrik (* 1958), schwedischer Skandinavist und Runologe
- Williams, Henry (1792–1867), Marineoffizier der Royal Navy, später Missionar in Neuseeland und Übersetzer des Treaty of Waitangi
- Williams, Henry (1805–1887), US-amerikanischer Politiker
- Williams, Henry Harvey (1917–2004), vincentischer Generalgouverneur von St. Vincent und die Grenadinen
- Williams, Herbert (1908–1990), US-amerikanischer Segler
- Williams, Hezekiah (1798–1856), US-amerikanischer Politiker
- Williams, Holly (* 1981), US-amerikanische Countrysängerin, Songwriterin und Gitarristin
- Williams, Holman (1915–1967), US-amerikanischer Boxer im Mittelgewicht
- Williams, Horatio Burt (1877–1955), US-amerikanischer Physiologe
- Williams, Howard († 2018), US-amerikanischer Jazzmusiker
- Williams, Howel (1898–1980), US-amerikanischer Geologe, Petrograph und Vulkanologe
- Williams, Hugh (1904–1969), britischer Schauspieler und Autor
- Williams, Hugh C. (* 1943), kanadischer Mathematiker
- Williams, Hugh William (1773–1829), schottischer Landschaftsmaler
- Williams, Hugo (* 1942), britischer Schriftsteller
- Williams, Hype (* 1970), US-amerikanischer Video- und Filmregisseur
- Williams, Hywel (* 1929), britischer Diskuswerfer, Kugelstoßer und Zehnkämpfer

###### Williams, I
- Williams, Ifan (* 1945), kanadischer Cellist und Musikpädagoge
- Williams, Ike (1923–1994), US-amerikanischer Boxer
- Williams, Imani (* 1999), britische Sängerin und Songwriterin
- Williams, Iñaki (* 1994), spanisch-ghanaischer FußballspielerIñaki Williams (* 1994)

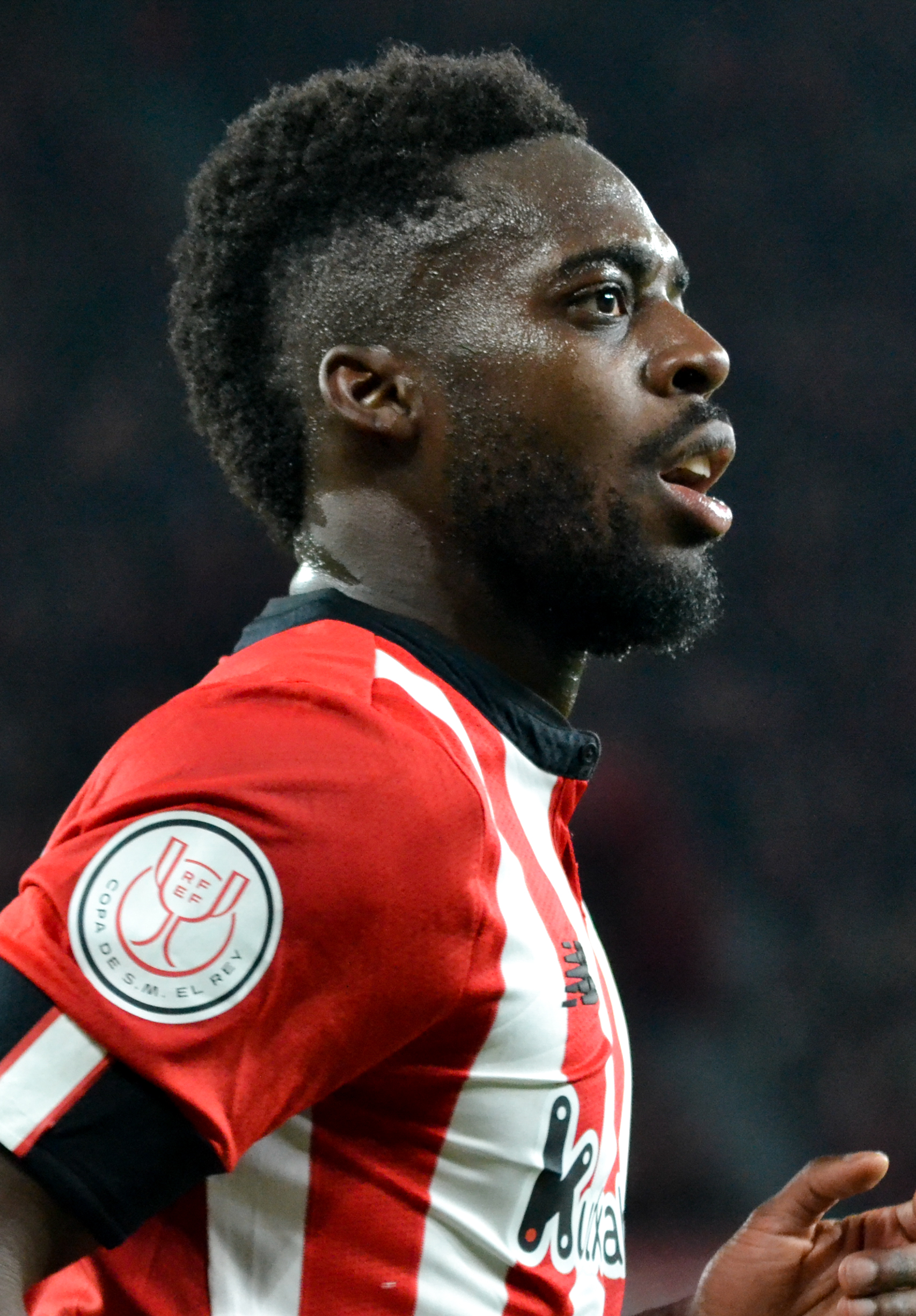
Iñaki Williams (* 1994)

- Williams, Ion James Muirhead (1912–2001), südafrikanischer Ingenieur und Botaniker
- Williams, Isaac junior (1777–1860), US-amerikanischer Politiker
- Williams, Ivy (1877–1966), britische Anwältin und Hochschullehrerin
- Williams, Iwan P. (* 1939), britischer Astronom und Asteroidenentdecker

###### Williams, J
- Williams, J. (* 1986), neuseeländischer R&B-Sänger
- Williams, J. D. (* 1978), US-amerikanischer Schauspieler
- Williams, J. H. (* 1965), US-amerikanischer Comiczeichner
- Williams, J. J. (1948–2020), walisischer Rugbyspieler
- Williams, J. Mayo (1894–1980), amerikanischer Musikproduzent
- Williams, J. P. R. (1949–2024), walisischer Rugby-Union-Spieler
- Williams, J. Terry (1930–2015), US-amerikanischer Filmeditor
- Williams, Jackie (1933–2023), US-amerikanischer Jazzmusiker (Schlagzeug)
- Williams, Jalen (* 2001), US-amerikanischer Basketballspieler
- Williams, Jamaal (* 1995), US-amerikanischer American-Football-Spieler
- Williams, James (1822–1892), US-amerikanischer Arzt und Politiker (Republikanische Partei)
- Williams, James (1825–1899), US-amerikanischer Politiker
- Williams, James (1878–1929), britischer Hockeyspieler
- Williams, James (1951–2004), US-amerikanischer Jazzpianist, -komponist und -arrangeur, Musikdozent und -produzent
- Williams, James (* 1979), US-amerikanischer Basketballschiedsrichter
- Williams, James (* 1985), US-amerikanischer Säbelfechter
- Williams, James (* 1991), britischer Sprinter
- Williams, James D. (1808–1880), US-amerikanischer Politiker
- Williams, James H. (1926–2016), US-amerikanischer Politiker
- Williams, James Kendrick (* 1936), US-amerikanischer Geistlicher, Altbischof von Lexington
- Williams, James M. (1948–2011), US-amerikanischer Pionier bei der Entwicklung analoger integrierter Schaltkreise
- Williams, James R. (1850–1923), US-amerikanischer Politiker
- Williams, James Wray (1792–1842), US-amerikanischer Politiker
- Williams, Jameson (* 2001), US-amerikanischer American-Football-Spieler
- Williams, Jan (* 1939), US-amerikanischer Perkussionist, Dirigent und Musikpädagoge
- Williams, Jan-Michael (* 1984), trinidadisch-tobagischer Fußballtorhüter
- Williams, Jana (* 1980), US-amerikanische Fotografin und Schauspielerin
- Williams, Jane (1798–1884), Widmungsträgerin mehrerer Gedichte von Percy Bysshe Shelley
- Williams, Jane (1806–1885), walisische Historikerin und Autorin
- Williams, Janet, US-amerikanische Opernsängerin (Sopran)
- Williams, Jared (1766–1831), britisch-amerikanischer Politiker
- Williams, Jared W. (1796–1864), US-amerikanischer Politiker
- Williams, Jason (* 1975), US-amerikanischer BasketballspielerJason Williams (* 1975)

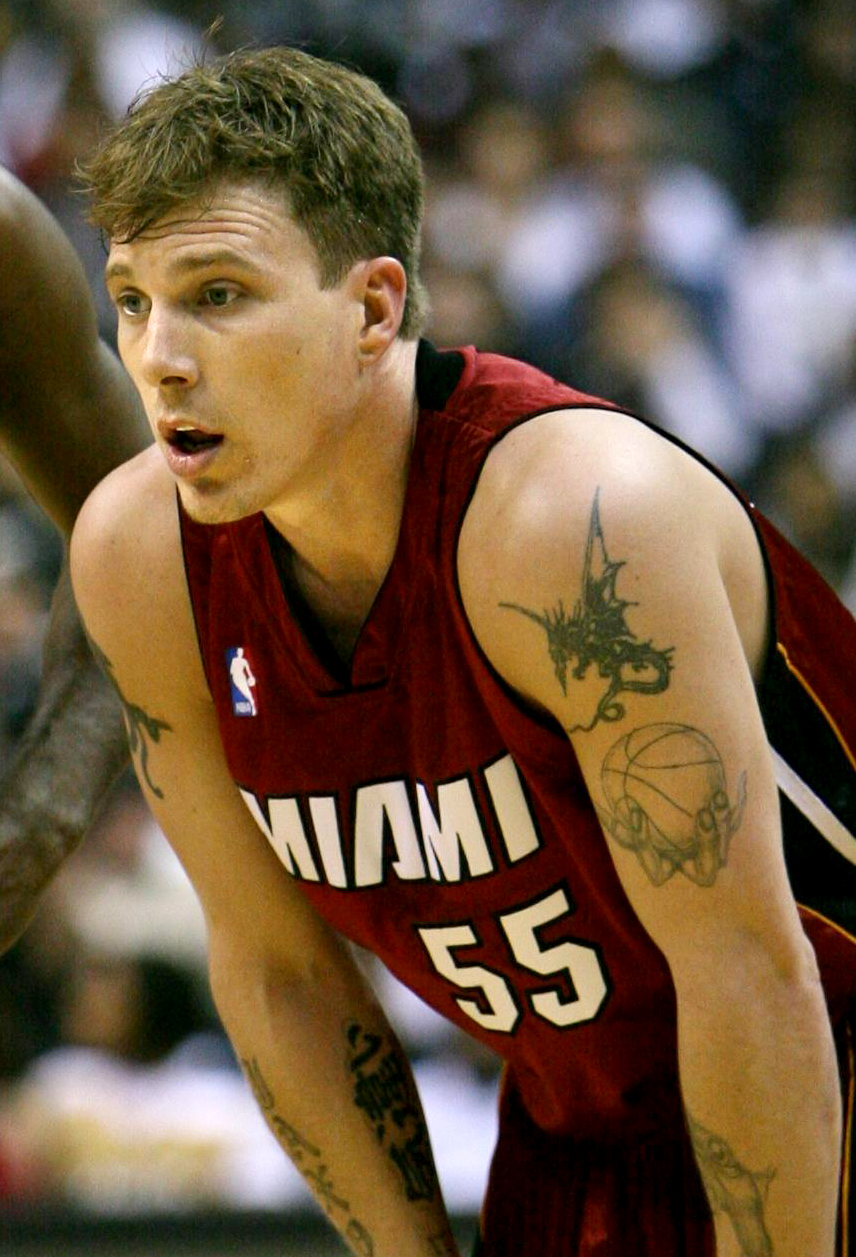
Jason Williams (* 1975)

- Williams, Jason (* 1980), kanadischer Eishockeyspieler

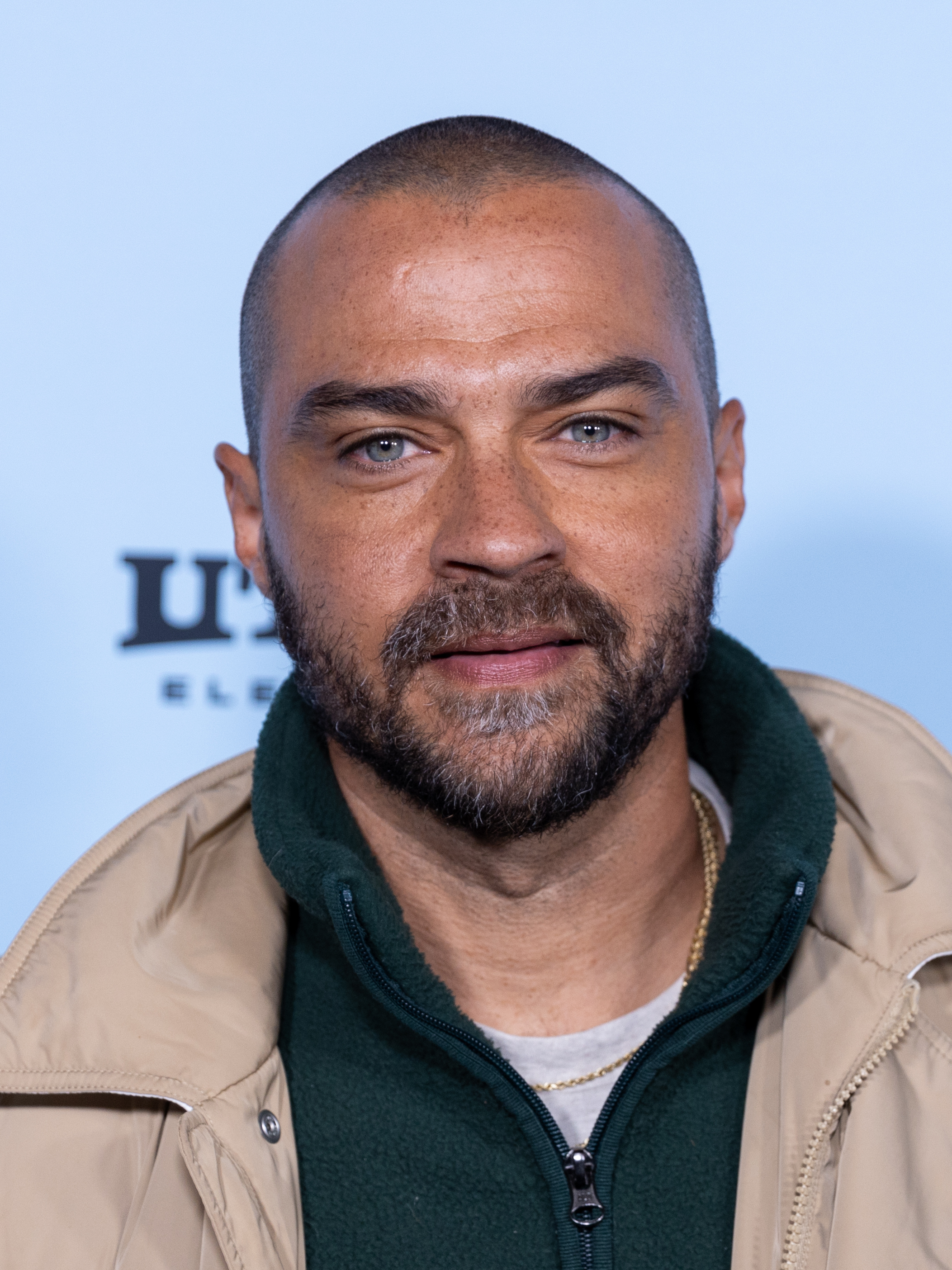
Jesse Williams (* 1981)

- Williams, Jason (* 1983), US-amerikanischer Basketballspieler
- Williams, Javonte (* 2000), US-amerikanischer American-Football-Spieler
- Williams, Jay (1914–1978), US-amerikanischer Autor von Science-Fiction, Fantasy, historischen Romanen, Sachbüchern und Theaterstücken
- Williams, Jay (* 1981), US-amerikanischer Basketballspieler
- Williams, Jeff (* 1950), US-amerikanischer Jazzmusiker (Schlagzeuger, Komponist)
- Williams, Jeff (* 1958), britischer Radrennfahrer
- Williams, Jeff (* 1965), US-amerikanischer Volleyball- und Beachvolleyballspieler
- Williams, Jeff (* 1965), US-amerikanischer Sprinter
- Williams, Jeff (* 1986), US-amerikanischer Pokerspieler
- Williams, Jeffrey N. (* 1958), US-amerikanischer Astronaut
- Williams, Jenni (* 1962), simbabwische Menschenrechtlerin
- Williams, Jeremiah, US-amerikanischer Pokerspieler
- Williams, Jeremiah Norman (1829–1915), US-amerikanischer Rechtsanwalt und Politiker
- Williams, Jeremy (* 1984), kanadischer Eishockeyspieler
- Williams, Jerry (* 1979), US-amerikanischer Basketballspieler
- Williams, Jerry Lynn (1948–2005), US-amerikanischer Sänger und Komponist
- Williams, Jesse (* 1981), US-amerikanischer SchauspielerJesse Williams (* 1981)
- Williams, Jesse (* 1983), US-amerikanischer Hochspringer
- Williams, Jesse Lynch (1871–1929), US-amerikanischer Dramatiker, Autor und Journalist
- Williams, Jessica (1948–2022), US-amerikanische Jazzmusikerin
- Williams, Jessica (* 1989), US-amerikanische Schauspielerin und KomikerinJessica Williams (* 1989)

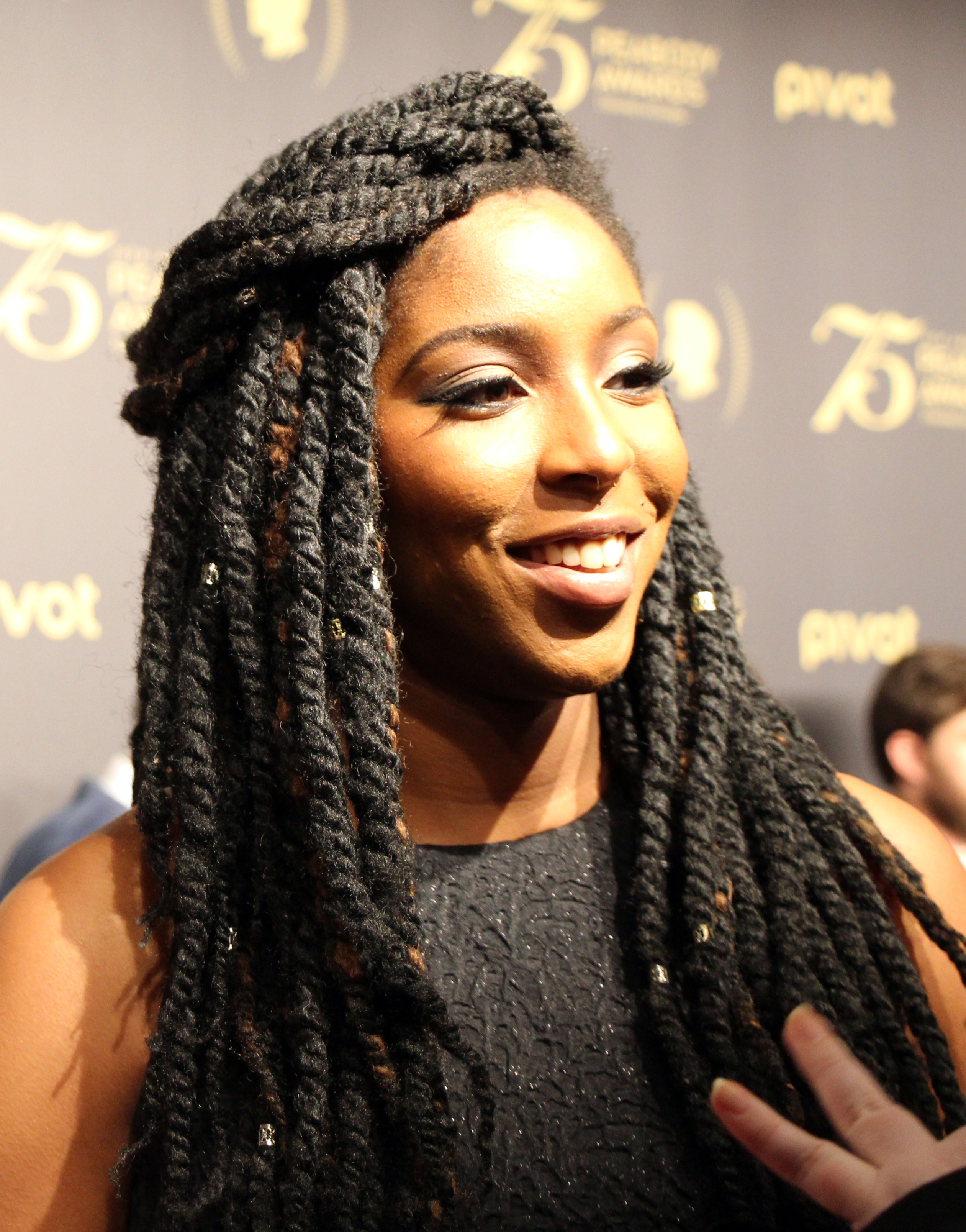
Jessica Williams (* 1989)

- Williams, Jessie (* 1999), britische Schauspielerin
- Williams, Jett (* 1953), US-amerikanische Country-Sängerin
- Williams, Jim (* 1984), walisischer Dartspieler
- Williams, Joan C. (* 1952), US-amerikanische Juristin und Geschlechterforscherin
- Williams, Joanna (* 1981), britische Shorttrackerin
- Williams, JoBeth (* 1948), US-amerikanische Schauspielerin
- Williams, Jodean (* 1993), jamaikanische Sprinterin
- Williams, Jodie (* 1993), britische Sprinterin
- Williams, Jody (1935–2018), US-amerikanischer Bluesgitarrist
- Williams, Jody (* 1950), US-amerikanische Lehrerin und Menschenrechts-Aktivistin, Nobelpreisträgerin
- Williams, Joe (1918–1999), US-amerikanischer Jazz-Sänger
- Williams, Joe (* 1947), US-amerikanischer American-Football-Spieler
- Williams, Joe (* 1982), US-amerikanischer Stuntman und Schauspieler
- Williams, Joe E. (* 1974), US-amerikanischer Ringer
- Williams, Joel (* 1994), deutscher Theaterschauspieler, Filmschauspieler, Fotomodell und Sprecher
- Williams, John († 1793), britischer Seemann
- Williams, John (1582–1650), walisischer Geistlicher und Erzbischof von York
- Williams, John (1731–1799), US-amerikanischer Politiker
- Williams, John (1740–1804), amerikanischer Politiker
- Williams, John (1752–1806), US-amerikanischer Politiker
- Williams, John (1778–1837), US-amerikanischer Soldat, Diplomat und Politiker (Demokratisch-Republikanische Partei)
- Williams, John (1796–1839), britischer Missionar in der Südsee
- Williams, John (1807–1875), US-amerikanischer Politiker
- Williams, John (1903–1983), britischer Schauspieler
- Williams, John (1905–1996), US-amerikanischer Klarinettist und Altsaxophonist des Swing
- Williams, John (1922–1994), US-amerikanischer Schriftsteller und Herausgeber
- Williams, John (* 1932), US-amerikanischer KomponistJohn Williams (* 1932)

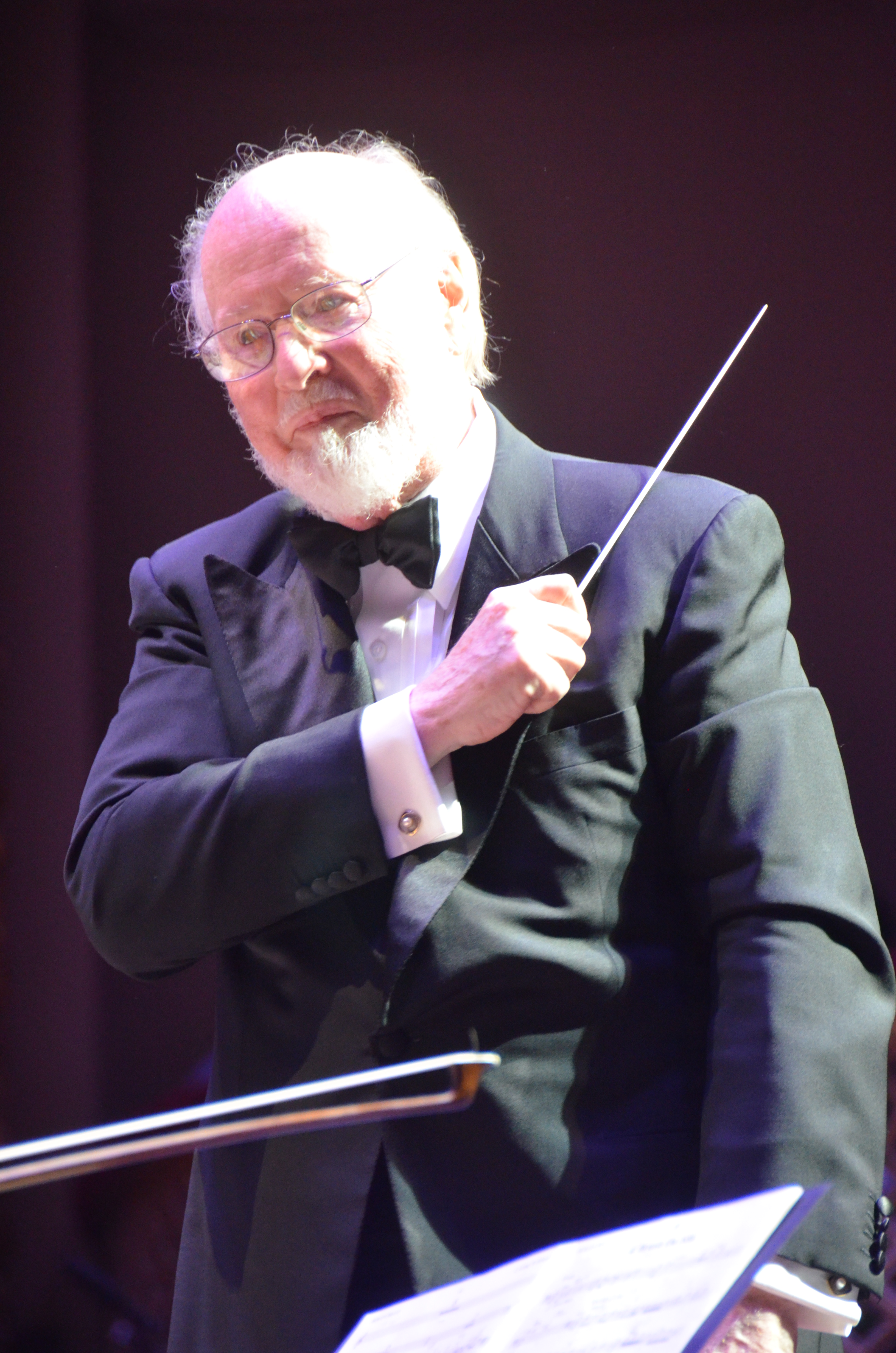
John Williams (* 1932)

- Williams, John (* 1937), walisischer Snookerschiedsrichter
- Williams, John (* 1941), britischer Jazzmusiker (Saxophone, Klarinette, Komposition)
- Williams, John (* 1941), australischer GitarristJohn Williams (* 1941)

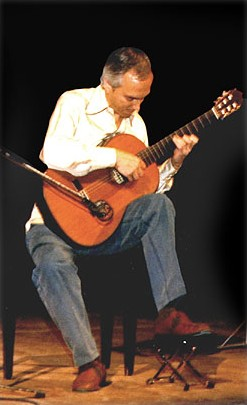
John Williams (* 1941)

- Williams, John (1946–1978), britischer Motorradrennfahrer
- Williams, John (* 1953), US-amerikanischer Bogenschütze
- Williams, John (* 1972), australischer Squashspieler
- Williams, John Allen (* 1945), US-amerikanischer Politikwissenschaftler
- Williams, John B. (* 1941), US-amerikanischer Jazz-Bassist
- Williams, John Bell (1918–1983), US-amerikanischer Politiker
- Williams, John F. (1887–1953), US-amerikanischer Offizier, Generalmajor der US Army
- Williams, John George (1913–1997), britischer Ornithologe
- Williams, John J. (1904–1988), US-amerikanischer Politiker der Republikanischen Partei
- Williams, John Joseph (1822–1907), US-amerikanischer Geistlicher, Erzbischof von Boston
- Williams, John M. S. (1818–1886), US-amerikanischer Politiker
- Williams, John Patrick (1937–2025), US-amerikanischer Politiker
- Williams, John Richard (1909–1998), US-amerikanischer Politiker
- Williams, John Robert (1922–2002), britischer Botschafter
- Williams, John S. (1863–1932), US-amerikanischer Plantagenbesitzer und Mörder
- Williams, John Sharp (1854–1932), US-amerikanischer Politiker
- Williams, John Stuart (1818–1898), US-amerikanischer Politiker
- Williams, John Whitridge (1866–1931), US-amerikanischer Geburtshelfer und Gynäkologe
- Williams, Johnny (1908–1998), US-amerikanischer Jazzmusiker
- Williams, Johnny (1925–2016), schottischer Fußballspieler
- Williams, Johnny (1926–2007), britischer Boxer
- Williams, Johnny (1929–2018), US-amerikanischer Pianist des Modern Jazz
- Williams, Jonah (* 1997), US-amerikanischer American-Football-Spieler
- Williams, Jonathan (1751–1815), US-amerikanischer Offizier und Politiker
- Williams, Jonathan (1942–2014), britischer AutomobilrennfahrerJonathan Williams (1942–2014)

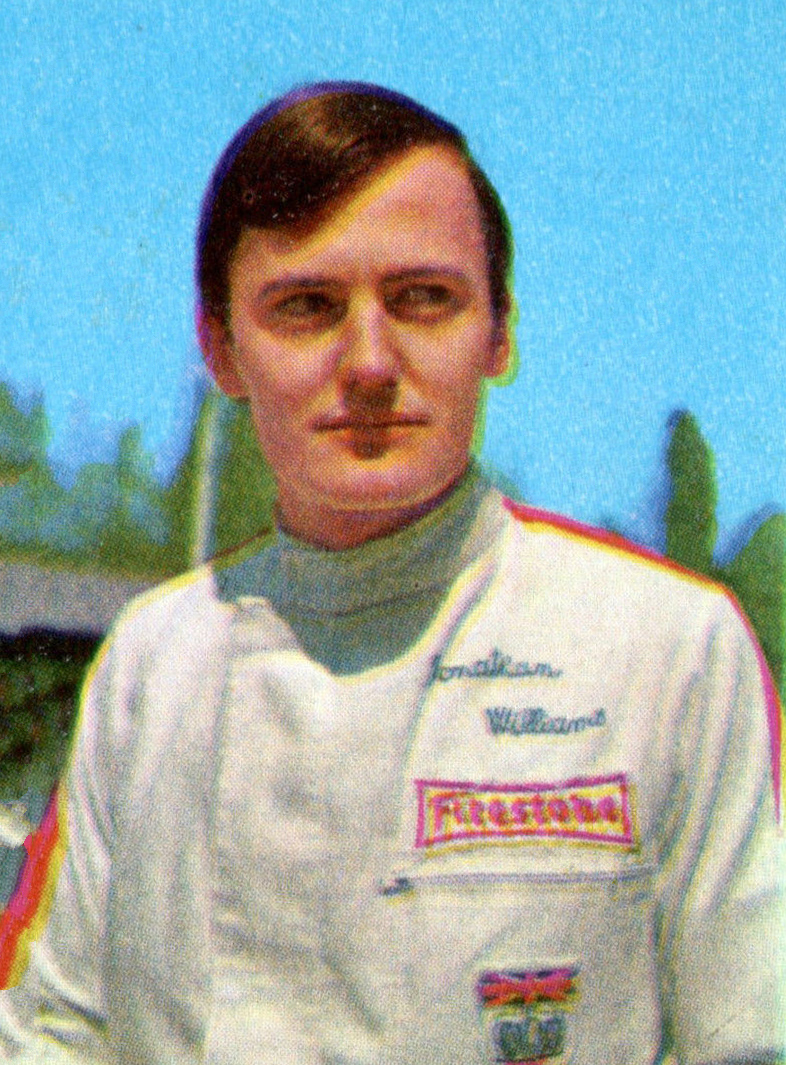
Jonathan Williams (1942–2014)

- Williams, Jonathan (* 1983), belizischer Sprinter
- Williams, Jonathon (* 1990), US-amerikanischer Basketballspieler
- Williams, Jonny (* 1993), walisischer Fußballspieler
- Williams, Jordan, US-amerikanischer Schauspieler
- Williams, Jordan (* 2004), britischer Mountainbiker
- Williams, José (* 1951), peruanischer Politiker und General
- Williams, Joseph (* 1960), US-amerikanischer Rocksänger und Filmkomponist
- Williams, Joseph Andrew (* 1974), US-amerikanischer römisch-katholischer Geistlicher, Bischof von Camden
- Williams, Joseph H. (1814–1896), US-amerikanischer Politiker und Gouverneur von Maine (1857–1858)
- Williams, Joseph Lanier (1810–1865), US-amerikanischer Politiker
- Williams, Joseph R. (1808–1861), US-amerikanischer Politiker
- Williams, Josh (* 1988), US-amerikanischer Fußballspieler
- Williams, Joss, Spezialeffektkünstler
- Williams, Joy (* 1944), US-amerikanische Schriftstellerin
- Williams, Judith (* 1971), US-amerikanische Opernsängerin, Moderatorin, UnternehmerinJudith Williams (* 1971)

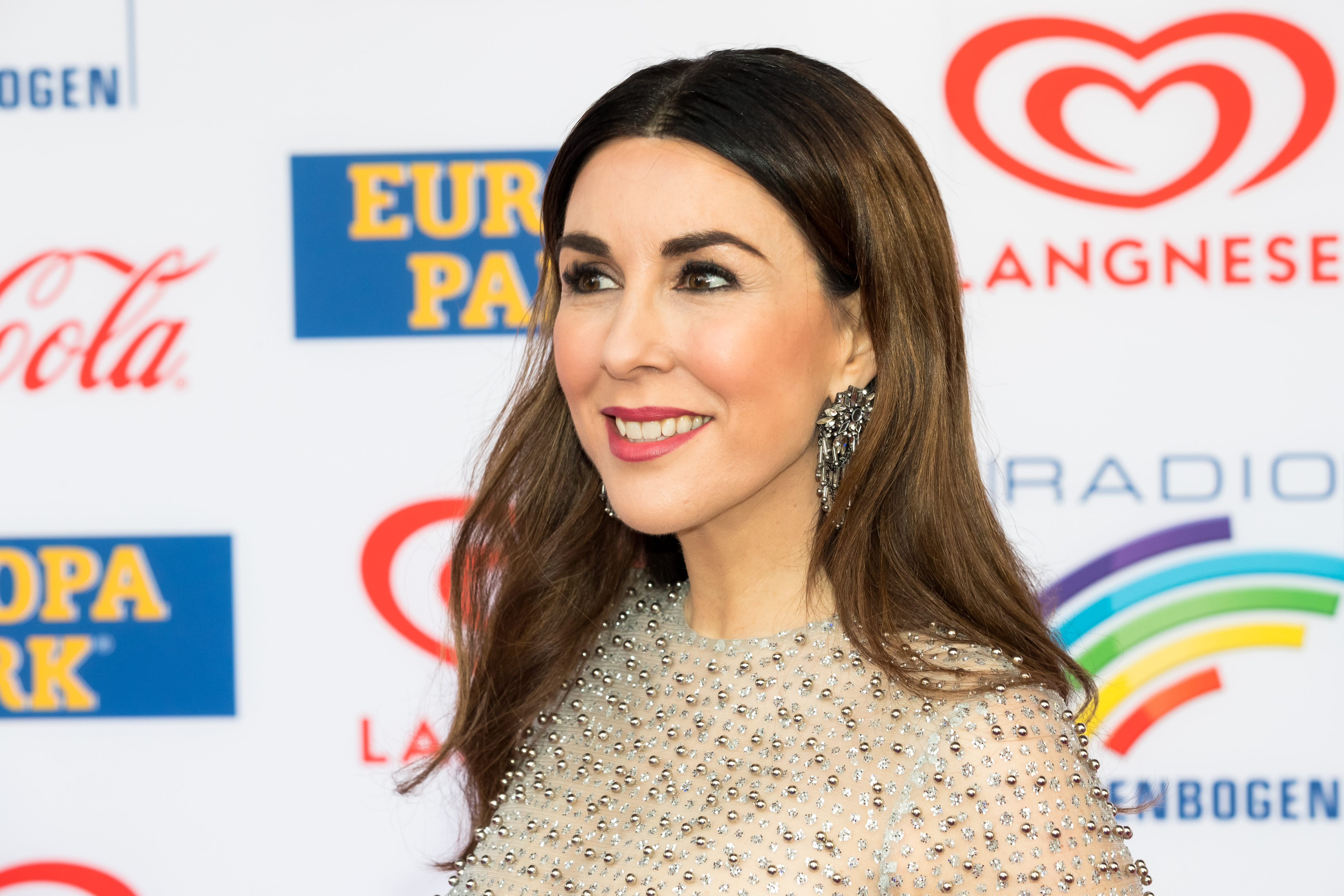
Judith Williams (* 1971)

- Williams, Julius Penson (* 1954), US-amerikanischer Komponist, Dirigent und Musikpädagoge
- Williams, Justin (* 1981), US-amerikanisch-kanadischer Eishockeyspieler
- Williams, Justin (* 1989), US-amerikanischer Radrennfahrer

###### Williams, K
- Williams, Karen (* 1960), britische Sprinterin und Mittelstreckenläuferin
- Williams, Kasen (* 1992), US-amerikanischer American-Football-Spieler
- Williams, Kate, britische Jazzmusikerin
- Williams, Katt (* 1971), US-amerikanischer Comedian, Schauspieler und Rapper
- Williams, Keegan (* 1980), neuseeländischer Triathlet
- Williams, Kelli (* 1970), US-amerikanische Schauspielerin
- Williams, Kellie Shanygne (* 1976), US-amerikanische SchauspielerinKellie Shanygne Williams (* 1976)

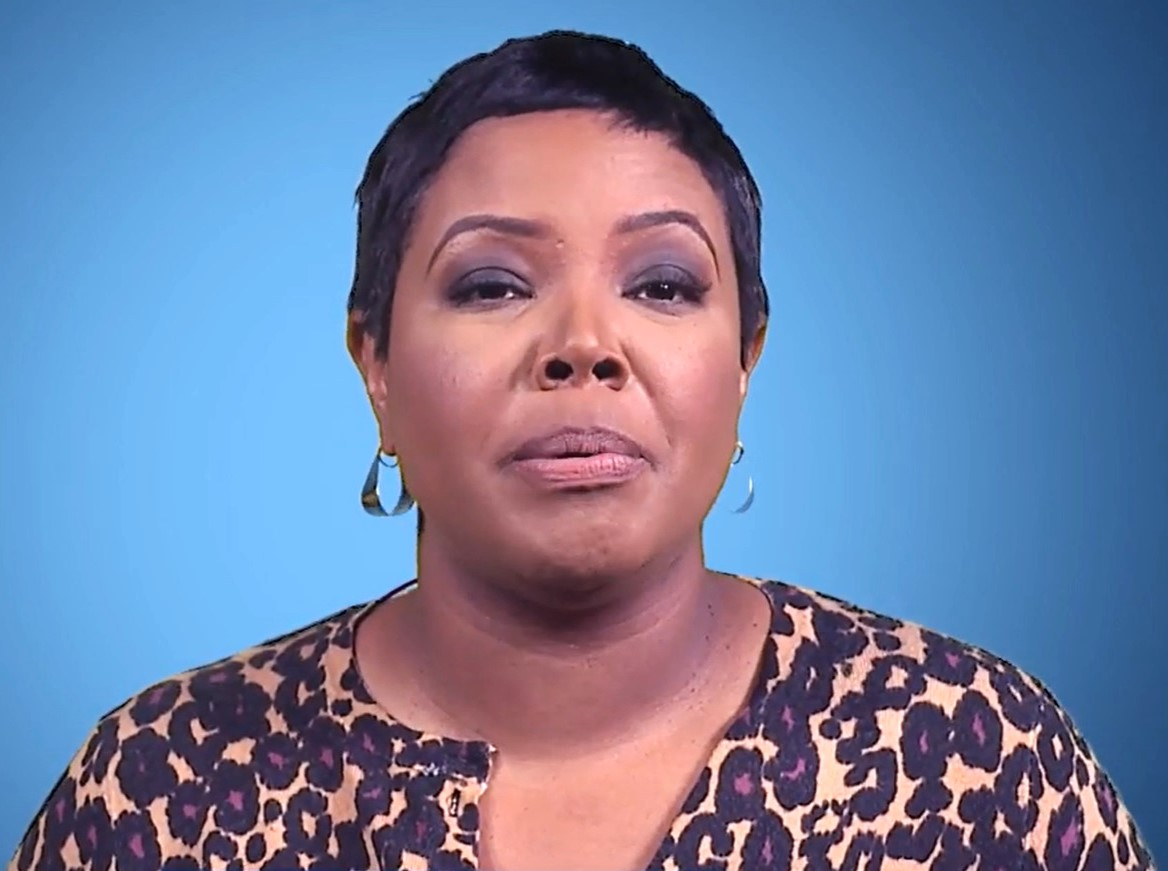
Kellie Shanygne Williams (* 1976)

- Williams, Ken († 2015), britisch-amerikanischer Kopist, Arrangeur und Trompeter
- Williams, Ken (* 1954), US-amerikanischer Unternehmer und Programmierer
- Williams, Kenan (* 1990), deutscher Pop-Sänger und Songwriter
- Williams, Kendal (* 1995), US-amerikanischer Sprinter
- Williams, Kendell (* 1995), US-amerikanische Siebenkämpferin
- Williams, Kenneth (1926–1988), britischer Schauspieler und Komiker
- Williams, Kenny (* 1993), schottischer Wrestler
- Williams, Kent (* 1962), US-amerikanischer Illustrator, Künstler und Comicautor
- Williams, Kevin (* 1965), schwuler Pornodarsteller
- Williams, Kevin (* 1980), US-amerikanischer American-Football-Spieler
- Williams, Kid (1893–1963), dänischer Boxer
- Williams, Kiely (* 1986), US-amerikanische Sängerin, Schauspielerin, Songwriterin, Tänzerin
- Williams, Kimberly (* 1988), jamaikanische Dreispringerin
- Williams, Kit (* 1946), englischer Künstler, Illustrator und Autor
- Williams, Kona, kanadische Forensikerin
- Williams, K’Waun (* 1991), US-amerikanischer American-Football-Spieler
- Williams, Kyle (* 1983), US-amerikanischer American-Football-Spieler
- Williams, Kyren (* 2000), US-amerikanischer American-Football-SpielerKyren Williams (* 2000)

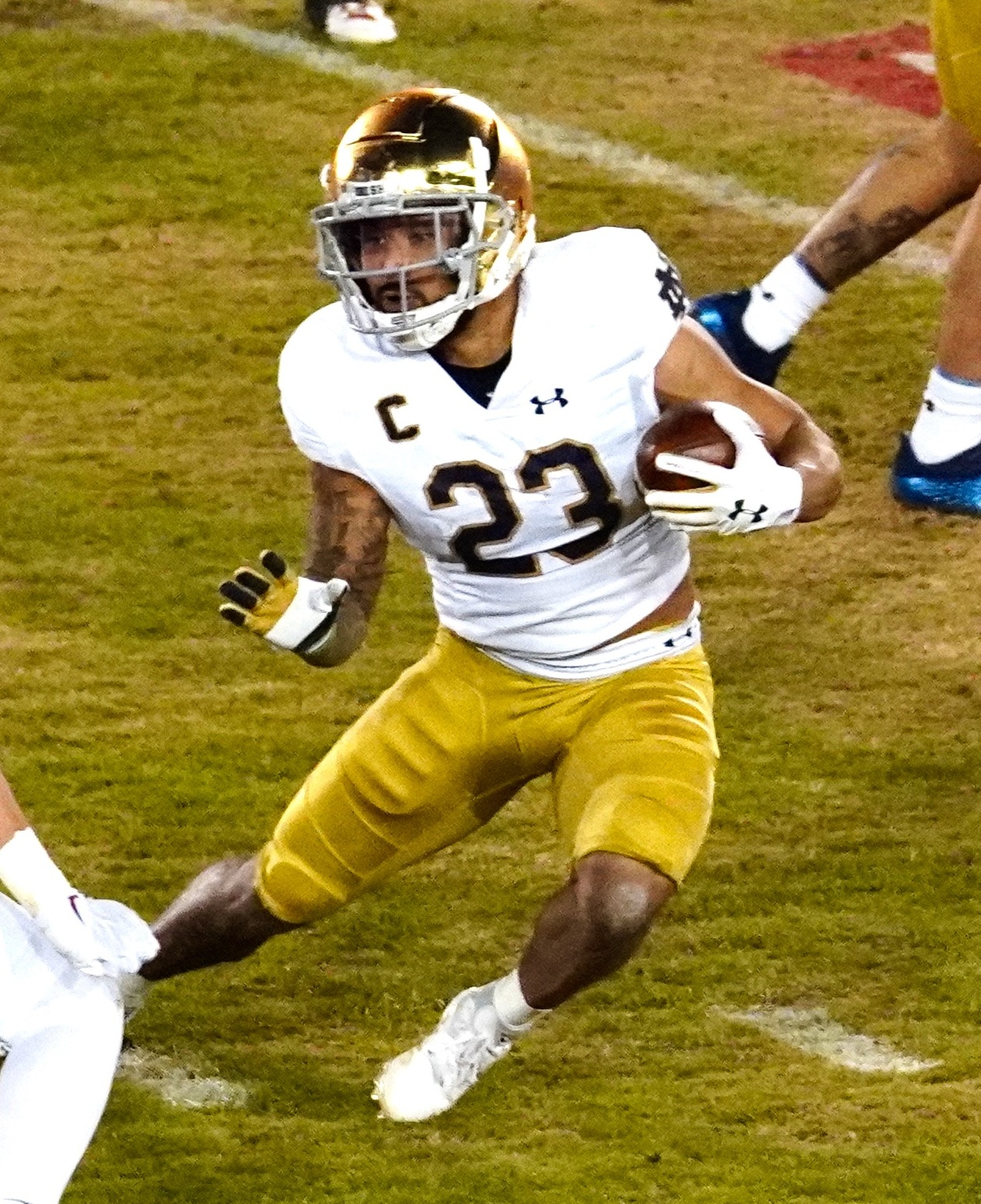
Kyren Williams (* 2000)

###### Williams, L
- Williams, Larry (1935–1980), US-amerikanischer Rhythm-and-Blues-Sänger, -Pianist und -Songschreiber
- Williams, Latavious (* 1989), US-amerikanischer Basketballspieler
- Williams, LaToy (* 1988), bahamaischer Sprinter
- Williams, Lauren (* 1999), britische Taekwondoin
- Williams, Lauryn (* 1983), US-amerikanische Sprinterin
- Williams, Lawrence G. (1913–1975), US-amerikanischer Politiker
- Williams, Lemuel (1747–1828), US-amerikanischer Politiker
- Williams, Leonard (1904–1972), britisch-mauritischer Politiker
- Williams, Leonard (* 1994), US-amerikanischer American-Football-Spieler
- Williams, Leroy (1937–2022), US-amerikanischer Jazz-Schlagzeuger
- Williams, Lew (1934–2019), US-amerikanischer Rockabilly-Sänger
- Williams, Lewis (1782–1842), US-amerikanischer Politiker
- Williams, Lewis (* 2002), walisischer Dartspieler
- Williams, Liam (* 1991), walisischer Rugby-Union-Spieler
- Williams, Lil’ Ed (* 1955), US-amerikanischer Blues-Musiker
- Williams, Lily (* 1994), US-amerikanische Radsportlerin
- Williams, Lincoln (* 1993), australischer Volleyballspieler
- Williams, Linda (1946–2025), US-amerikanische Filmwissenschaftlerin
- Williams, Linda (* 1955), niederländische Schlagersängerin
- Williams, Lindon (1932–1989), US-amerikanischer Politiker
- Williams, Lindsay (* 1984), US-amerikanische Skilangläuferin
- Williams, Lizaad (* 1993), südafrikanischer Cricketspieler
- Williams, Llewellyn (1884–1967), australischer Architekt
- Williams, Lorenzo (* 1984), US-amerikanischer Basketballspieler
- Williams, Lori (* 1946), US-amerikanische Schauspielerin
- Williams, Lou (* 1986), US-amerikanischer Basketballspieler
- Williams, Louis Otho (1908–1991), US-amerikanischer Botaniker
- Williams, Louise (1884–1958), US-amerikanische Tennisspielerin
- Williams, Lucinda (* 1937), US-amerikanische Leichtathletin und Olympiasiegerin
- Williams, Lucinda (* 1953), US-amerikanische Sängerin und LiedtexterinLucinda Williams (* 1953)

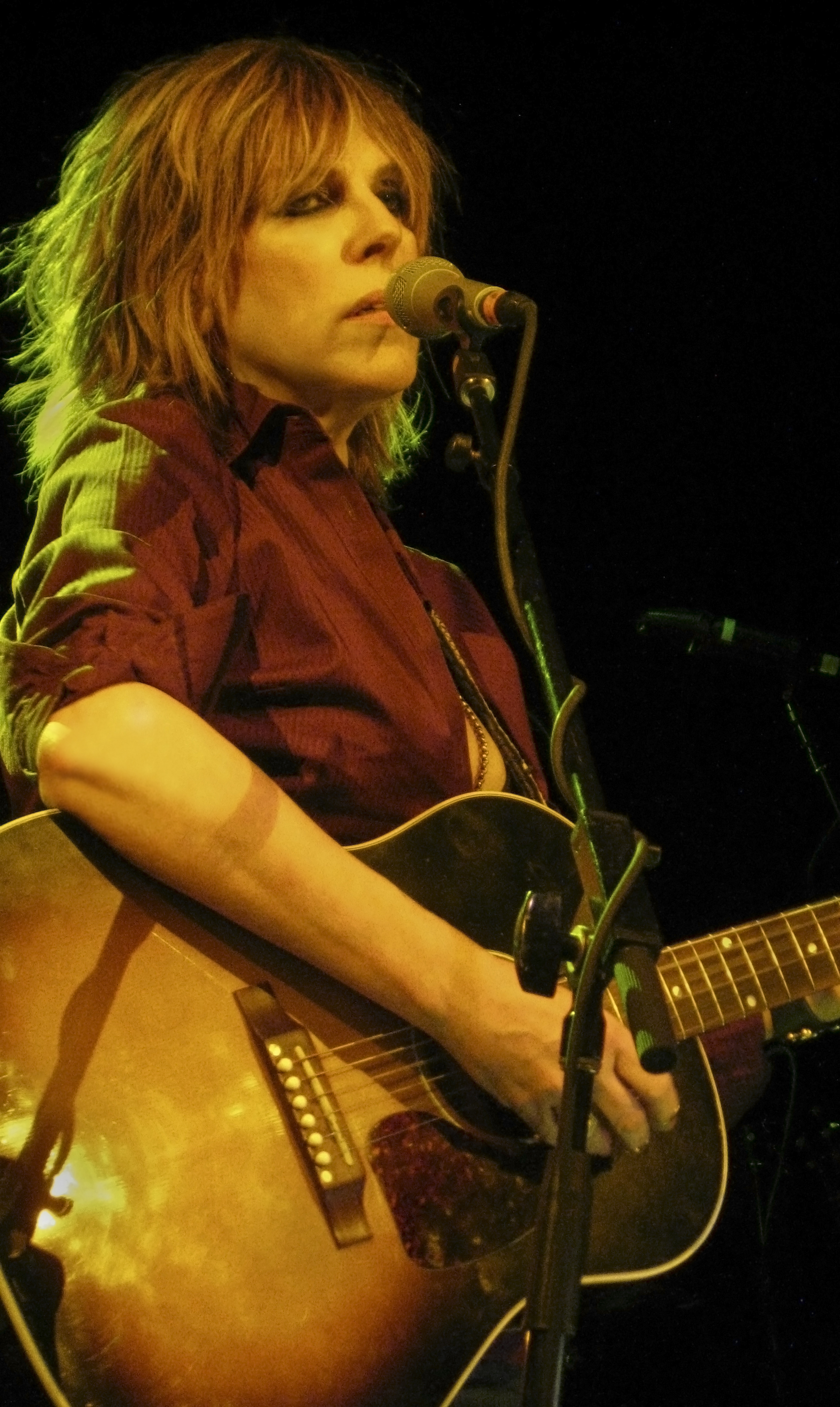
Lucinda Williams (* 1953)

- Williams, Lucy Gwendolen (1870–1955), britische Bildhauerin und Malerin
- Williams, Lydia (* 1988), australische Fußballtorhüterin
- Williams, Lyle (1942–2008), US-amerikanischer Politiker (Republikanische Partei)
- Williams, Lyndon (* 1964), walisischer Badmintonspieler
- Williams, Lynn (* 1939), US-amerikanischer Segler
- Williams, Lynn (* 1993), US-amerikanische Fußballspielerin

###### Williams, M
- Williams, Madeleine (* 1983), kanadische Skilangläuferin
- Williams, Maisie (* 1997), britische SchauspielerinMaisie Williams (* 1997)

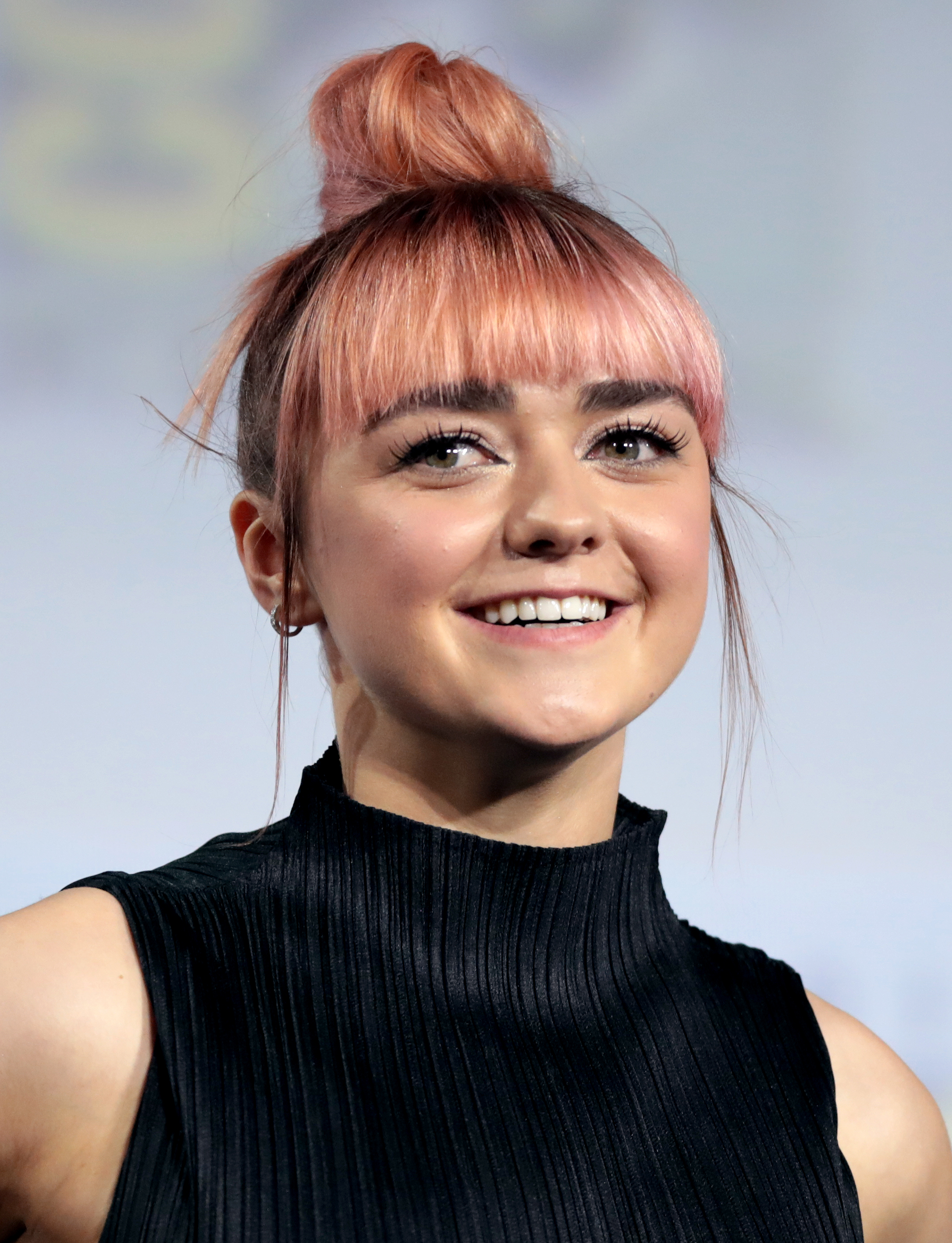
Maisie Williams (* 1997)

- Williams, Maizie (* 1951), britische Sängerin, Mitglied der Popgruppe Boney M
- Williams, Malinda (* 1970), US-amerikanische Filmschauspielerin
- Williams, Malique (* 1988), antiguanischer Schwimmer
- Williams, Marc, US-amerikanischer Old-Time-Musiker
- Williams, Marcus (* 1985), US-amerikanischer Basketballspieler
- Williams, Marcus (* 1996), US-amerikanischer American-Football-Spieler
- Williams, Marguerite (1895–1991), US-amerikanische Geologin und Hochschullehrerin
- Williams, Mario (* 1985), US-amerikanischer American-Football-Spieler
- Williams, Marion (1927–1994), amerikanische Gospelsängerin
- Williams, Mark (* 1959), britischer Schauspieler
- Williams, Mark (* 1979), australisch-US-amerikanischer Volleyball- und Beachvolleyballspieler
- Williams, Mark (* 2001), US-amerikanischer Basketballspieler
- Williams, Mark J. (* 1975), walisischer Snookerspieler
- Williams, Marmaduke (1774–1850), amerikanischer Politiker
- Williams, Mars (1955–2023), US-amerikanischer Saxophonist
- Williams, Martin (1924–1992), US-amerikanischer Jazz-Kritiker und Kultur-Journalist
- Williams, Martina (* 1991), tschechische Beachvolleyballspielerin
- Williams, Martyn (* 1975), walisischer Rugbyspieler
- Williams, Marvin (* 1986), US-amerikanischer Basketballspieler
- Williams, Mary Elizabeth (* 1977), amerikanische Opernsängerin (dramatischer Sopran)
- Williams, Mary Lou (1910–1981), US-amerikanische Jazzmusikerin und ArrangeurinMary Lou Williams (1910–1981)

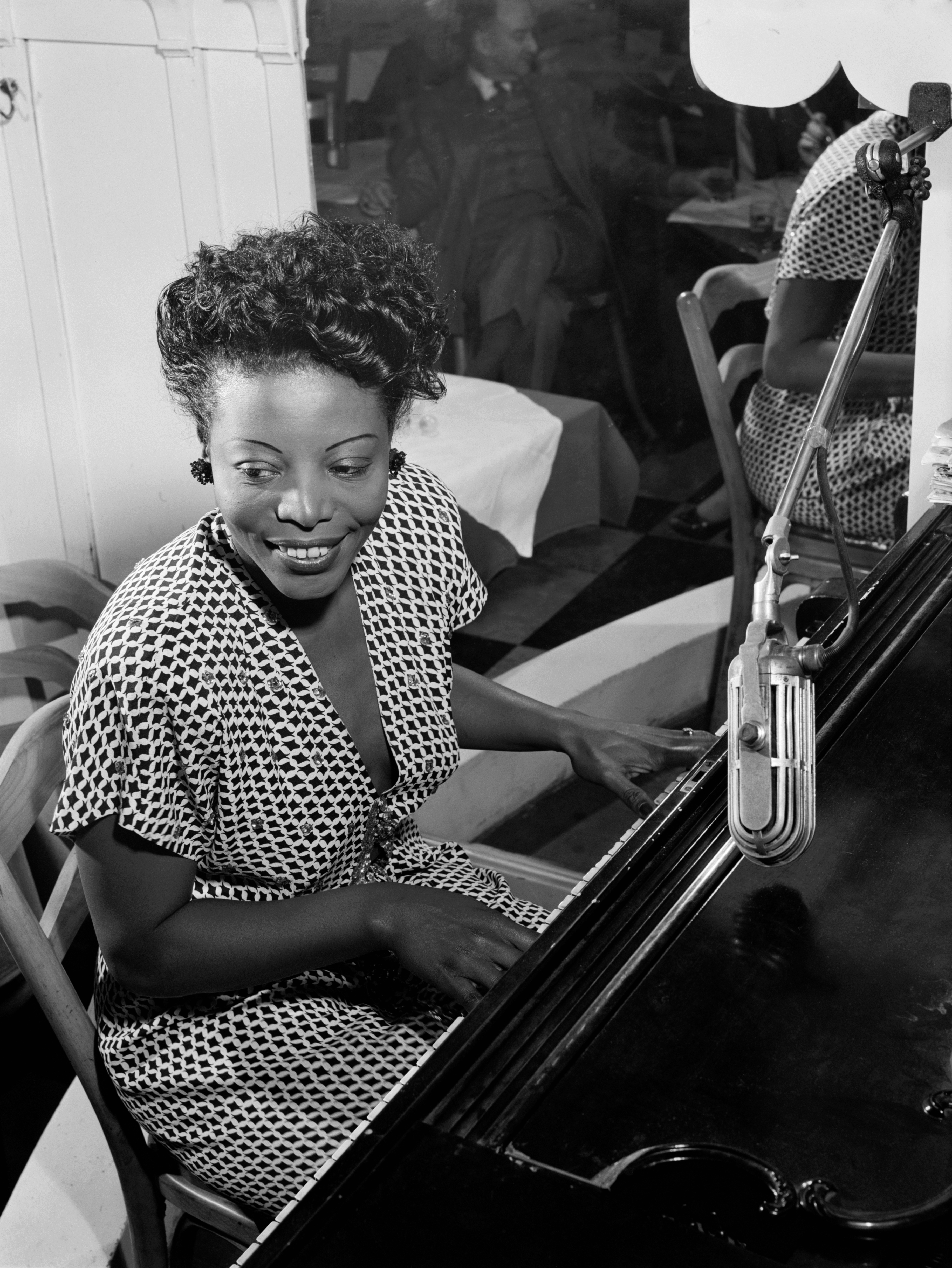
Mary Lou Williams (1910–1981)

- Williams, Mason (* 1938), US-amerikanischer Musiker und Comedy-Autor
- Williams, Matthew (* 1985), australischer Springreiter
- Williams, Matthew O. (* 1981), US-amerikanischer Soldat
- Williams, McRae (* 1990), US-amerikanischer Freestyle-Skisportler
- Williams, Meadow (* 1966), US-amerikanische Schauspielerin und Produzentin
- Williams, Megan, US-amerikanische Filmproduzentin, Regisseurin
- Williams, Meritzer (* 1989), Leichtathletin aus St. Kitts und Nevis
- Williams, Micah (* 1991), US-amerikanischer Schauspieler
- Williams, Michael (* 1929), Politiker aus Trinidad und Tobago
- Williams, Michael (1935–2001), britischer Schauspieler
- Williams, Michael (* 1957), US-amerikanischer Filmproduzent
- Williams, Michael (* 1971), vincentischer Leichtathlet
- Williams, Michael (* 1972), US-amerikanisch-italienischer Basketballspieler
- Williams, Michael C. (* 1973), US-amerikanischer Schauspieler
- Williams, Michael E. (* 1969), jamaikanisch-kanadischer Eishockey- und American-Football-Spieler sowie Skirennläufer
- Williams, Michael K. (1966–2021), US-amerikanischer Schauspieler
- Williams, Michael S. (1911–1984), britischer Diplomat
- Williams, Michael, Baron Williams of Baglan (1949–2017), britischer Politiker und Diplomat
- Williams, Michelle (* 1979), US-amerikanische R&B- und Gospelsängerin
- Williams, Michelle (* 1980), US-amerikanische SchauspielerinMichelle Williams (* 1980)

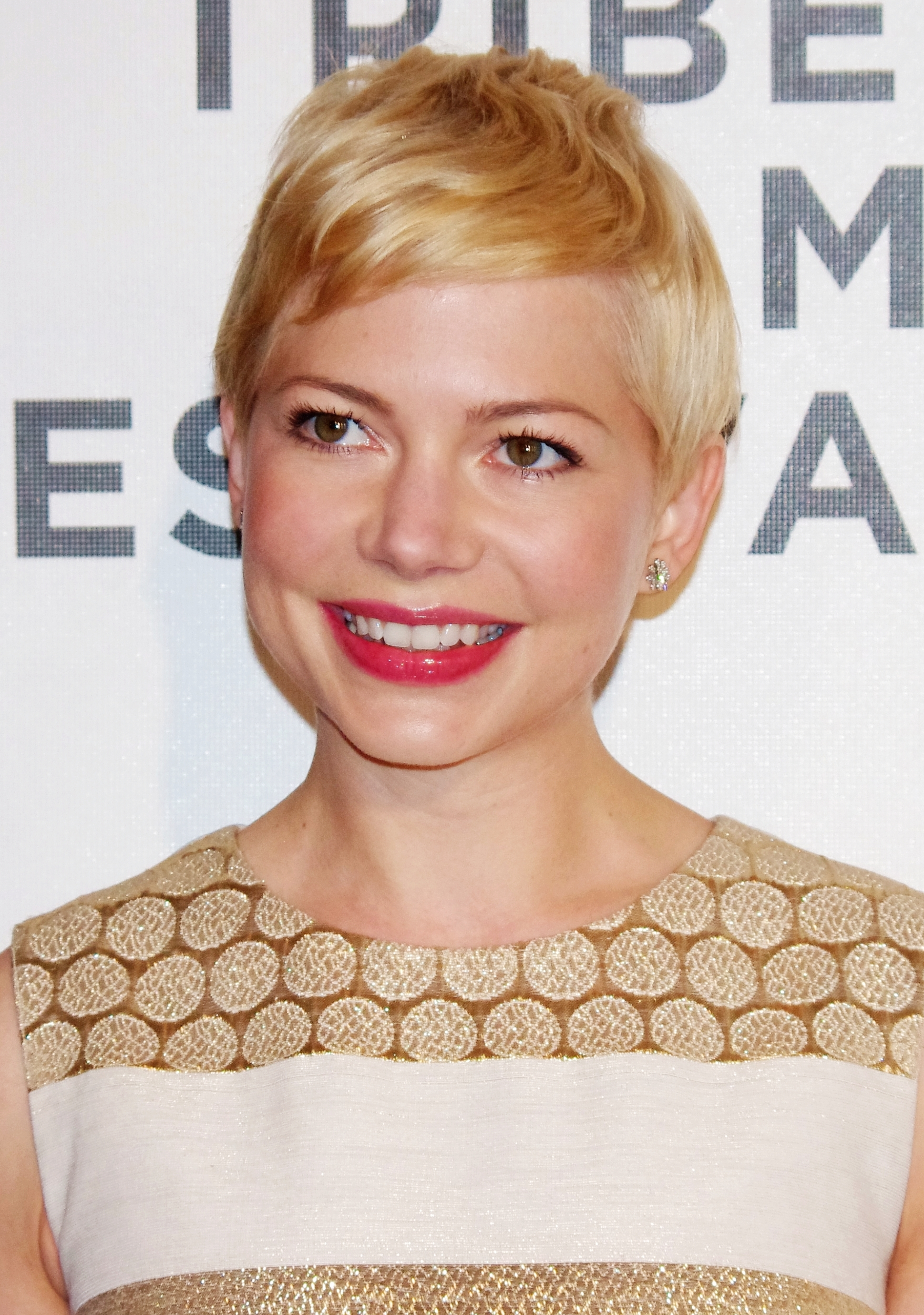
Michelle Williams (* 1980)

- Williams, Michelle (* 1991), kanadische Schwimmerin
- Williams, Midge (1915–1952), US-amerikanische Jazz-Sängerin
- Williams, Mike (* 1968), US-amerikanischer Sänger, Musikjournalist und Autor
- Williams, Mike (* 1994), US-amerikanischer American-Football-Spieler
- Williams, Mike (* 1996), niederländischer DJ und Musikproduzent
- Williams, Mikey (* 2004), amerikanischer Basketballspieler
- Williams, Milan (1948–2006), US-amerikanischer Keyboarder und Songschreiber
- Williams, Miller (1930–2015), US-amerikanischer Dichter, Hochschullehrer, Übersetzer und Herausgeber
- Williams, Mo (* 1982), US-amerikanischer Basketballspieler
- Williams, Moe (* 1974), US-amerikanischer American-Football-Spieler
- Williams, Molly, US-amerikanische Feuerwehrfrau
- Williams, Mona (* 1943), guyanisch-neuseeländische Autorin und Erzählerin
- Williams, Montel (* 1956), US-amerikanischer Talkshow- und Radiomoderator, Schauspieler
- Williams, Monty (* 1971), US-amerikanischer Basketballtrainer
- Williams, Morgan B. (1831–1903), US-amerikanischer Politiker
- Williams, Moses (* 1777), afroamerikanischer Silhouettenzeichner

###### Williams, N
- Williams, Nafessa (* 1989), US-amerikanische SchauspielerinNafessa Williams (* 1989)

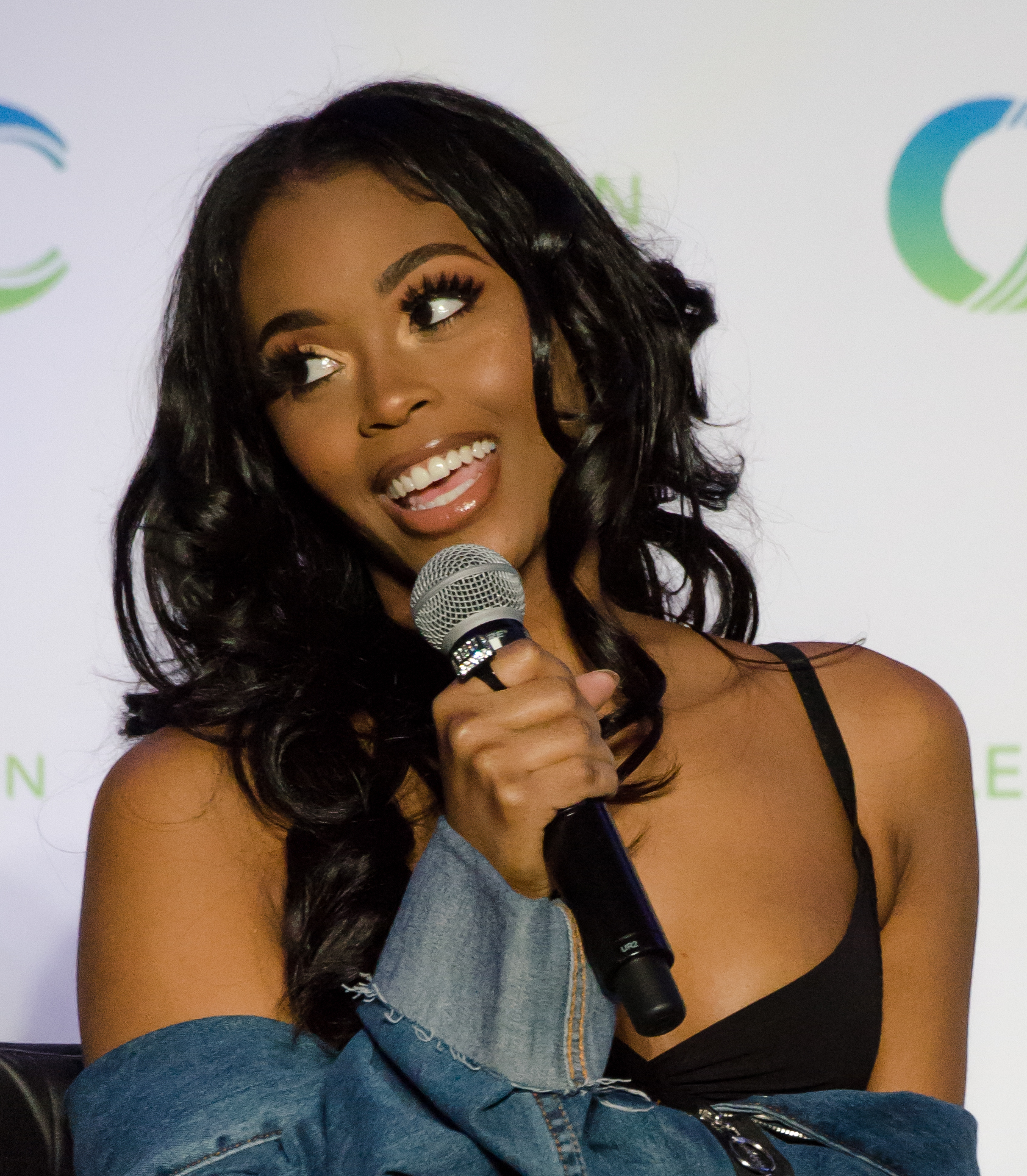
Nafessa Williams (* 1989)

- Williams, Natashia (* 1978), US-amerikanische Schauspielerin und Musikerin
- Williams, Nathan (1773–1835), britisch-amerikanischer Jurist und Politiker
- Williams, Neco (* 2001), walisischer Fußballspieler
- Williams, Nell (* 1998), britische Schauspielerin
- Williams, Nelson (1917–1973), US-amerikanischer Jazzmusiker
- Williams, Neville, politischer Aktivist der Aborigines
- Williams, Nia (* 1990), US-amerikanische Fußballspielerin
- Williams, Niall (* 1958), irischer Schriftsteller und Theaterautor
- Williams, Nick Boddie (1906–1992), amerikanischer Journalist und Science-Fiction-Autor
- Williams, Nico (* 2002), spanisch-ghanaischer Fußballspieler
- Williams, Nigel (* 1948), britischer Schriftsteller
- Williams, Nikema (* 1978), US-amerikanische Politikerin der Demokratischen Partei
- Williams, Noah (* 2000), britischer Wasserspringer
- Williams, Norman (1791–1868), US-amerikanischer Politiker und Anwalt

###### Williams, O
- Williams, Old Bill (1787–1849), US-amerikanischer Mountain Man und Pionier
- Williams, Olivia (* 1968), britische SchauspielerinOlivia Williams (* 1968)

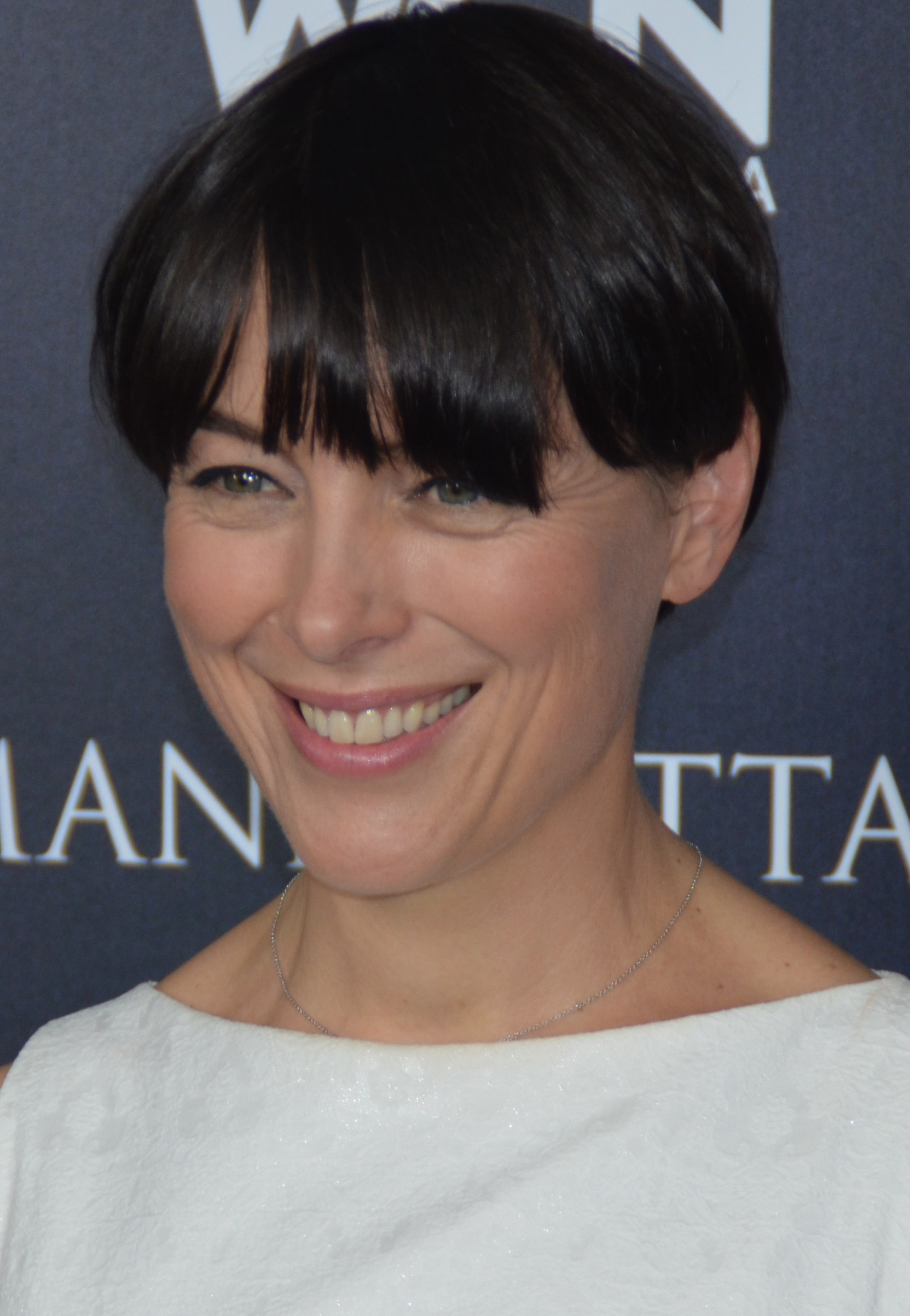
Olivia Williams (* 1968)

- Williams, O’Showen (* 1997), US-amerikanischer Basketballspieler
- Williams, Otis (* 1941), US-amerikanischer Tenor- und Bariton-Sänger
- Williams, Owen (1890–1969), britischer Bauingenieur

###### Williams, P
- Williams, P. J. (* 1993), US-amerikanischer American-Football-Spieler
- Williams, Pat (* 1972), US-amerikanischer Footballspieler
- Williams, Patricia J. (* 1951), US-amerikanische Juristin und Hochschullehrerin
- Williams, Patrick (1939–2018), US-amerikanischer Filmkomponist
- Williams, Patrick (* 2001), US-amerikanischer Basketballspieler
- Williams, Paul (1915–2002), US-amerikanischer Blues- und R&B-Saxophonist und -Komponist
- Williams, Paul (1939–1973), US-amerikanischer Tenorsänger
- Williams, Paul (* 1940), US-amerikanischer Songwriter, Sänger, Musiker und SchauspielerPaul Williams (* 1940)

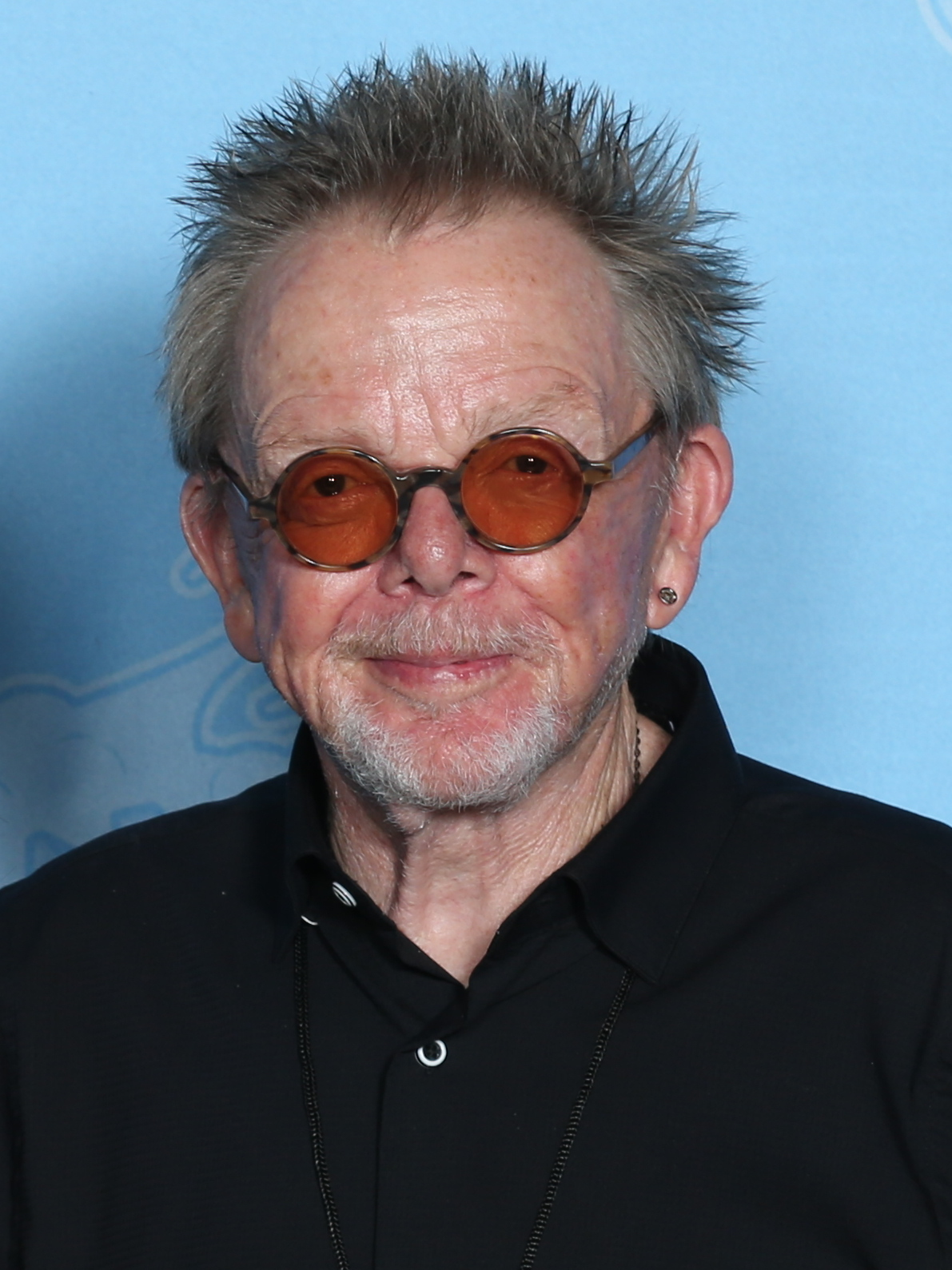
Paul Williams (* 1940)

- Williams, Paul (* 1950), britischer Indologe und Buddhologe
- Williams, Paul (* 1968), britischer Bischof der Anglikanischen Gemeinschaft
- Williams, Paul (* 1971), englischer Fußballspieler und -trainer
- Williams, Paul (* 1981), US-amerikanischer Boxer
- Williams, Paul (* 1983), neuseeländisch-samoanischer Rugby-Union-Spieler
- Williams, Paul Andrew (* 1973), britischer Drehbuchautor und Filmregisseur
- Williams, Paul O. (1935–2009), US-amerikanischer Science-Fiction-Autor
- Williams, Paul R. (1894–1980), US-amerikanischer Architekt
- Williams, Paul S. (1929–1995), US-amerikanischer Offizier, Generalleutnant der US Army
- Williams, Penry (1925–2013), britischer Historiker
- Williams, Percy (1908–1982), kanadischer Leichtathlet
- Williams, Pete (* 1952), US-amerikanischer Journalist und Autor
- Williams, Peter (1937–2016), britischer Musikwissenschaftler und Autor
- Williams, Peter (* 1957), jamaikanischer Schauspieler
- Williams, Petrez (* 2000), Fußballspieler von St. Kitts und Nevis
- Williams, Pharrell (* 1973), US-amerikanischer MusikerPharrell Williams (* 1973)

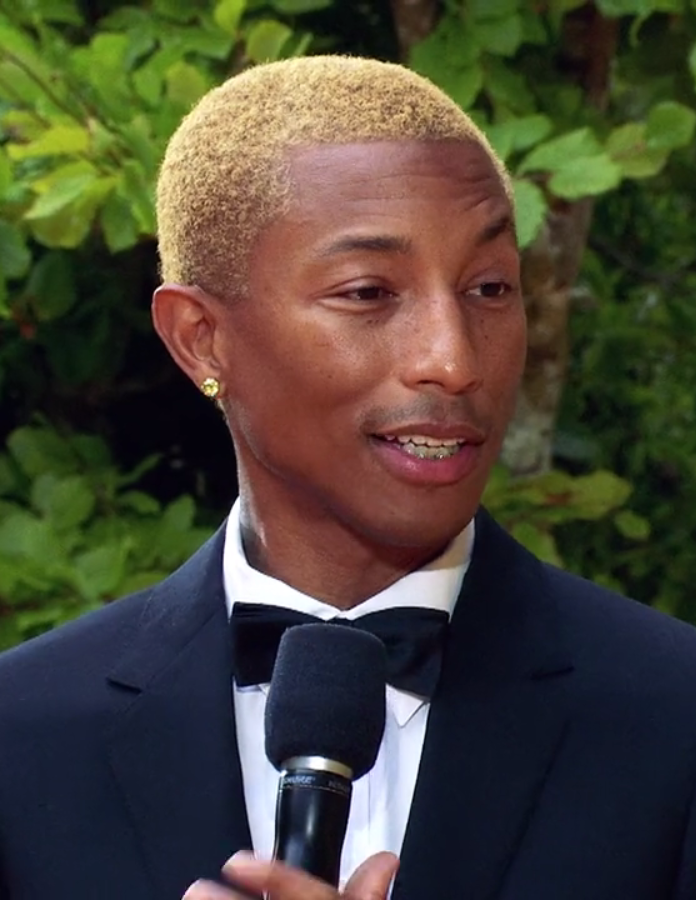
Pharrell Williams (* 1973)

- Williams, Philip († 1942), US-amerikanischer Marineoffizier
- Williams, Philip (* 1967), walisischer Snookerspieler
- Williams, Pip (* 1969), britisch-australische Schriftstellerin
- Williams, Poto (* 1962), neuseeländische Politikerin der New Zealand Labour Party

###### Williams, Q
- Williams, Quinnen (* 1997), US-amerikanischer American-Football-Spieler

###### Williams, R
- Williams, R. Scott, US-amerikanischer Offizier, Generalleutnant der US Air Force
- Williams, Rachel (* 1988), englische Fußballspielerin
- Williams, Randy (* 1953), US-amerikanischer Leichtathlet
- Williams, Ransome Judson (1892–1970), US-amerikanischer Politiker
- Williams, Rashada (* 1997), jamaikanische Cricketspielerin der West Indies
- Williams, Raymond (1921–1988), britischer Publizist und KritikerRaymond Williams (1921–1988)

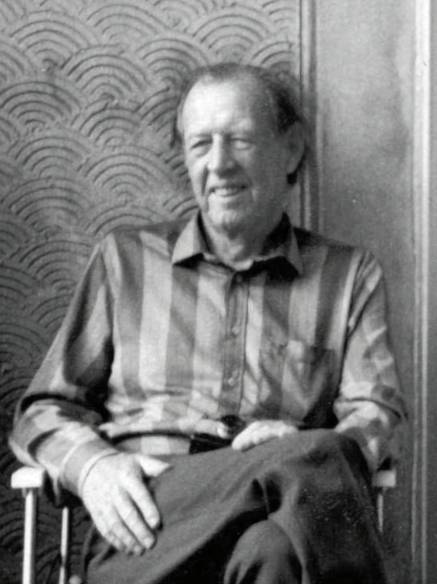
Raymond Williams (1921–1988)

- Williams, Raynell (* 1989), US-amerikanischer Boxer
- Williams, Reggie (* 1986), US-amerikanischer Basketballspieler
- Williams, Reuel (1783–1862), US-amerikanischer Politiker
- Williams, Rex (* 1933), englischer Snooker- und English-Billiards-Spieler
- Williams, Rhiannon, australische Jugendbuchautorin
- Williams, Rhyne (* 1991), US-amerikanischer Tennisspieler
- Williams, Rhys (1897–1969), britischer Schauspieler
- Williams, Rhys (* 1984), walisischer Leichtathlet
- Williams, Rhys (* 1988), australisch-walisischer Fußballspieler
- Williams, Rhys (* 2001), englischer Fußballspieler
- Williams, Ricardo (* 1981), US-amerikanischer Boxer
- Williams, Richard (1836–1914), US-amerikanischer Politiker
- Williams, Richard (1890–1980), australischer Militär, erste Kommandeur der australischen Luftwaffe, „Gründervater“ der RAAF
- Williams, Richard (1927–2020), US-amerikanischer Chemiker
- Williams, Richard (1931–1985), US-amerikanischer Jazztrompeter
- Williams, Richard (1933–2019), kanadischer Trickfilmer, Regisseur und Filmproduzent
- Williams, Richard (* 1947), britischer Musik- und Sportjournalist
- Williams, Richard Norris (1891–1968), US-amerikanischer Tennisspieler
- Williams, Richard Stanley (* 1951), US-amerikanischer Physiker im Bereich der Nanotechnologie
- Williams, Richie (* 1987), US-amerikanischer Basketballspieler
- Williams, Ricky (* 1977), US-amerikanischer American-Football-Spieler
- Williams, Rob (* 1985), britischer Ruderer
- Williams, Robbie (* 1974), britischer SängerRobbie Williams (* 1974)

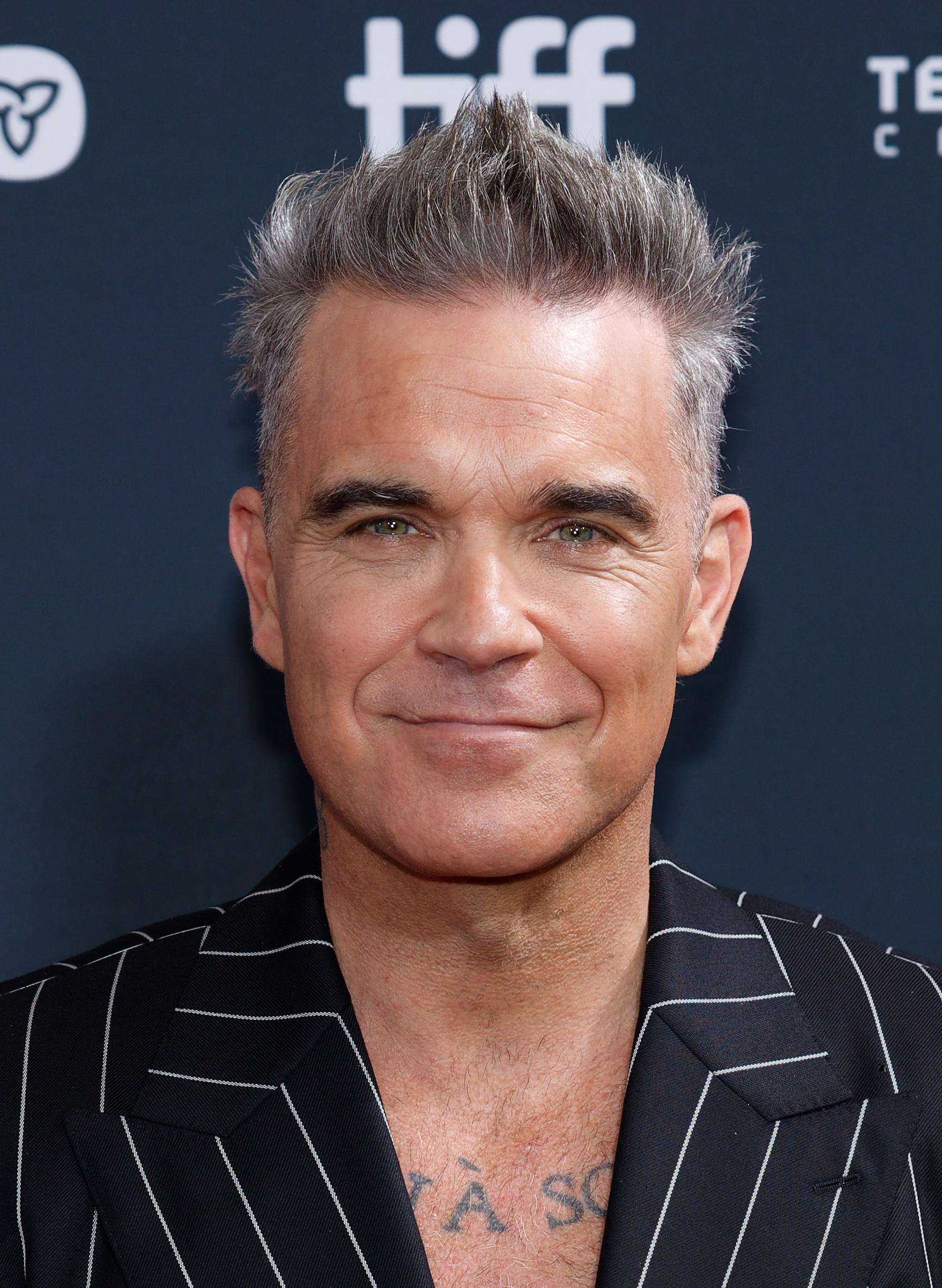
Robbie Williams (* 1974)

- Williams, Robbie (* 1985), australischer Radrennfahrer
- Williams, Robbie (* 1986), englischer Snookerspieler
- Williams, Robert (1773–1836), US-amerikanischer Politiker
- Williams, Robert (1841–1914), US-amerikanischer Bogenschütze
- Williams, Robert (1897–1931), US-amerikanischer Schauspieler
- Williams, Robert (1926–2015), britischer Chemiker
- Williams, Robert (* 1940), US-amerikanischer Astronom
- Williams, Robert (* 1943), US-amerikanischer Maler, Bildhauer und Comiczeichner
- Williams, Robert (1949–2022), griechischer Musiker
- Williams, Robert (* 1997), US-amerikanischer Basketballspieler
- Williams, Robert H. (* 1940), US-amerikanischer Physiker
- Williams, Robert L. (1868–1948), US-amerikanischer Jurist und Politiker
- Williams, Robert Moore (1907–1977), amerikanischer Schriftsteller
- Williams, Robert Pete (1914–1980), US-amerikanischer Bluessänger und -gitarrist
- Williams, Robert R. (1886–1965), US-amerikanischer Chemiker
- Williams, Roberta (* 1953), US-amerikanische Computerspieleentwicklerin
- Williams, Robin (1951–2014), US-amerikanischer Schauspieler und KomikerRobin Williams (1951–2014)

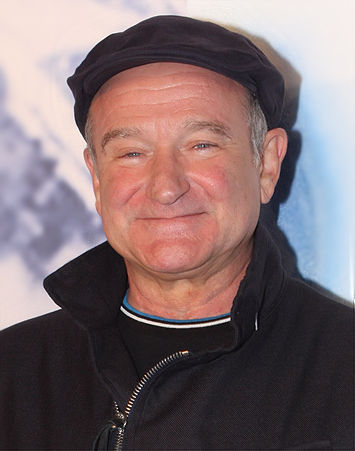
Robin Williams (1951–2014)

- Williams, Robin (* 1952), Sozialwissenschaftler und Hochschullehrer
- Williams, Robin Murphy (1914–2006), US-amerikanischer Soziologe
- Williams, Rod (* 1954), amerikanischer Jazzmusiker (Piano, Keyboards, Komposition)
- Williams, Roderick (* 1965), englischer Bariton, der als Opern-, Konzert- und Liedsänger und auch als Komponist tätig ist
- Williams, Rodney (* 1947), antiguanischer Politiker, Generalgouverneur von Antigua und Barbuda
- Williams, Roger (1603–1683), gilt als Vater des amerikanischen Baptismus und Vorkämpfer der Religionsfreiheit sowie als früher Vertreter der Trennung von Kirche und Staat
- Williams, Roger (1924–2011), US-amerikanischer Unterhaltungsmusiker
- Williams, Roger (* 1949), US-amerikanischer Politiker der Republikanischen Partei
- Williams, Roger John (1893–1988), US-amerikanischer Biochemiker
- Williams, Roger Ross (* 1973), US-amerikanischer Regisseur
- Williams, Romario (* 1994), jamaikanischer Fußballspieler
- Williams, Ron (* 1942), deutsch-US-amerikanischer Schauspieler und Moderator
- Williams, Ronald J. (1945–2024), US-amerikanischer Informatiker und Hochschullehrer
- Williams, Ronwen (* 1992), südafrikanischer Fußballtorhüter
- Williams, Rose (* 1994), britische Schauspielerin
- Williams, Rosslyn (* 1943), australische Diskuswerferin und Kugelstoßerin
- Williams, Rowan (* 1950), englischer Geistlicher, Erzbischof von Canterbury
- Williams, Roy (* 1934), neuseeländischer Zehnkämpfer
- Williams, Roy (* 1937), britischer Jazzmusiker (Posaune)
- Williams, Roy (* 1945), US-amerikanischer Schwergewichtsboxer
- Williams, Roy (* 1950), US-amerikanischer Basketballtrainer
- Williams, Roy Lee (1915–1989), US-amerikanischer Gewerkschaftsführer
- Williams, Rozz (1963–1998), US-amerikanischer Sänger und SongschreiberRozz Williams (1963–1998)

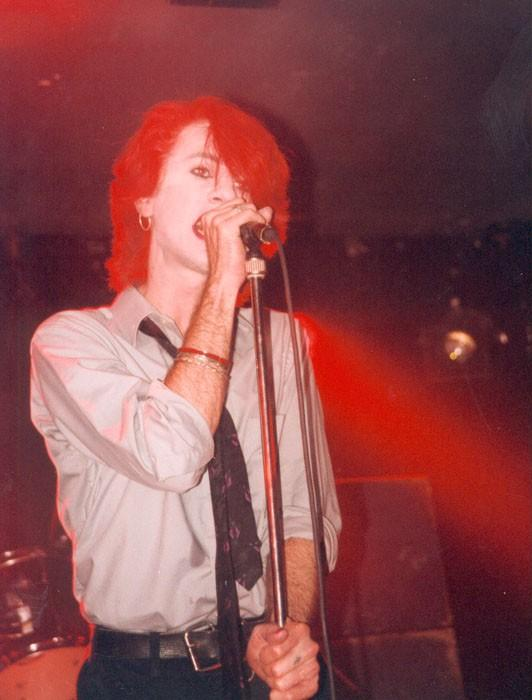
Rozz Williams (1963–1998)

- Williams, Rubberlegs (1907–1962), amerikanischer Jazzsänger und Tänzer
- Williams, Rudy (1909–1954), US-amerikanischer Jazzsaxophonist
- Williams, Russell (* 1963), kanadischer Mörder und ehemaliger Offizier der Luftwaffe
- Williams, Russell II (* 1952), US-amerikanischer Tonmeister
- Williams, Ruth J. (* 1955), australisch-US-amerikanische Mathematikerin
- Williams, Ryan (* 1979), US-amerikanischer theoretischer Informatiker
- Williams, Ryan (* 2000), namibischer Leichtathlet
- Williams, Rylan, US-amerikanischer Schauspieler, Drehbuchautor und Filmproduzent

###### Williams, S
- Williams, Sada (* 1997), barbadische Sprinterin
- Williams, Samm-Art (1946–2024), US-amerikanischer Schauspieler, Dramatiker und Produzent
- Williams, Sammy (1948–2018), US-amerikanischer Schauspieler
- Williams, Samuel T. (1897–1984), US-amerikanischer Offizier, Generalleutnant der US-Army
- Williams, Samuel Wells (1812–1884), US-amerikanischer Missionar, Diplomat, Sinologe und Japanologe
- Williams, Sandy (1906–1991), US-amerikanischer Jazz-Posaunist und Bandleader
- Williams, Sara Lee, US-amerikanische Badmintonspielerin
- Williams, Sarah (1837–1868), britische Poetin und Autorin
- Williams, Sarah, walisische Badmintonspielerin
- Williams, Sarah-Grace (* 1977), australische Dirigentin
- Williams, Saul (* 1972), US-amerikanischer Sänger, Rapper, Autor, Schauspieler und PoetSaul Williams (* 1972)

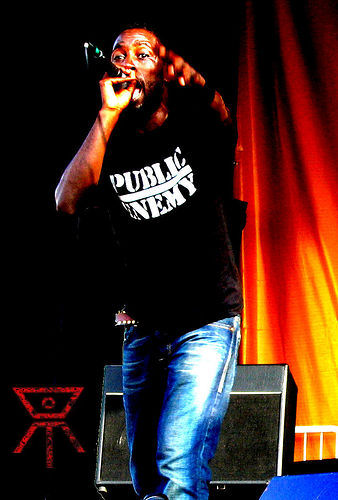
Saul Williams (* 1972)

- Williams, Scott (* 1990), englischer Dartspieler
- Williams, Sean (* 1967), australischer Science-Fiction- und Fantasy-Autor
- Williams, Sean (* 1986), simbabwischer Cricketspieler
- Williams, Sean (* 1986), US-amerikanischer Basketballspieler
- Williams, Serena (* 1981), US-amerikanische TennisspielerinSerena Williams (* 1981)

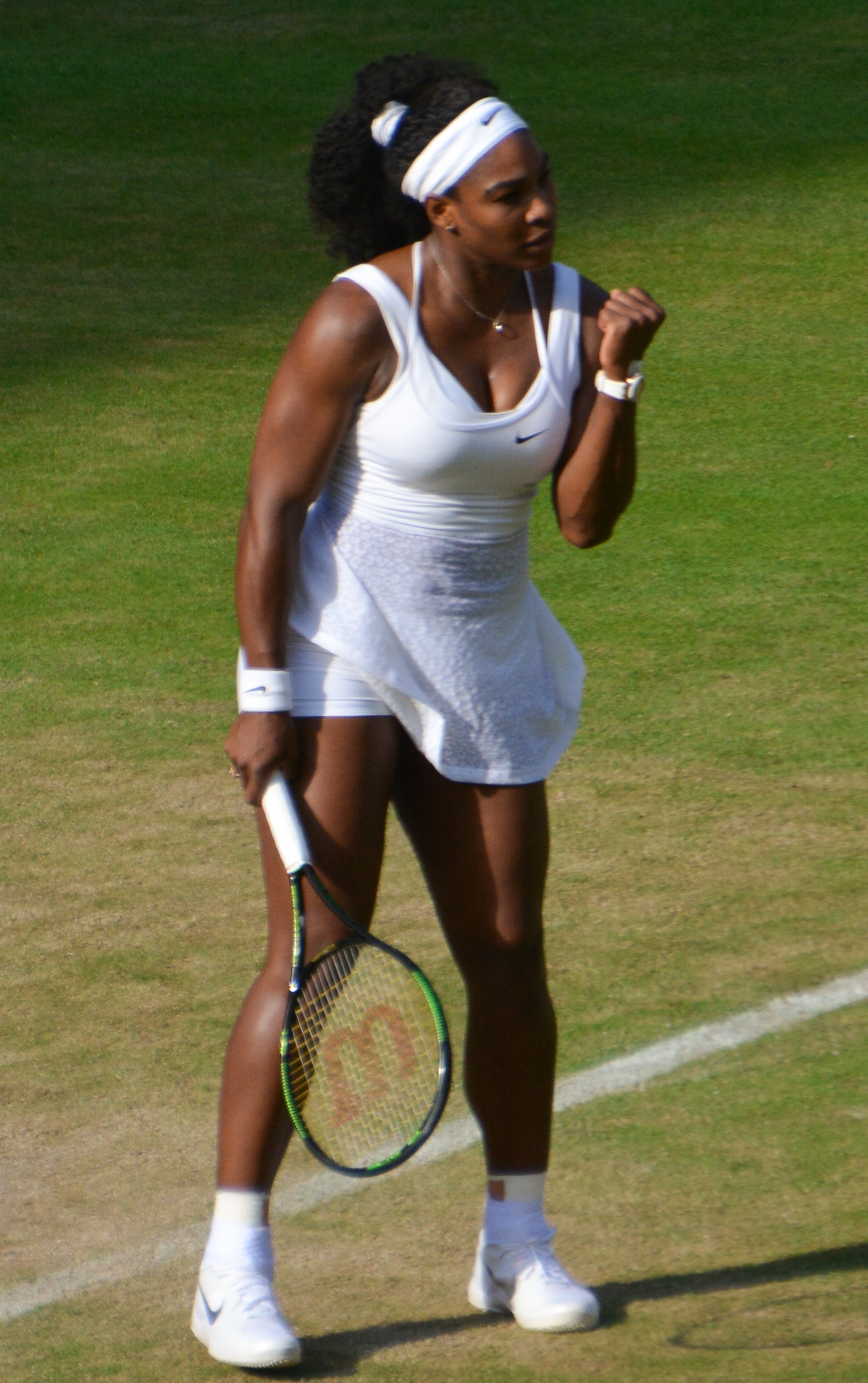
Serena Williams (* 1981)

- Williams, Seward H. (1870–1922), US-amerikanischer Politiker
- Williams, Shammond (* 1975), US-amerikanischer Basketballspieler
- Williams, Shana (* 1972), US-amerikanische Weitspringerin
- Williams, Shane (* 1977), walisischer Rugbyspieler
- Williams, Sharni (* 1988), australische Rugbyspielerin
- Williams, Shawne (* 1986), US-amerikanischer Basketballspieler
- Williams, Shelden (* 1983), US-amerikanischer Basketballspieler
- Williams, Shericka (* 1985), jamaikanische Sprinterin
- Williams, Shermaine (* 1990), jamaikanische Hürdenläuferin
- Williams, Sherman, US-amerikanischer R&B-Musiker
- Williams, Sherman (* 1972), bahamaischer Boxer im Schwergewicht
- Williams, Sherrod (1804–1876), US-amerikanischer Politiker
- Williams, Shirley, Baroness Williams of Crosby (1930–2021), britische Politikerin (Liberal Democrats), Mitglied des House of Commons, Dozentin und Autorin
- Williams, Simon (* 1967), britischer Kugelstoßer und Diskuswerfer
- Williams, Simon (* 1979), englischer Schachspieler
- Williams, Sonia (* 1979), antiguanische Leichtathletin
- Williams, Sonny Bill (* 1985), neuseeländischer Rugbyspieler und Boxer
- Williams, Sophus (1835–1900), deutscher Fotograf und Verleger dänischer Herkunft
- Williams, Spencer (1889–1965), US-amerikanischer Pianist und Komponist
- Williams, Stacey-Ann (* 1999), jamaikanische Sprinterin
- Williams, Stanley (1953–2005), US-amerikanischer Bandengründer und KinderbuchautorStanley Williams (1953–2005)

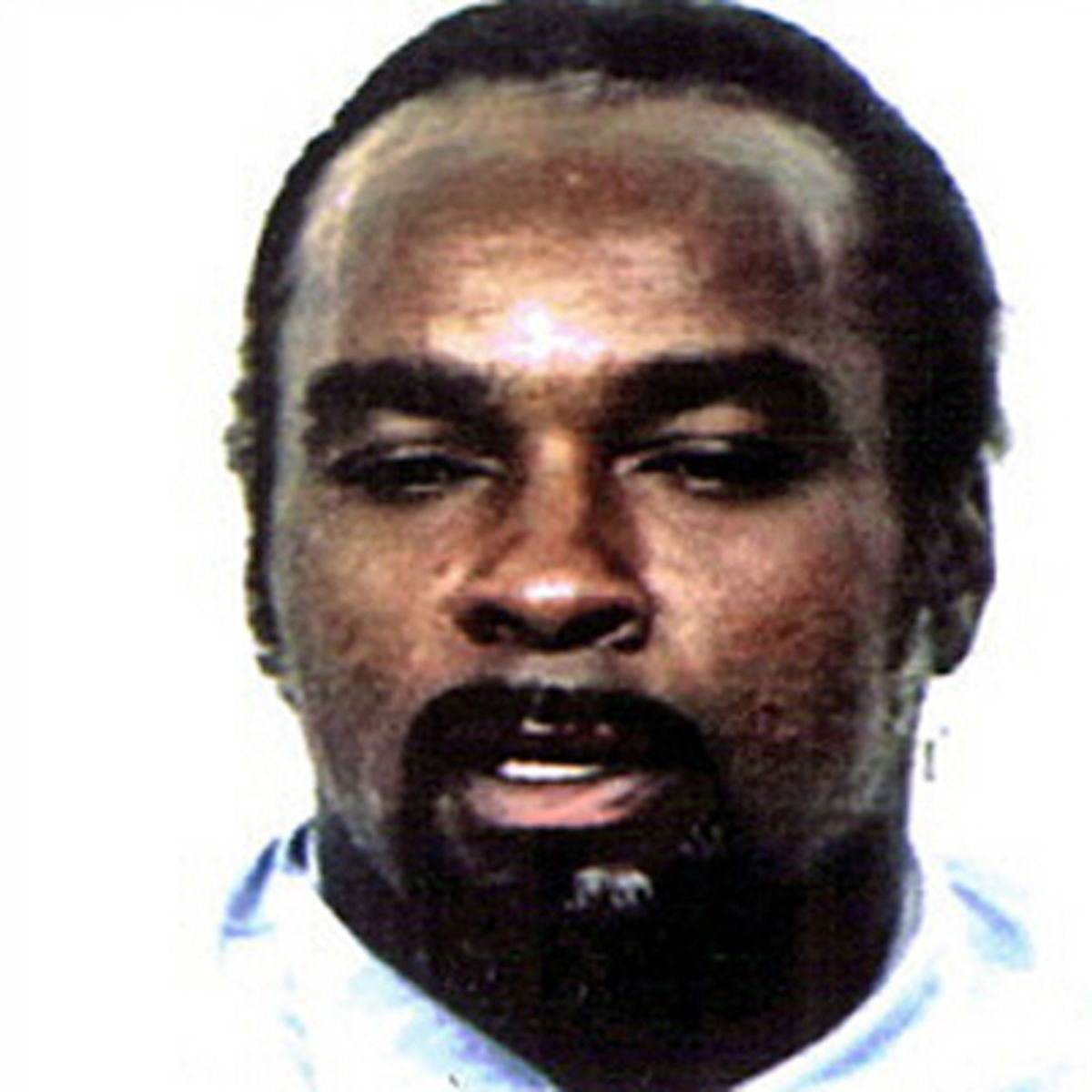
Stanley Williams (1953–2005)

- Williams, Stanley N. (* 1951), US-amerikanischer Geologe und Vulkanologe
- Williams, Stanley T. (1888–1956), amerikanischer Literaturwissenschaftler
- Williams, Stephen (* 1963), britischer Architekt und Interior-Designer
- Williams, Stephen (* 1966), britischer Politiker (Liberal Democrats), Mitglied des House of Commons
- Williams, Stephen (* 1986), US-amerikanischer American-Football-Spieler
- Williams, Stephen (* 1996), britischer Radrennfahrer
- Williams, Stephen C., US-amerikanischer Offizier, Generalmajor der US Air Force
- Williams, Steve (* 1953), US-amerikanischer Sprinter
- Williams, Steve (* 1956), US-amerikanischer Jazzmusiker
- Williams, Steve (1960–2009), US-amerikanischer Wrestler
- Williams, Steve (* 1976), britischer Ruderer
- Williams, Steven (* 1949), US-amerikanischer Schauspieler
- Williams, Stuart (1930–2013), walisischer Fußballspieler und -trainer
- Williams, Stuart (* 1967), neuseeländischer Radrennfahrer
- Williams, Sue (* 1954), US-amerikanische Malerin
- Williams, Sunita Lyn (* 1965), US-amerikanische AstronautinSunita Lyn Williams (* 1965)

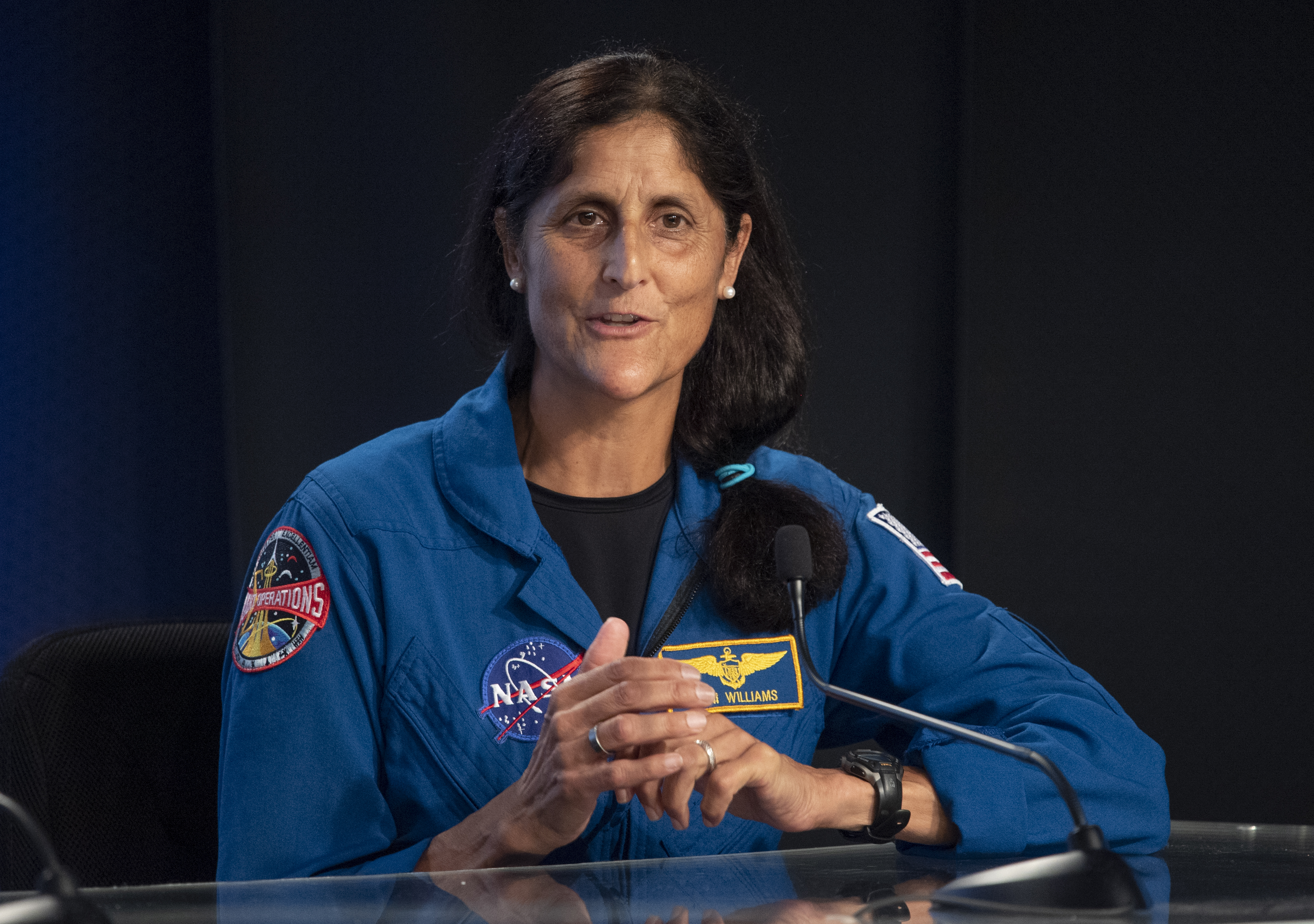
Sunita Lyn Williams (* 1965)

- Williams, Susan (* 1969), US-amerikanische Triathletin
- Williams, Susan, Baroness Williams of Trafford (* 1967), britische Politikerin (Conservative Party)
- Williams, Suzanne (* 1956), australische Judoka
- Williams, Sylvanus (1922–2006), nigerianischer Weitspringer
- Williams, Sylvester (* 1988), US-amerikanischer American-Football-Spieler
- Williams, Sylvia (1936–1996), US-amerikanische Museumsdirektorin und Kuratorin

###### Williams, T
- Williams, T. Harry (1909–1979), US-amerikanischer Historiker
- Williams, Tad (* 1957), US-amerikanischer Autor
- Williams, Taffy († 1996), britischer Söldner
- Williams, Talcott (1849–1928), US-amerikanischer Journalist und Dozent
- Williams, Tamati (* 1984), neuseeländischer Fußballtorhüter
- Williams, Tameka (* 1989), Sprinterin aus St. Kitts und Nevis
- Williams, Tamisha (* 1982), barbadische Badmintonspielerin
- Williams, Ted (1918–2002), US-amerikanischer Baseballspieler und -manager
- Williams, Ted (1925–2009), amerikanischer Fotograf (Jazz)
- Williams, Ted (* 1957), US-amerikanischer Radiomoderator
- Williams, Tennessee (1911–1983), US-amerikanischer Schriftsteller und DramatikerTennessee Williams (1911–1983)

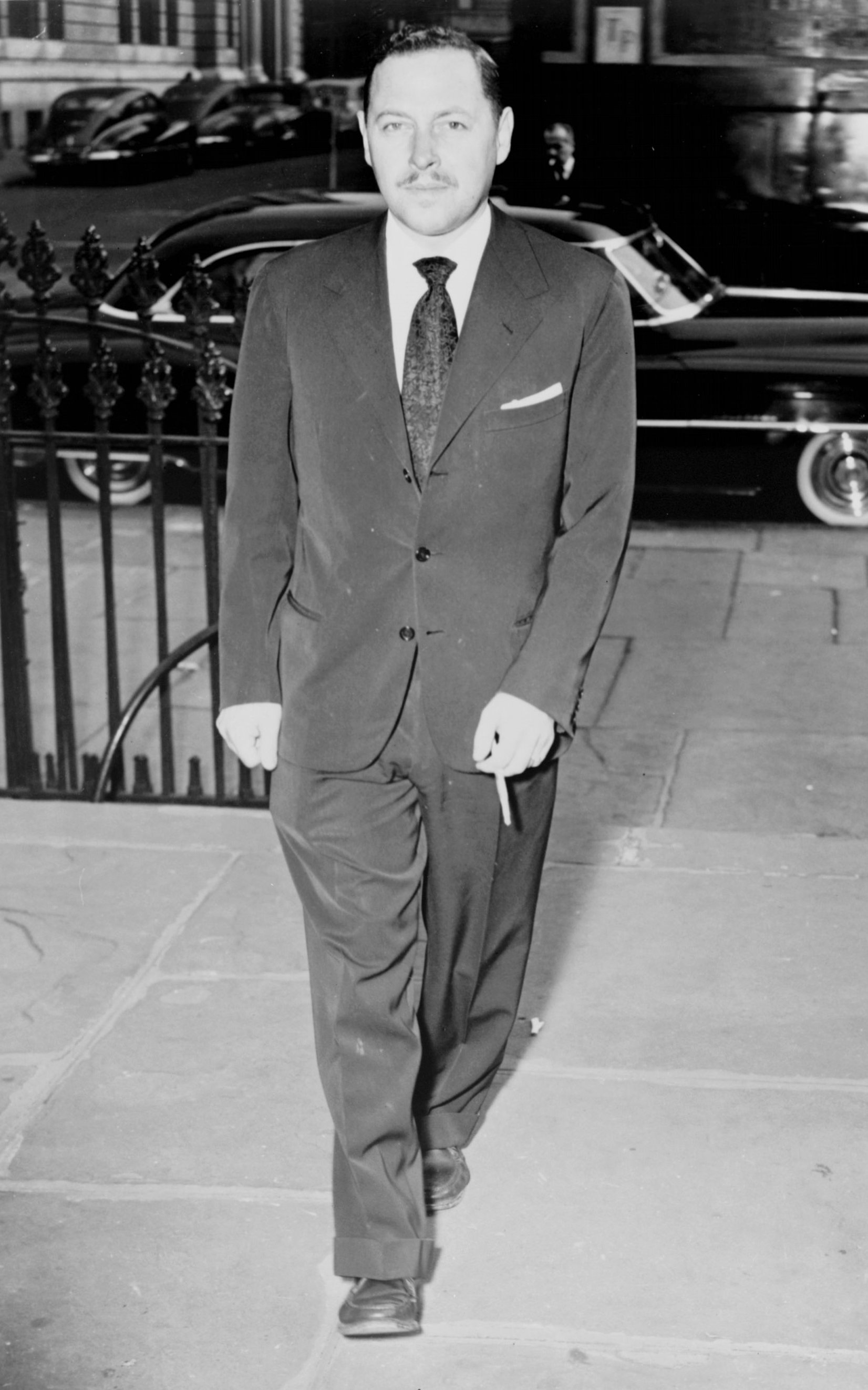
Tennessee Williams (1911–1983)

- Williams, Terrence (* 1987), US-amerikanischer Basketballspieler
- Williams, Terry (* 1948), walisischer Rockschlagzeuger
- Williams, Tex (1917–1985), US-amerikanischer Country-Sänger und Band-Leader
- Williams, Thomas (1602–1630), englischer Politiker, Abgeordneter im House of Commons
- Williams, Thomas (1806–1872), US-amerikanischer Politiker
- Williams, Thomas, US-amerikanischer Politiker
- Williams, Thomas (1825–1903), US-amerikanischer Rechtsanwalt, Richter und Politiker (Demokratische Partei)
- Williams, Thomas (* 2004), US-amerikanischer Fußballspieler
- Williams, Thomas Anthony (* 1948), britischer römisch-katholischer Geistlicher, emeritierterWeihbischof in Liverpool
- Williams, Thomas Chatterton (* 1981), US-amerikanischer Autor und Journalist
- Williams, Thomas D. (* 1962), US-amerikanischer Theologe, ehemaliger römisch-katholischer Ordensgeistlicher
- Williams, Thomas Hickman (1801–1851), US-amerikanischer Politiker
- Williams, Thomas Hill (1780–1840), US-amerikanischer Politiker
- Williams, Thomas Scott (1777–1861), US-amerikanischer Politiker
- Williams, Thomas Stafford (1930–2023), neuseeländischer römisch-katholischer Geistlicher, Erzbischof von Wellington und Kardinal
- Williams, Thomas Sutler (1872–1940), US-amerikanischer Jurist und Politiker
- Williams, Thomas W. (* 1943), US-amerikanischer Ingenieur und Informatiker
- Williams, Thomas Wheeler (1789–1874), US-amerikanischer Politiker
- Williams, Tiffany (* 1983), US-amerikanische Hürdenläuferin
- Williams, Tiger (* 1954), kanadischer EishockeyspielerTiger Williams (* 1954)

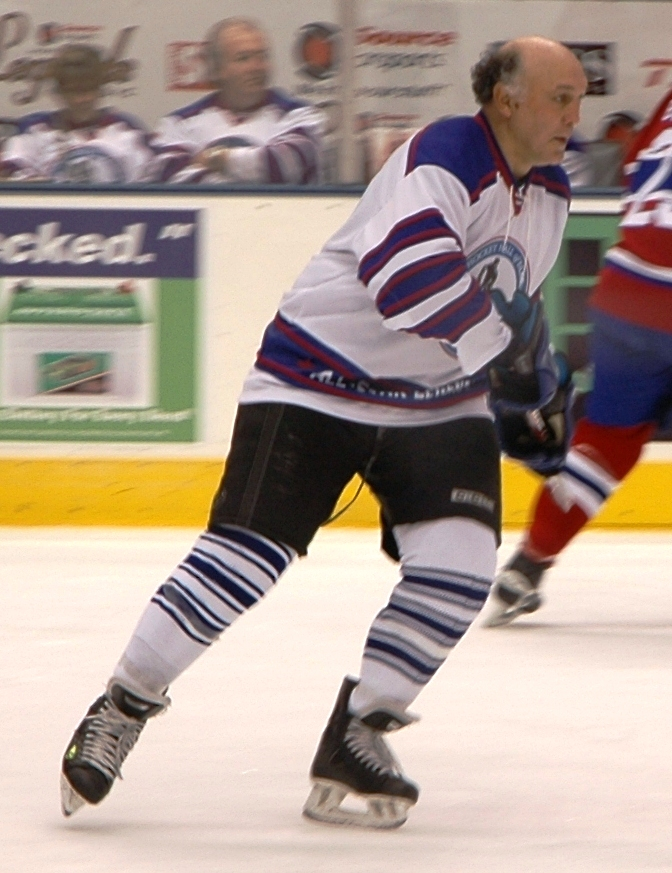
Tiger Williams (* 1954)

- Williams, Tim, US-amerikanischer Skispringer
- Williams, Tim (* 1966), US-amerikanischer Schauspieler und Sänger
- Williams, Tionna (* 1996), US-amerikanische Volleyballspielerin
- Williams, Tiquanny (* 2001), Fußballspieler von St. Kitts und Nevis
- Williams, Tod (* 1943), US-amerikanischer Architekt
- Williams, Tod (* 1968), US-amerikanischer Regisseur
- Williams, Todd (* 1977), US-amerikanischer Schauspieler
- Williams, Tom (* 1951), kanadischer Eishockeyspieler
- Williams, Tom (1962–2023), US-amerikanischer Jazzmusiker (Trompete, Komposition)
- Williams, Tom, Baron Williams of Barnburgh (1888–1967), britischer Politiker (Labour Party), Mitglied des House of Commons
- Williams, Tommy, US-amerikanischer Bassist des Modern Jazz
- Williams, Tommy (1940–1992), US-amerikanischer Eishockeyspieler
- Williams, Tony (1928–1992), US-amerikanischer Sänger
- Williams, Tony (1941–2021), britischer Musikproduzent
- Williams, Tony (1945–1997), US-amerikanischer Jazz-Schlagzeuger
- Williams, Tonya (* 1968), US-amerikanische Volleyballspielerin
- Williams, Trae (* 1997), australischer Sprinter
- Williams, Tramon (* 1983), US-amerikanischer American-Football-Spieler
- Williams, Treat (1951–2023), US-amerikanischer SchauspielerTreat Williams (1951–2023)

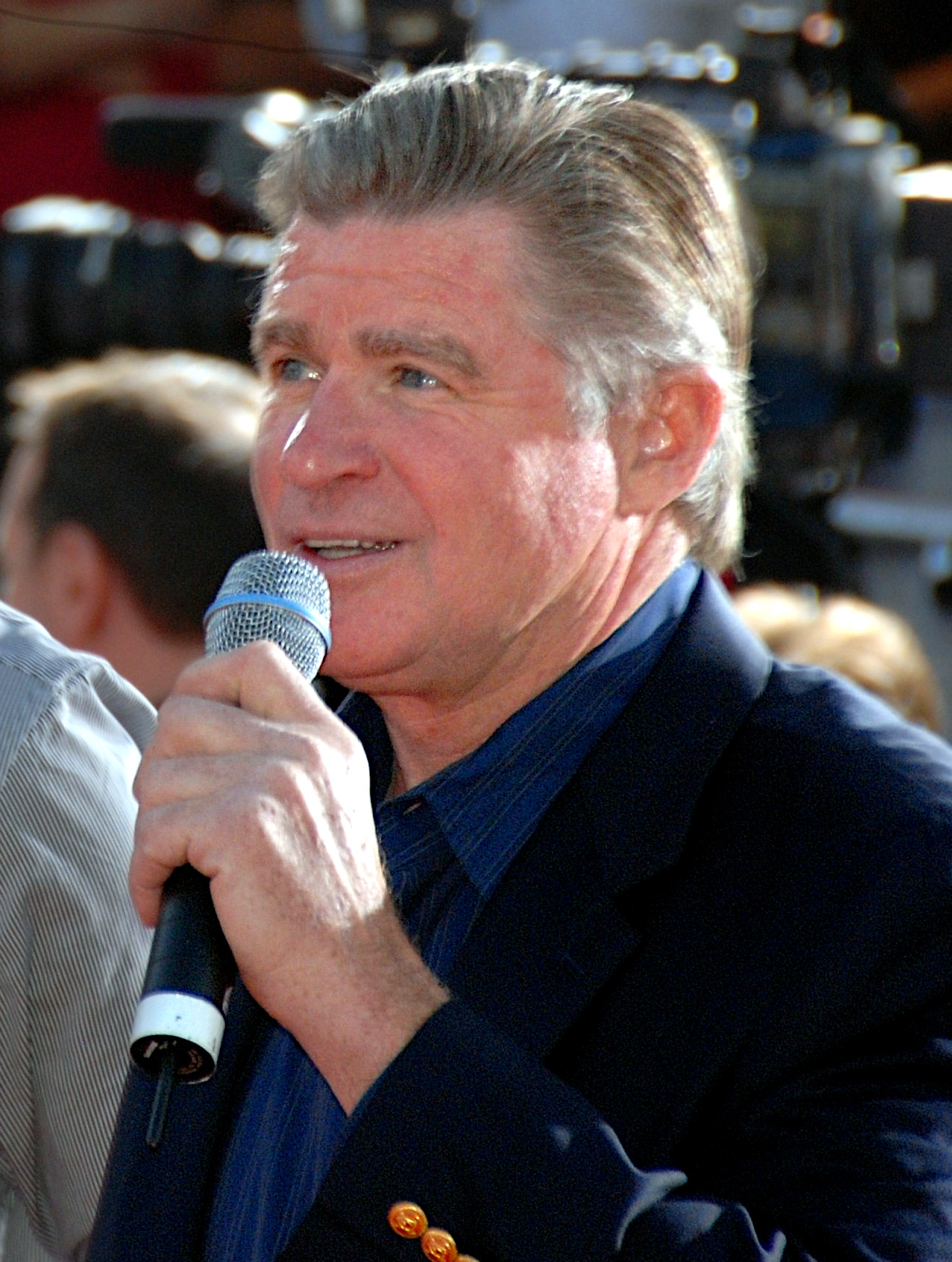
Treat Williams (1951–2023)

- Williams, Trent (* 1988), US-amerikanischer American-Football-Spieler
- Williams, Trevor I. (1921–1996), englischer Chemiehistoriker und Chemiker
- Williams, Tyler James (* 1992), US-amerikanischer Schauspieler
- Williams, Tyrel Jackson (* 1997), US-amerikanischer Schauspieler
- Williams, Tyrell (* 1992), US-amerikanischer American-Football-Spieler

###### Williams, U
- Williams, Ulis (* 1941), US-amerikanischer Sprinter und Olympiasieger
- Williams, Umajesty (* 1999), philippinisch-US-amerikanischer Sprinter
- Williams, Ursula Vaughan (1911–2007), englische Schriftstellerin

###### Williams, V
- Williams, Valdo (1929–2010), US-amerikanischer Jazzmusiker und Komponist
- Williams, Van (1934–2016), US-amerikanischer Schauspieler
- Williams, Vanessa A. (* 1963), US-amerikanische Schauspielerin
- Williams, Vanessa Lynn (* 1963), US-amerikanische Schauspielerin und Sängerin
- Williams, Venus (* 1980), US-amerikanische TennisspielerinVenus Williams (* 1980)

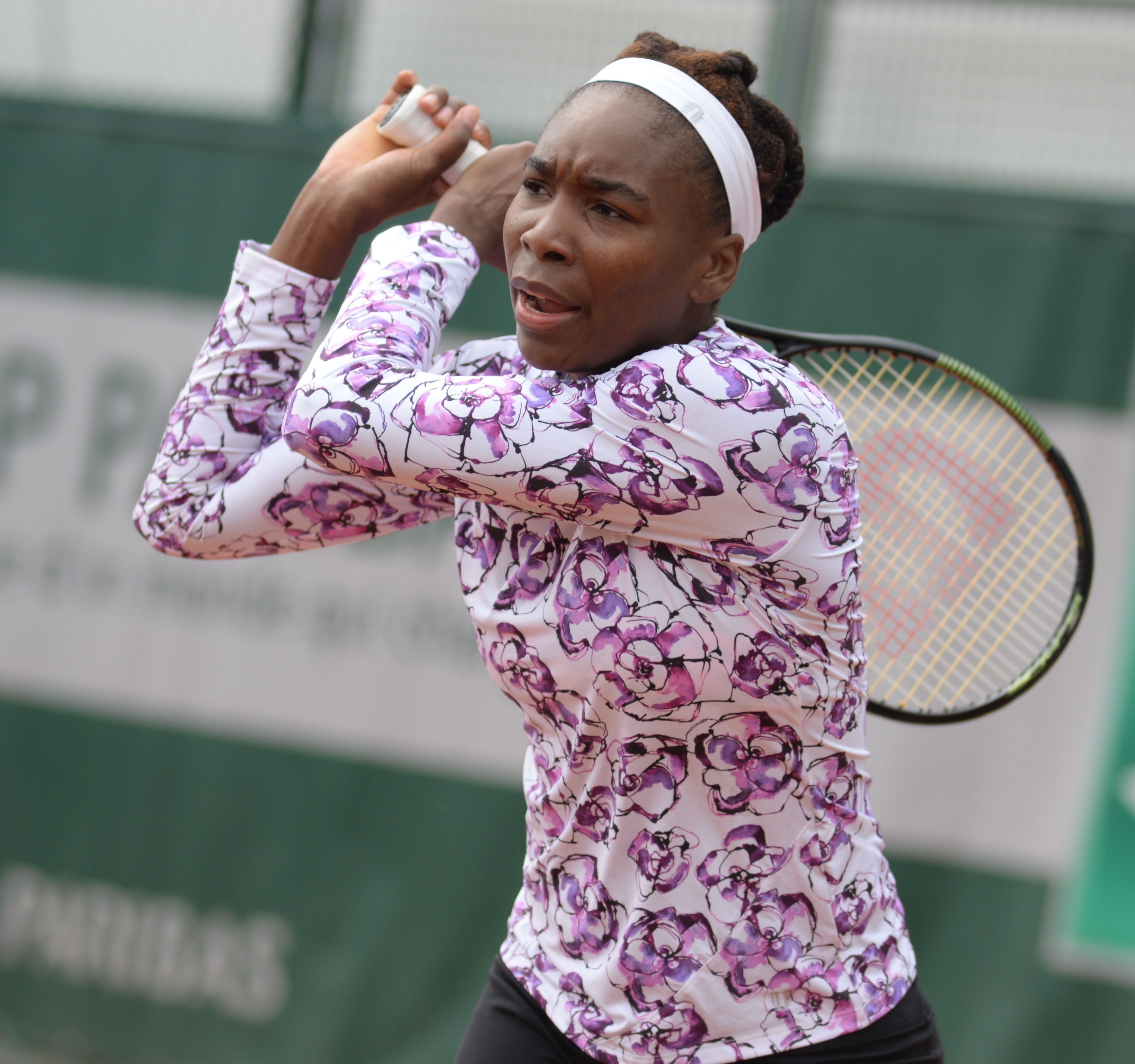
Venus Williams (* 1980)

- Williams, Vera Baker (1927–2015), US-amerikanische Kinderbuchautorin und Illustratorin
- Williams, Vic (1901–1957), englischer Fußballspieler
- Williams, Victor (* 1970), US-amerikanischer Schauspieler
- Williams, Victoria (* 1958), US-amerikanische Sängerin und Songschreiberin
- Williams, Vince (1957–1997), US-amerikanischer Schauspieler
- Williams, Virgil, US-amerikanischer Drehbuchautor und Produzent
- Williams, Virginia (* 1978), US-amerikanische Schauspielerin

###### Williams, W
- Williams, Wade (* 1961), US-amerikanischer Schauspieler
- Williams, Wade Hunt, US-amerikanischer Schauspieler und Musiker
- Williams, Walter E. (1936–2020), amerikanischer Wirtschaftswissenschaftler, Autor und Kommentator
- Williams, Walter Jon (* 1953), US-amerikanischer Science-Fiction-Schriftsteller
- Williams, Wayne (* 1933), US-amerikanischer Rockabilly-Musiker
- Williams, Wayne (* 1958), verurteilter amerikanischer Mörder
- Williams, Wayne Thomas (* 1967), US-amerikanischer Philosoph
- Williams, Wendy (* 1964), US-amerikanische TV-Moderatorin, Schauspielerin, Autorin und RadiopersönlichkeitWendy Williams (* 1964)

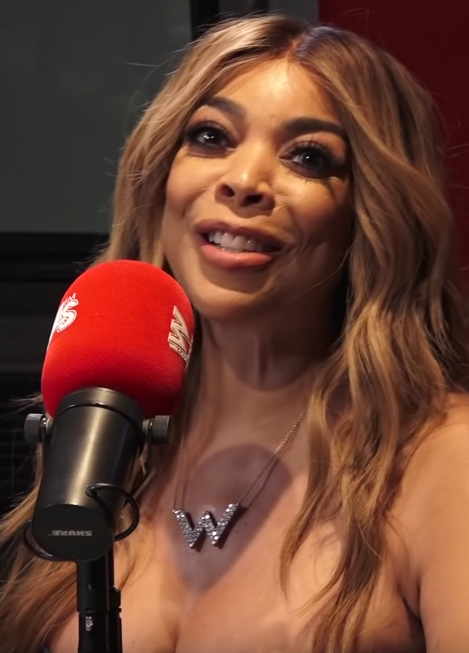
Wendy Williams (* 1964)

- Williams, Wendy (* 1967), US-amerikanische Wasserspringerin
- Williams, Wendy (* 1974), amerikanische Transgender Pornodarstellerin
- Williams, Wendy O. (1949–1998), US-amerikanische Musikerin, Leadsängerin der amerikanischen Punkband Plasmatics
- Williams, Werner (* 1946), deutscher Altgermanist
- Williams, Will (1922–2015), deutsch-amerikanischer Filmplakatmaler, Illustrator, Grafiker, Regisseur und Buchautor
- Williams, William (1675–1701), britischer Violinist Komponist des Barock
- Williams, William (1731–1811), britisch-amerikanischer Händler und Politiker
- Williams, William (1815–1876), US-amerikanischer Politiker
- Williams, William (1821–1896), US-amerikanischer Politiker
- Williams, William (* 1995), US-amerikanischer Weitspringer
- Williams, William Appleman (1921–1990), US-amerikanischer Historiker
- Williams, William Augustine (1836–1901), afroamerikanischer Linguist und Bibliothekar
- Williams, William B. (1826–1905), US-amerikanischer Politiker
- Williams, William Carlos (1883–1963), amerikanischer Mediziner, Dichter und Schriftsteller
- Williams, William E. (1857–1921), US-amerikanischer Politiker
- Williams, William Fenwick (1800–1883), britischer General und Gouverneur von Gibraltar
- Williams, William Lloyd Garrison (1888–1976), kanadisch-amerikanischer Mathematiker und Hochschullehrer
- Williams, William R. (1884–1972), US-amerikanischer Politiker
- Williams, Willie (1931–2019), US-amerikanischer Leichtathlet
- Williams, Willie (* 1959), britischer Videokünstler

###### Williams, Y
- Williams, Yorick (* 1975), englischer Basketballspieler
- Williams, Yvette (1929–2019), neuseeländische Weitspringerin, Diskuswerferin und Kugelstoßerin

###### Williams, Z
- Williams, Zac (* 1995), neuseeländischer Bahnradsportler
- Williams, Zach (* 1981), US-amerikanischer christlicher Popmusiker
- Williams, Zachary (* 1994), US-amerikanischer Schauspieler sowie Model
- Williams, Zelda (* 1989), US-amerikanische Schauspielerin und FilmregisseurinZelda Williams (* 1989)

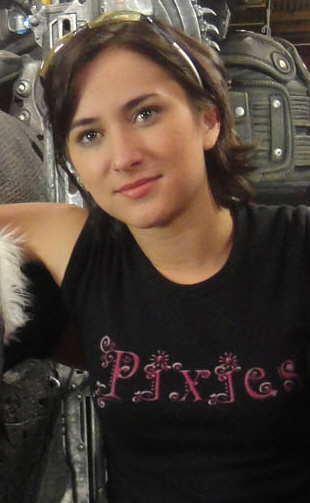
Zelda Williams (* 1989)

- Williams, Ziaire (* 2001), US-amerikanischer Basketballspieler

##### Williams-

###### Williams-C
- Williams-Crosby, Spice (* 1952), US-amerikanische Schauspielerin und Stuntfrau

###### Williams-D
- Williams-Darling, Tonique (* 1976), bahamaische Sprinterin (400 m) und Olympiasiegerin
- Williams-Davis, Trevaia (* 1968), US-amerikanische Leichtathletin

###### Williams-G
- Williams-Goss, Nigel (* 1994), US-amerikanischer Basketballspieler

###### Williams-M
- Williams-Mills, Novlene (* 1982), jamaikanische Leichtathletin

###### Williams-P
- Williams-Paisley, Kimberly (* 1971), US-amerikanische Schauspielerin, Regisseurin, Filmproduzentin, Drehbuchautorin und SchriftstellerinKimberly Williams-Paisley (* 1971)

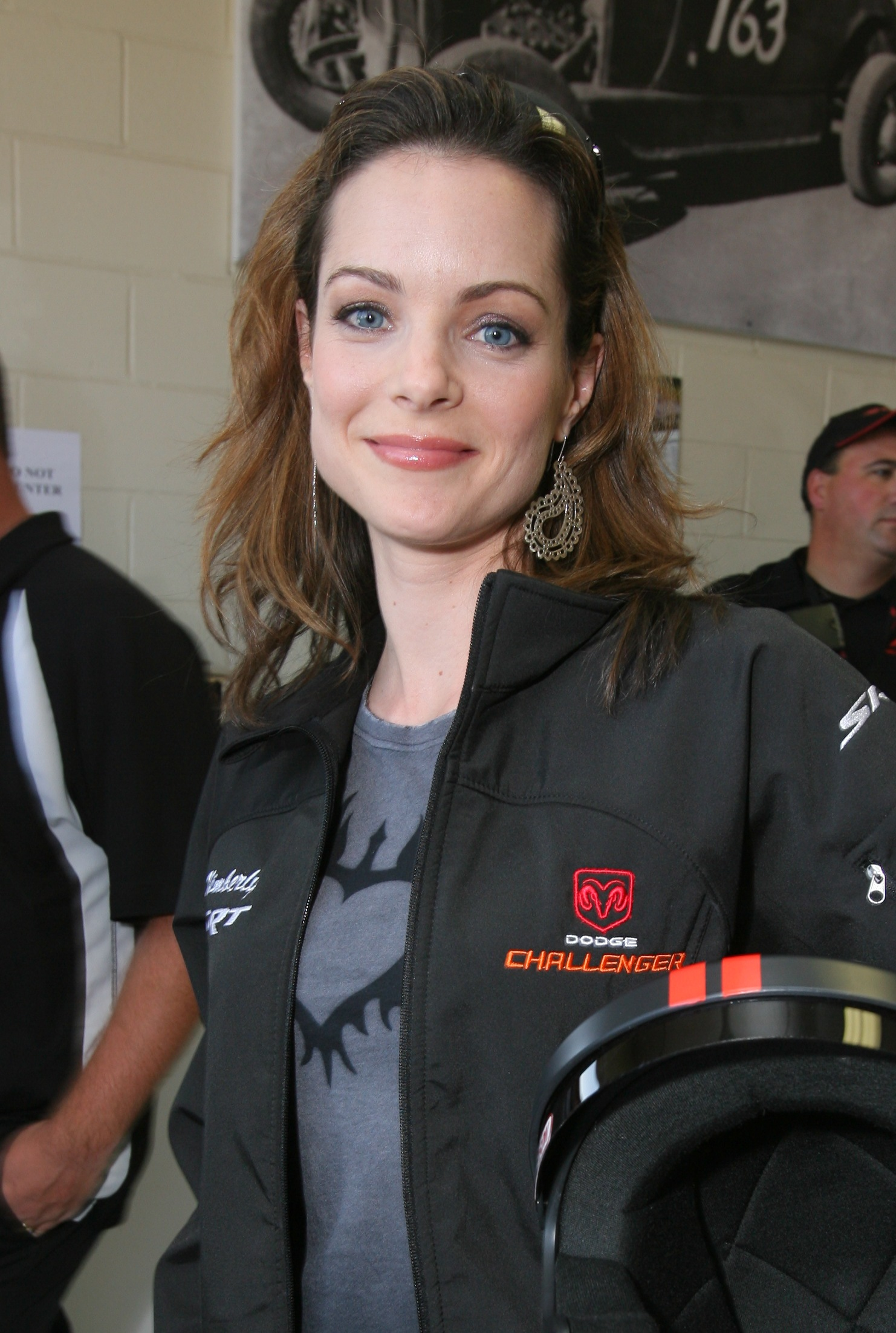
Kimberly Williams-Paisley (* 1971)

###### Williams-S
- Williams-Simpson, Ruth (* 1949), jamaikanische Sprinterin
- Williams-Stirling, Kedar (* 1994), englischer Jugendschauspieler

##### Williamso
- Williamson, Adam (* 1982), britischer Künstler, traditioneller Handwerker, Stein- und Holzbildhauer, Kalligraf und Maler
- Williamson, Afton (* 1984), US-amerikanische Schauspielerin
- Williamson, Al (1931–2010), US-amerikanischer Comiczeichner
- Williamson, Alexander William (1824–1904), britischer Chemiker
- Williamson, Alison (* 1971), britische Bogenschützin
- Williamson, Audrey (1926–2010), britische Leichtathletin
- Williamson, Avery (* 1992), US-amerikanischer American-Football-Spieler
- Williamson, Ben (* 2001), schottischer Fußballspieler
- Williamson, Ben M. (1864–1941), US-amerikanischer Politiker
- Williamson, Betsy, kanadische Architektin und Möbeldesignerin
- Williamson, Bree (* 1979), kanadische Schauspielerin
- Williamson, Brian (1945–2004), jamaikanischer Menschenrechtsaktivist
- Williamson, Capers (* 1992), US-amerikanischer Speerwerfer
- Williamson, Claude (1926–2016), US-amerikanischer Jazzpianist des Swing und Modern Jazz
- Williamson, Corliss (* 1973), US-amerikanischer Basketballspieler
- Williamson, Craig (* 1949), südafrikanischer Geheimagent während der Apartheid
- Williamson, Dan (* 2000), neuseeländischer Ruderer
- Williamson, Darold (* 1983), US-amerikanischer Leichtathlet
- Williamson, DaVarryl (* 1968), US-amerikanischer Boxer
- Williamson, David (* 1961), amerikanischer Comedy-Zauberkünstler
- Williamson, David P. (* 1967), US-amerikanischer Mathematiker und Informatiker
- Williamson, David, Baron Williamson of Horton (1934–2015), britischer Staatsbediensteter und Mitglied des House of Lords
- Williamson, Edward Bruce (1877–1933), US-amerikanischer Bankier, Entomologe und Pflanzenzüchter
- Williamson, Ellis W. (1918–2007), US-amerikanischer Offizier, Generalmajor der US-Army
- Williamson, Emily (1855–1936), englische Philanthropin und Naturschützerin
- Williamson, Evelyn (* 1971), neuseeländische Triathletin
- Williamson, Francis John (1833–1920), britischer Bildhauer
- Williamson, Fred (* 1938), US-amerikanischer Schauspieler, Regisseur und ehemaliger FootballspielerFred Williamson (* 1938)

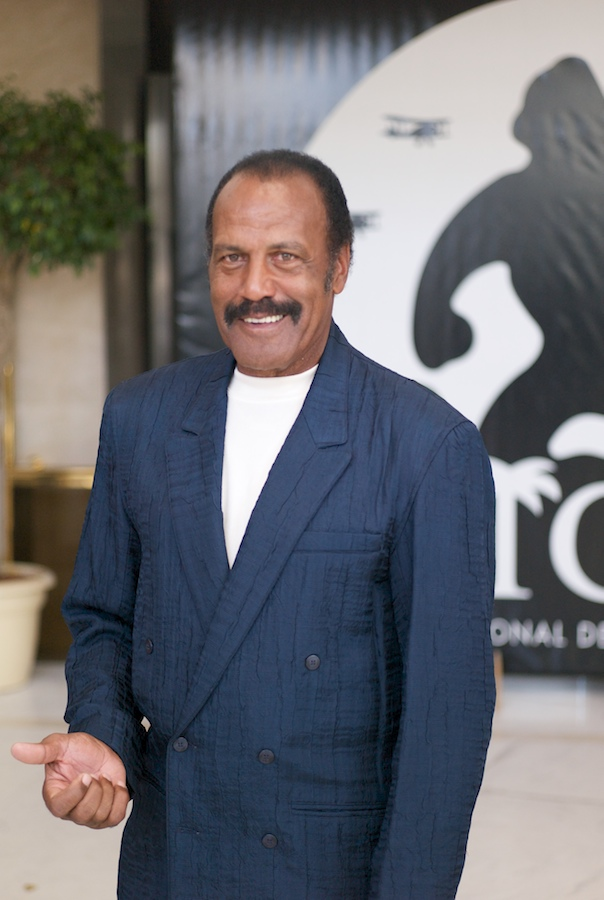
Fred Williamson (* 1938)

- Williamson, Gary (1944–2019), kanadischer Jazzmusiker (Piano)
- Williamson, Gavin (* 1976), britischer Politiker (Conservative Party)
- Williamson, Geoff (1923–2009), australischer Ruderer
- Williamson, Geoffrey Arthur (1895–1982), britischer Altphilologe
- Williamson, Geoffrey H. (1927–1993), britischer Ingenieur und Automobilrennfahrer
- Williamson, Geordie (* 1981), australischer Mathematiker
- Williamson, George Hunt (1926–1986), US-amerikanischer Autor, Ufologe und Vertreter der Prä-Astronautik
- Williamson, Harry (1913–2000), US-amerikanischer Leichtathlet
- Williamson, Henry (1895–1977), britischer Schriftsteller
- Williamson, Hugh (1735–1819), US-amerikanischer Politiker
- Williamson, Iain (* 1988), schottischer Fußballspieler
- Williamson, Ian (* 1958), englischer Snooker- und English-Billiards-Spieler und Billardtrainer
- Williamson, Isaac Halstead (1767–1844), US-amerikanischer Politiker
- Williamson, Isabelle († 1886), schottische Missionarin
- Williamson, J. B. (* 1956), US-amerikanischer Boxer
- Williamson, Jack (1908–2006), US-amerikanischer Schriftsteller und Science-Fiction-, Horror- und Fantasy-Autor
- Williamson, James (1855–1933), britischer Filmpionier
- Williamson, James (* 1989), neuseeländischer Bahn- und Straßenradrennfahrer
- Williamson, James Cassius (1845–1913), australischer Schauspieler und Impresario
- Williamson, James Mann (1849–1901), britischer Arzt
- Williamson, Jeffrey G. (* 1935), US-amerikanischer Wirtschaftswissenschaftler und -historiker
- Williamson, Jennifer (* 1965), schottische Badmintonspielerin
- Williamson, Jessie († 1937), neuseeländische Suffragette und Frauenrechtlerin
- Williamson, Joe (* 1970), kanadischer Jazzbassist und Improvisationsmusiker
- Williamson, John (1815–1875), irischer Drucker und späterer neuseeländischer Zeitungsverleger, Politiker und Mitglied des House of Representatives
- Williamson, John (1937–2021), britischer Wirtschaftswissenschaftler
- Williamson, John (* 1945), australischer Countrysänger und Songwriter
- Williamson, John N. (1855–1943), US-amerikanischer Politiker
- Williamson, Juliet (* 1947), britische botanische Illustratorin und Zeichnerin
- Williamson, Kane (* 1990), neuseeländischer Cricketspieler
- Williamson, Karla Jessen (* 1954), grönländisch-kanadische Anthropologin
- Williamson, Kate (1931–2013), US-amerikanische Schauspielerin
- Williamson, Kathryn (* 1989), US-amerikanische Fußballspielerin
- Williamson, Keith (1928–2018), britischer Marshal of the Air Force
- Williamson, Kelly (* 1977), US-amerikanische Triathletin
- Williamson, Kevin (* 1965), US-amerikanischer Drehbuchautor, Filmproduzent und Filmregisseur
- Williamson, Kimberly (* 1993), jamaikanische Hochspringerin
- Williamson, Leah (* 1997), englische FußballspielerinLeah Williamson (* 1997)

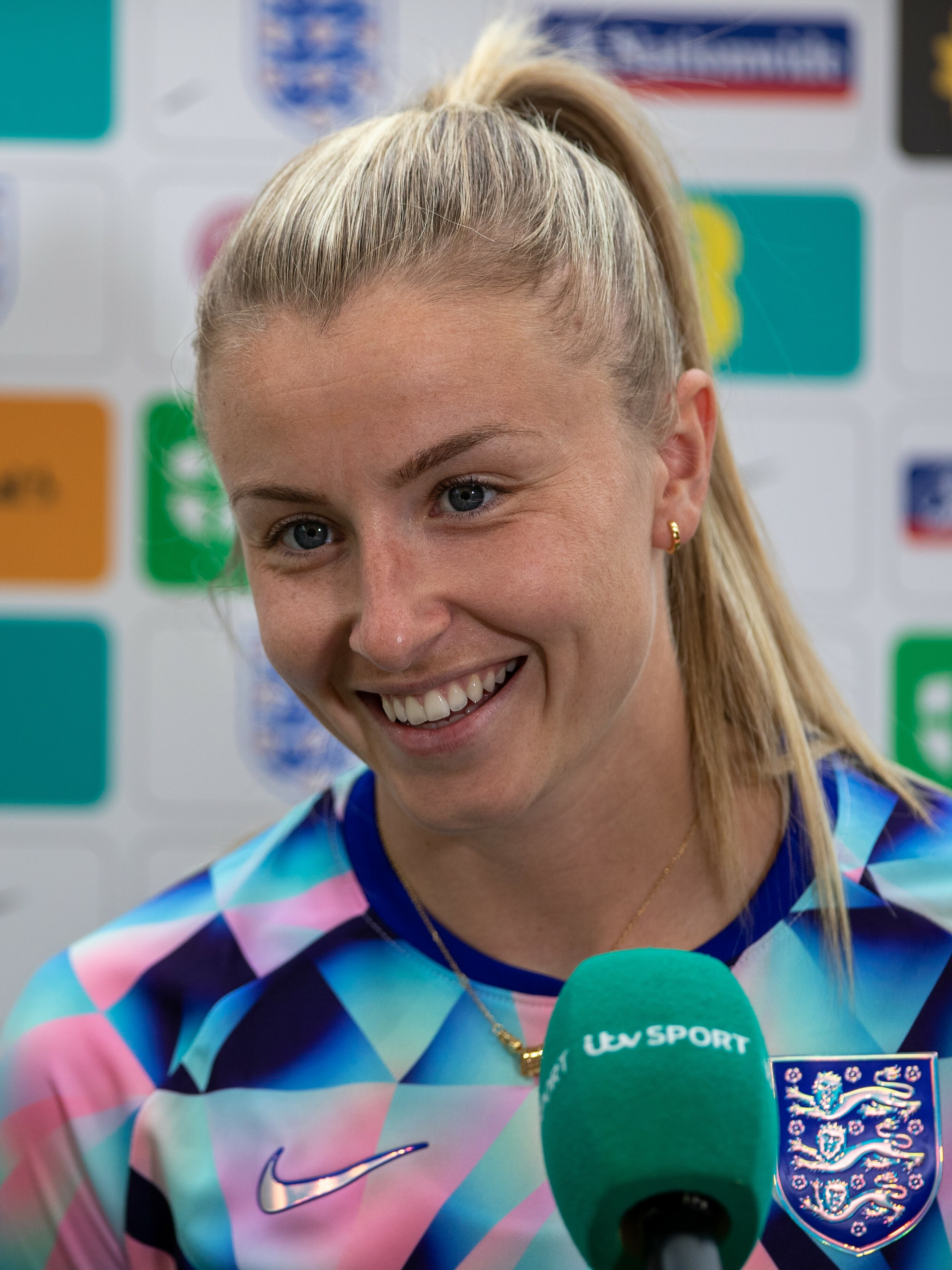
Leah Williamson (* 1997)

- Williamson, Lewis (* 1989), britischer Automobilrennfahrer
- Williamson, Malcolm (1931–2003), australischer Komponist
- Williamson, Malcolm (1950–2015), britischer Kryptograph
- Williamson, Marianne (* 1952), US-amerikanische spirituelle Lehrerin, Autorin, Unternehmerin, Aktivistin und Politikerin
- Williamson, Matthew (* 1971), britischer Modeschöpfer
- Williamson, Mike (* 1983), englischer Fußballspieler und -trainer
- Williamson, Mykelti, US-amerikanischer SchauspielerMykelti Williamson

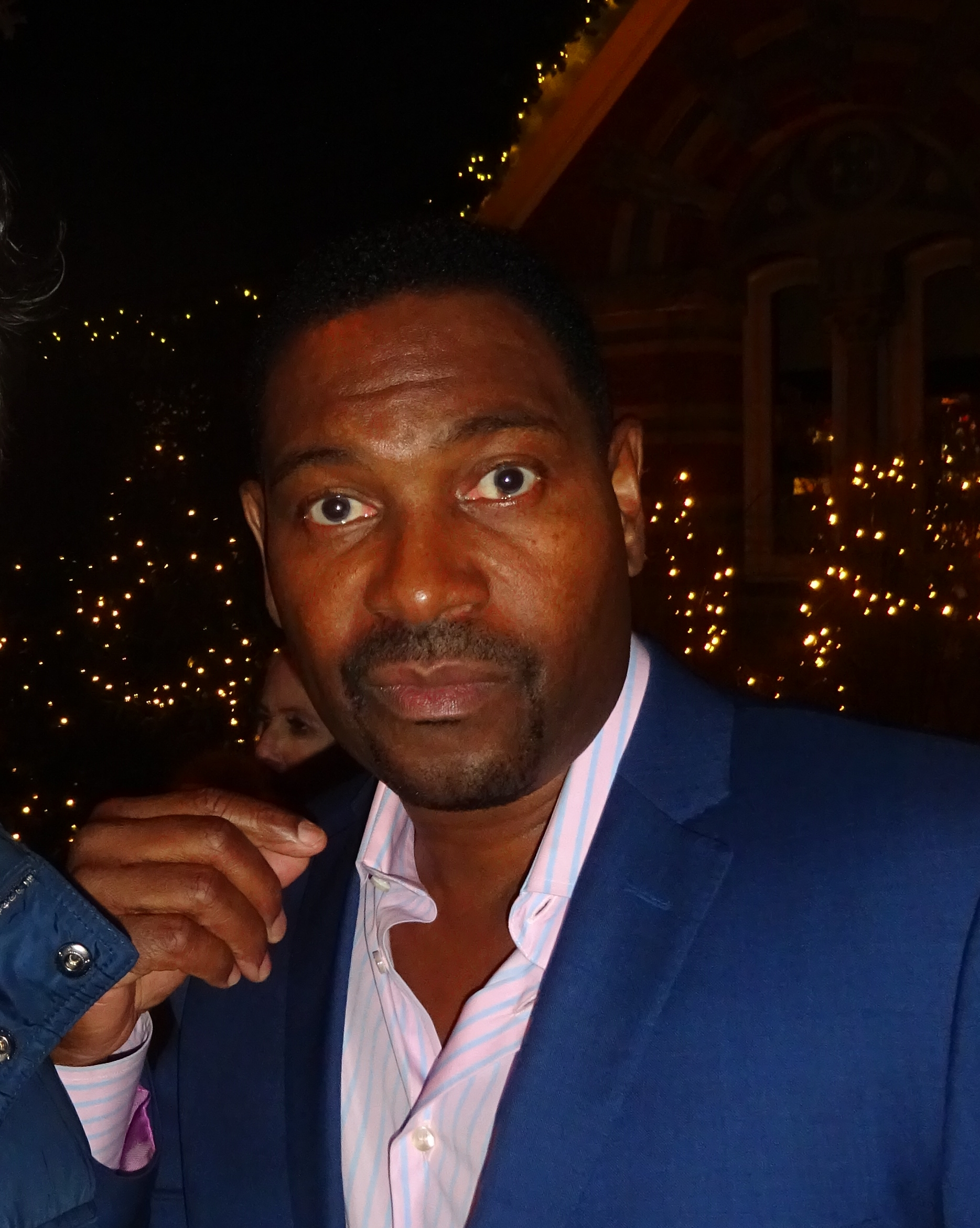
Mykelti Williamson

- Williamson, Nicol (1936–2011), britischer Schauspieler
- Williamson, Odd-Magnus (* 1980), norwegischer Schauspieler
- Williamson, Oliver E. (1932–2020), US-amerikanischer Wirtschaftswissenschaftler
- Williamson, Peter (* 1948), britischer Snooker-Schiedsrichter
- Williamson, Raymond E. S. (1894–1957), US-amerikanischer Offizier, Brigadegeneral der US-Army
- Williamson, Richard (1940–2025), britischer katholischer Bischof der Priesterbruderschaft St. Pius X.
- Williamson, Rick, US-amerikanischer Schauspieler, Stuntman, Stunt Coordinator, Filmschaffender und Puppenspieler
- Williamson, Robert (* 1938), britisch-australischer Molekulargenetiker und Mediziner
- Williamson, Robert III (* 1970), US-amerikanischer Pokerspieler
- Williamson, Robert Wood (1856–1932), britischer Anthropologe
- Williamson, Roger (1948–1973), britischer AutomobilrennfahrerRoger Williamson (1948–1973)

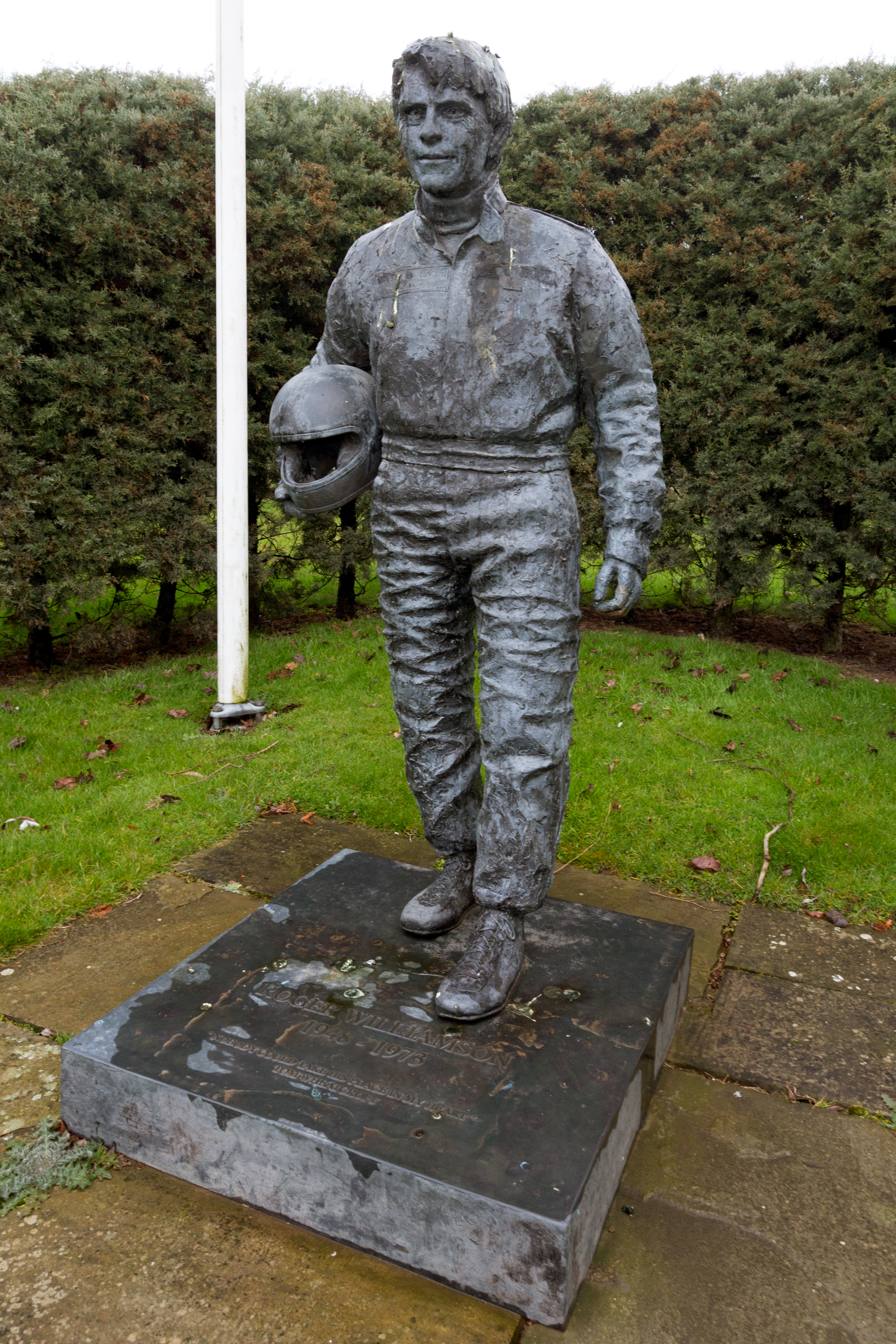
Roger Williamson (1948–1973)

- Williamson, Ron (1953–2004), amerikanischer Baseballspieler und zu Unrecht verurteilter Mörder
- Williamson, Roy (1932–2019), britischer Theologe; Bischof von Bradford und Bischof von Southwark
- Williamson, Roy (1936–1990), schottischer Musiker und Instrumentenbauer
- Williamson, Sam (* 1987), englischer Fußballspieler
- Williamson, Sam (* 1997), australischer Schwimmer
- Williamson, Simeon (* 1986), britischer Leichtathlet
- Williamson, Sonny Boy I. (1914–1948), US-amerikanischer Bluesmusiker und Mundharmonikaspieler
- Williamson, Sonny Boy II. († 1965), US-amerikanischer Bluesmusiker
- Williamson, Steve (* 1964), britischer Jazzmusiker
- Williamson, Stu (1933–1991), US-amerikanischer Jazzposaunist und Trompeter
- Williamson, Tim (1884–1943), englischer Fußballtorwart
- Williamson, Timothy (* 1955), englischer Philosoph
- Williamson, Todd (* 1964), US-amerikanischer Maler
- Williamson, Tom (* 1984), englischer Fußballspieler
- Williamson, Tom, Baron Williamson (1897–1983), britischer Politiker (Labour), Mitglied des House of Commons und Gewerkschaftsfunktionär
- Williamson, Victoria (* 1993), britische Bahnradsportlerin
- Williamson, William (1869–1950), schottischer Amateur-Zoologe
- Williamson, William (1875–1972), US-amerikanischer Politiker
- Williamson, William Crawford (1816–1895), englischer Naturforscher und Botaniker
- Williamson, William D. (1779–1846), US-amerikanischer Politiker
- Williamson, Zion (* 2000), US-amerikanischer Basketballspieler

##### Williamsz
- Williamsz, Jordan (* 1992), australischer Mittelstreckenläufer

### Willian
- Willian (* 1988), brasilianischer Fußballspieler
- Willian José (* 1991), brasilianischer Fußballspieler
- Willian, Estêvão (* 2007), brasilianischer FußballspielerEstêvão Willian (* 2007)

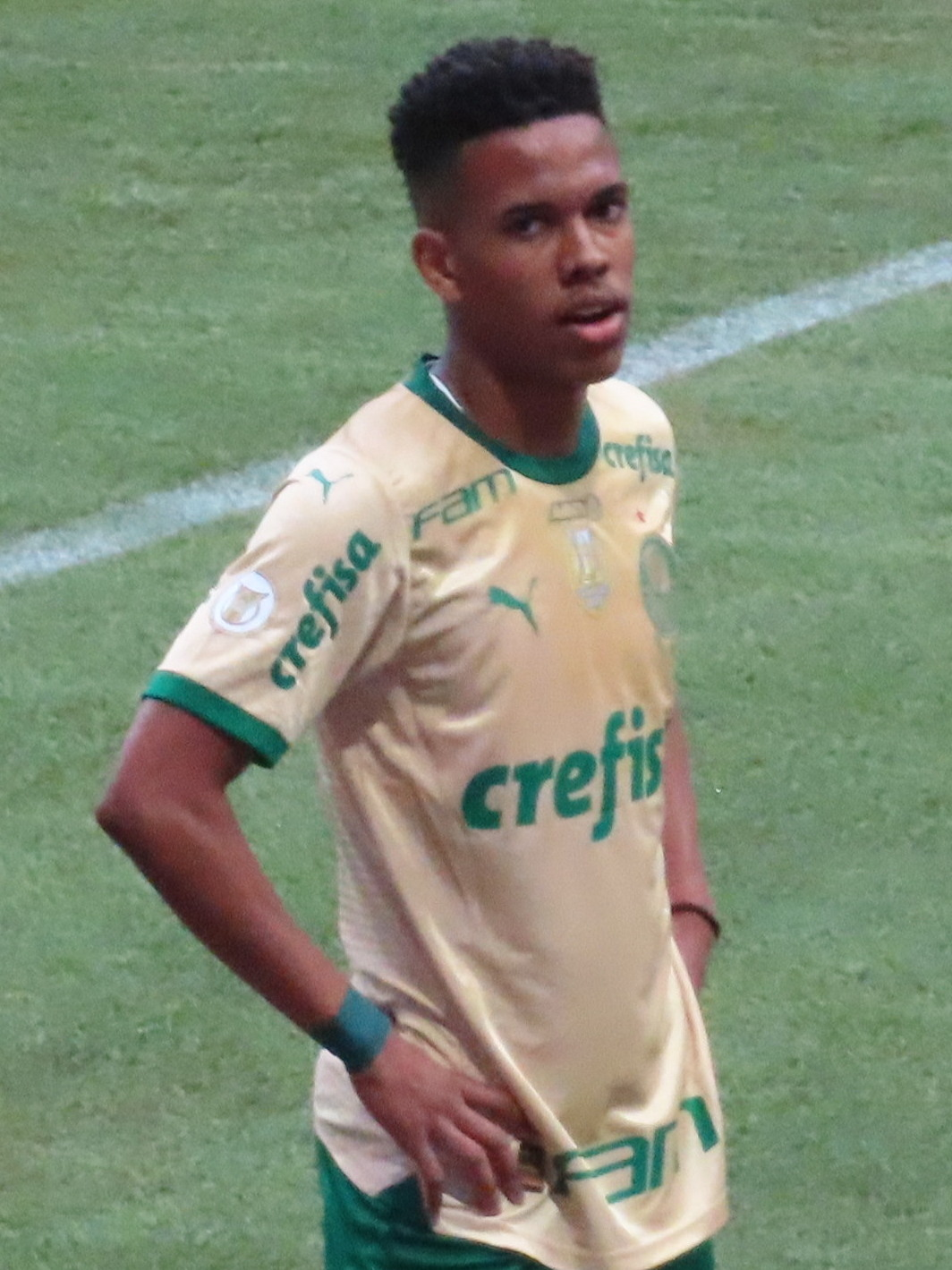
Estêvão Willian (* 2007)

- Willian, Luke (* 1996), australischer Triathlet

### Williar
- Williard, Adolf (1832–1923), deutscher Architekt und Baubeamter, Vorstand des (katholischen) Erzbischöflichen Bauamts in Karlsruhe
- Williard, Hans Anton (1832–1867), deutscher Landschafts- und Vedutenmaler, Zeichner und Lithograf
- Williard, Johann Anton (1807–1887), deutscher Zeichner und Lithograf